# Triumph (motos)
Pour les articles homonymes, voir Triumph.
Triumph est une marque britannique de motos fondée par l'Allemand Siegfried Bettman en 1885. Elle appartient depuis 1983 à la société britannique Triumph Motorcycles Ltd, basée à Hinckley. Triumph est l'une des seules marques de motos à avoir été en activité sans interruption depuis le début du XXe siècle, avec plus d'un million de motos produites jusqu'à nos jours.
La première moto Triumph est produite en 1902. La marque se développe rapidement avant la Première Guerre mondiale, connait des difficultés durant l'entre-deux-guerres et retrouve la croissance après la Seconde Guerre mondiale. Dans les années 1950 et 1960, Triumph est une marque de premier plan dans son domaine : les Triumph sont exportées dans de nombreux  pays et notamment en Amérique du Nord, marché qui représente jusqu'aux trois quarts des ventes de la marque.
Triumph fait de nouveau face à des difficultés dans les années 1970. Reprise en 1983, la marque est spécialisée dans la production de modèles de forte cylindrée à vocation routière et tout-terrain dotés de moteurs à deux ou trois cylindres, comme ses modèles phares, la Bonneville et la Tiger. La marque detient la deuxieme moto la plus cylindrée apres la Boss Hoss .

## Historique

### Débuts
En 1883, Siegfried Bettmann (en), né en Allemagne, émigre vers la Grande-Bretagne. Il crée en 1885 une activité de fabrication de bicyclettes, et en 1886 lui donne un nom de marque qui sonne aussi bien au Royaume-Uni qu'en  France et en Allemagne : Triumph.
En 1886, Bettmann s'associe à Moritz Schulte, ingénieur en mécanique originaire  de Nuremberg. Les deux associés lèvent des fonds auprès de leurs familles respectives et s'installent à Coventry, dans la région alors la plus industrialisée de la Grande-Bretagne. Ils ouvrent leur première usine, destinée à la fabrication de bicyclettes. En 1896, ils créent une filiale à Nuremberg, la Triumph Werk Nûrnberg (TWN) et en 1897 la société mère anglaise prend le nom de Triumph Cycle Company.

### Premières motos (1902-1914)
Bettmann et Schulte  importent en 1897 une moto Hildebrand et Wolfmüller, et mettent au point un prototype de vélo à assistance motorisée vers 1901.
L'année suivante, ils lancent le tout premier modèle de moto Triumph : il est doté d'un moteur monocylindre à quatre temps de la marque belge Minerva de 240 cm3 installé dans un cadre semblable à celui des vélos Triumph. La puissance annoncée est de 2 ch et la transmission finale est par courroie. Ce modèle sera produit avec des moteurs JAP de 2,5 ch de 1903 à 1905.
En 1905, Triumph lance son propre moteur : un monocylindre de 3 ch à soupapes latérales commandées mécaniquement. La cylindrée de ce moteur est progressivement augmentée jusqu'à atteindre 550 cm3 en 1914, la puissance annoncée passant de 3 à 4 ch. Les modèles ainsi motorisés ont un frein arrière commandé par pédale au pied droit et un frein avant commandé au guidon. Ils acquièrent rapidement une réputation de fiabilité et assurent une forte croissance à Triumph : la production passe de 500 machines en 1905 à 3 000 en 1909.
La puissance relativement modeste des Triumph ne les empêche pas de briller en compétition, avec notamment une deuxième place du Tourist Trophy de 1907 et la victoire l'année suivante, à une vitesse de 68 km/h,. Siegfried Bettmann, le fondateur, est naturalisé anglais.
Triumph introduit ensuite des innovations significatives dans sa gamme : fourche à absorbeur de chocs (1906), carburateur développé par la marque (1908), commandes au guidon (1908), double poulie d'entraînement (1908), débrayage de la roue arrière (1911), système à trois vitesses (1913), etc.
Dans un catalogue Triumph de 1914, deux pages présentent succinctement sept modèles de la gamme : Roadster A, B et C ; TT Roadster  D, E et G ; TT Racer F, à des prix allant de  54 à 65 £. Ce sont des monocylindres équipés de moteurs de 499 cm3/3,5 ch ou 550 cm3/4 ch. Ils se différencient notamment par leur transmission : système à trois vitesses (modèles C et G), moteur en prise constante (modèles B, D et F) ou débrayable (modèles A et E).
La gamme comprend également, à partir de 1913, un autre modèle : la Junior. Dotée d'un monocylindre deux temps de 223 cm3, la « Baby » comme elle sera surnommée, connait le succès, notamment grâce à sa légèreté (59 kg), sa selle basse, et son rapport qualité-prix : pour 42 £, elle propose notamment une transmission à deux vitesses et la fourche amortie Triumph. La Junior sera produite jusqu'en 1926.

Modèles d'avant la Première Guerre mondiale
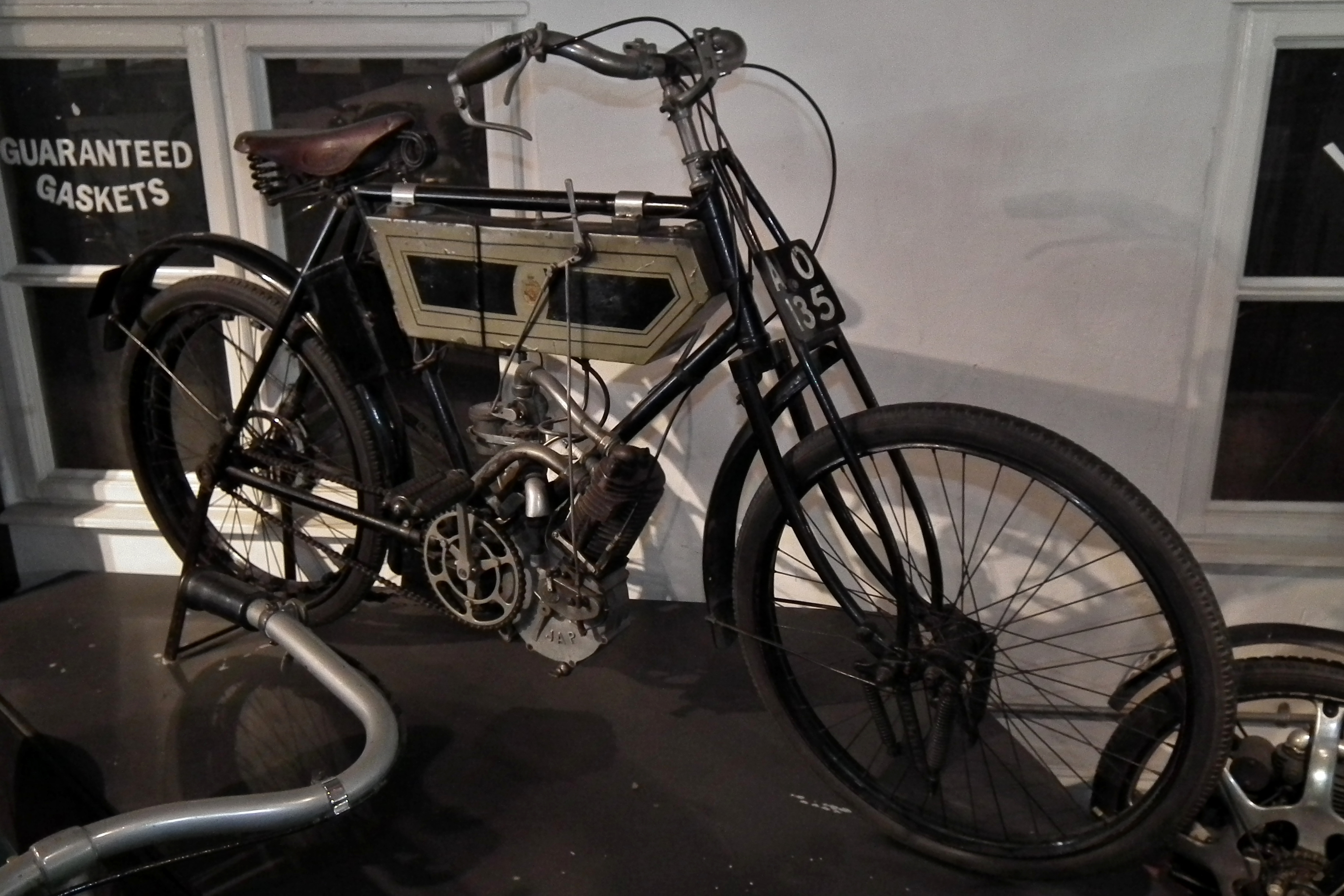
Triumph à moteur JAP de 292 cm3/2,5 ch incliné vers l'avant (1903).
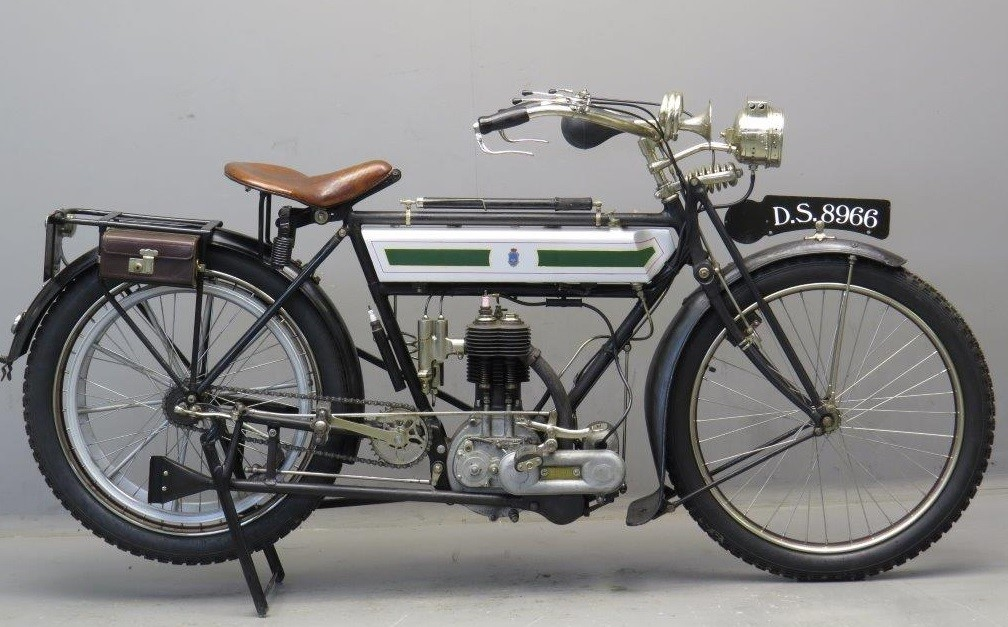
Triumph A (1913). À noter la tige de commande du free engine par commande au pied, la fourche rocking et l'échappement fish tail.
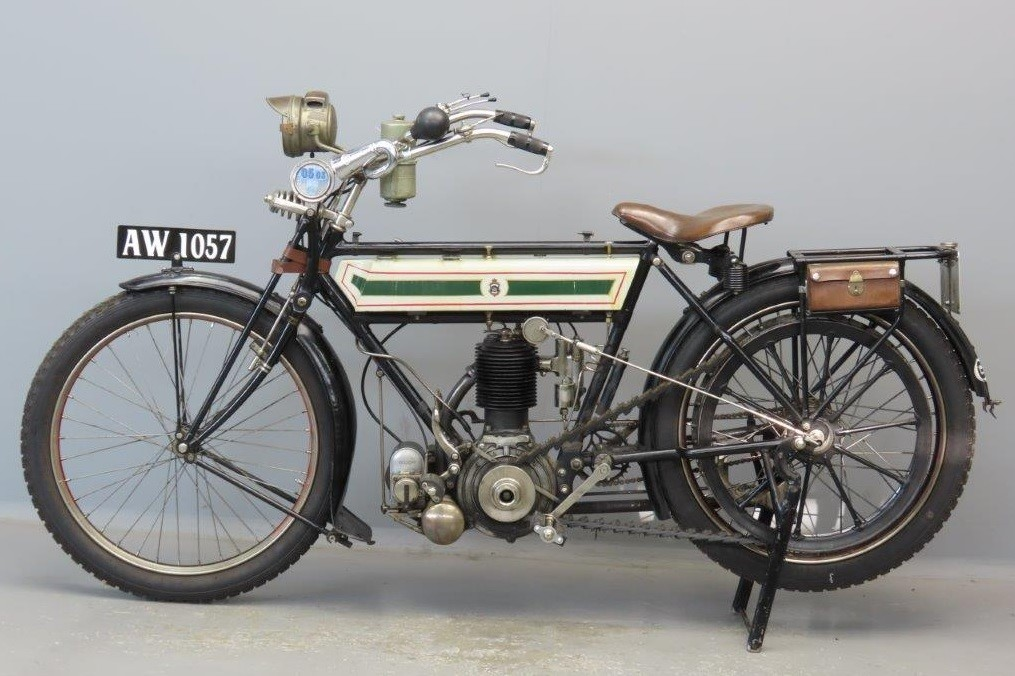
Triumph C (1913) avec commande du « dérailleur » trois vitesses,  par levier côté droit du réservoir.
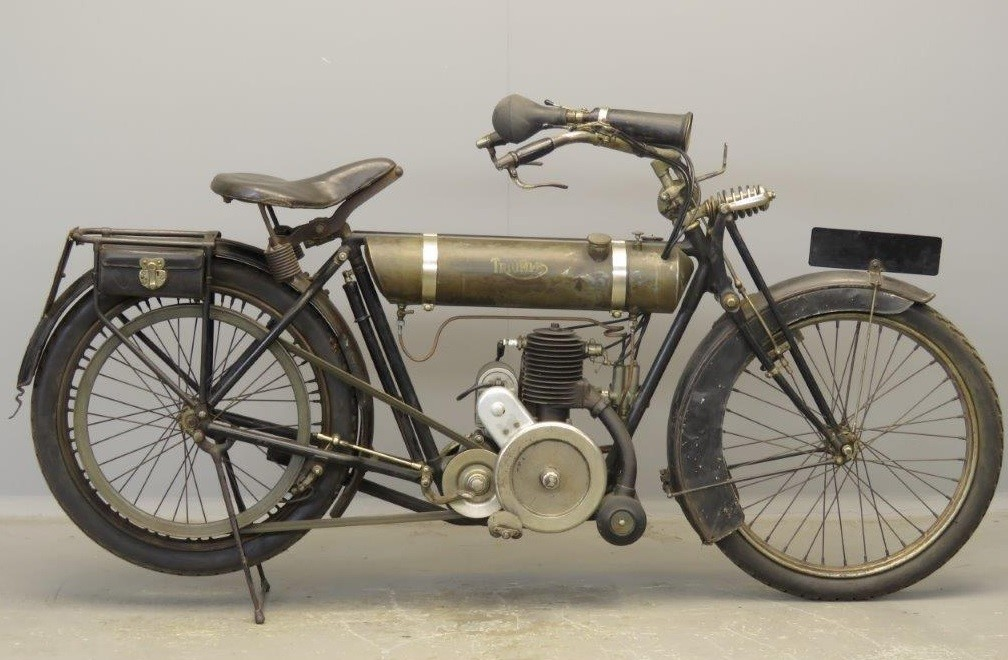
Triumph Junior (1920). À noter le frein arrière à sabot commandé par un levier au talon droit.

La renommée de Triumph et son implication locale amènent Siegfried Bettmann à devenir conseiller municipal de Coventry en 1907, puis maire en 1913-1914.

### Première Guerre mondiale et années 1920: l'essor

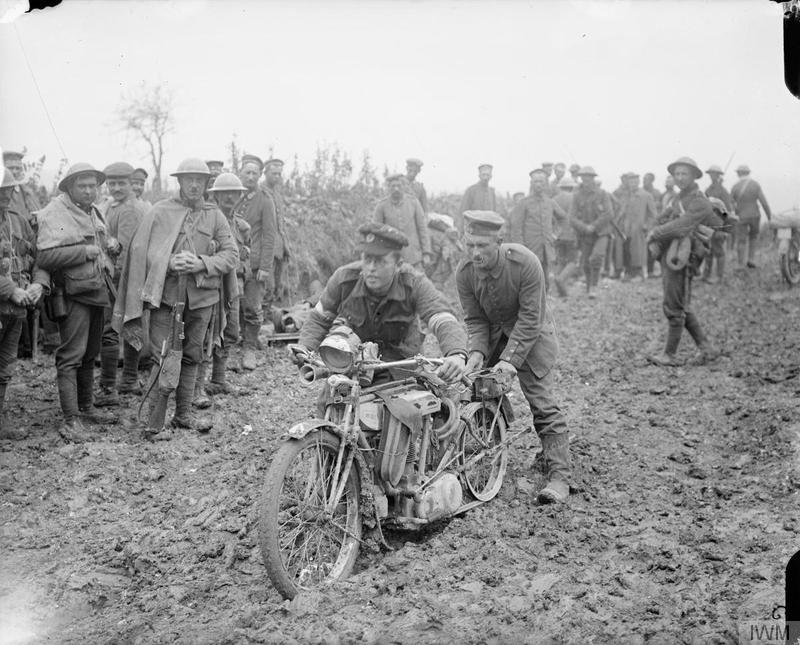
Triumph H durant la bataille de la Somme (1916).

Le Royaume-Uni entre en guerre le 4 août 1914 et décide d'utiliser massivement des motos pour assurer les communications sur les champs de bataille. Après avoir réquisitionné des motos civiles et commandé une centaine de modèles A, l'armée britannique passe un important contrat concernant la fourniture à partir de 1915 d'un modèle tout juste lancé par Triumph : le modèle H, qui sera produit à plus de 30 000 exemplaires pendant la durée du conflit. Le modèle H est toujours un monocylindre à soupapes latérales de 550 cm3/4 ch et transmission finale par courroie, mais il innove dans deux domaines importants : le démarrage se fait par kick-starter, et surtout il est doté d'une véritable boîte de vitesses à trois rapports, d'un embrayage et d'une transmission primaire par chaîne. Sa fiabilité vaudra à la marque d'être surnommée « Trusty Triumph », et aura de positives retombées sur les ventes civiles après-guerre : il est vendu jusqu'en 1923 avec 57 000 exemplaires vendus

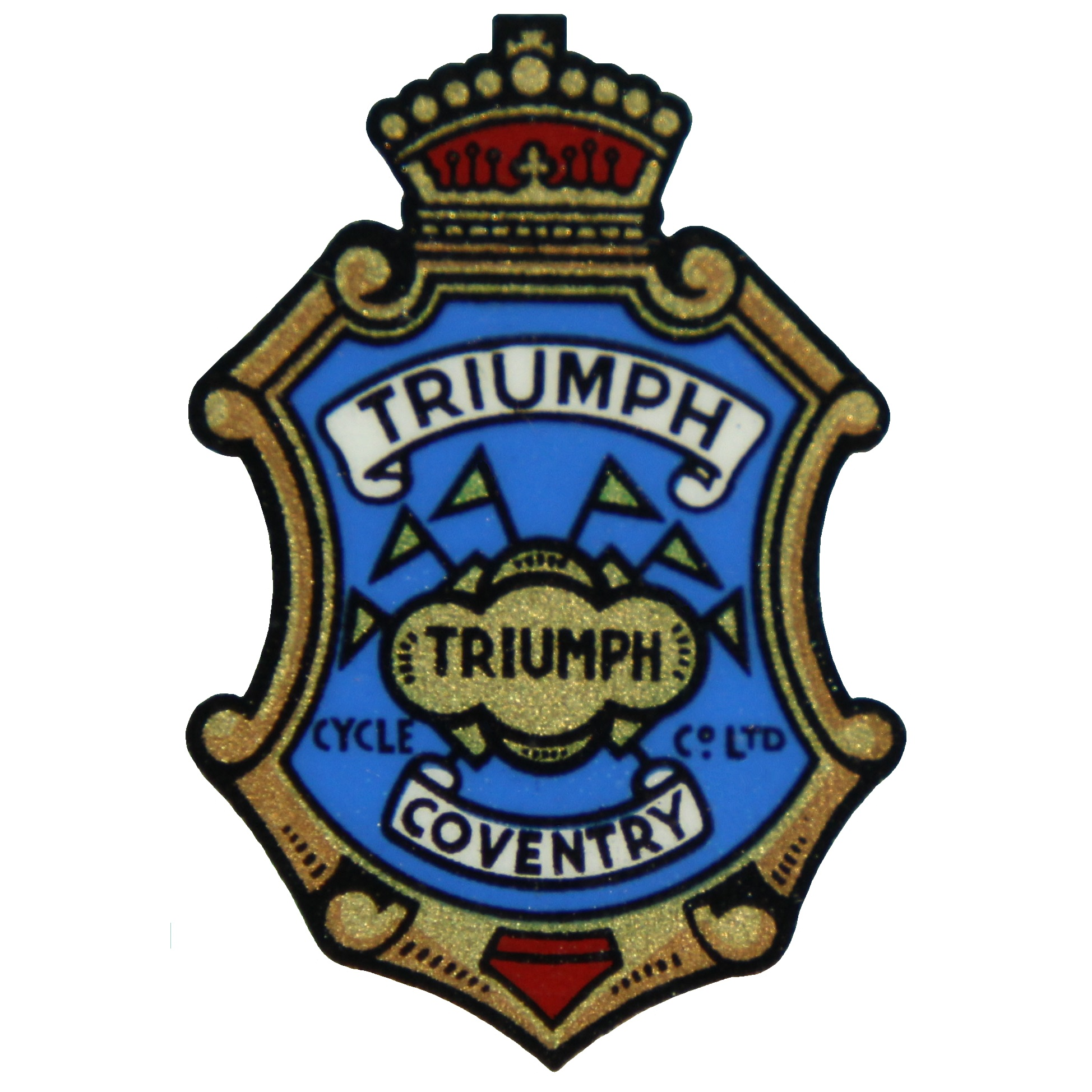
Logo Triumph, années 1920.

Les années 1920 voient un essor exceptionnel de Triumph, dont la production annuelle passe de 4 000 machines avant-guerre à 30 000 en 1925.
Deux évènements importants marquent l'organisation de la société juste après la fin de la guerre :
- Moritz Schulte, l'un des deux cofondateurs, quitte Triumph en 1919 et se voit remplacé par l'italien Harry Ricardo[1],[n 18] ;
- Triumph décide de se lancer dans la production d'automobiles. Ceci conduira au rachat de la société anglaise Dawson et la création de la Triumph Motor Company en 1921, puis à la sortie des premiers modèles en 1923.

Juste après la guerre, Triumph, qui emploie trois mille personnes, doit faire face à une forte inflation, une importante compétition et une intense guerre des prix. La société réagit en introduisant sur le marché plusieurs modèles et innovations, parmi lesquels :
- la SD, une monocylindre à soupapes latérales de 550 cm3. Avec une boîte trois vitesses conçue par Triumph[n 19], c'est le premier modèle Triumph à transmission finale par chaîne, à frein avant à tambour[n 20] et à fourche Druid[n 21]. La SD est en outre équipée d'un système amortisseur de chocs de la transmission, connu sous l'appellation  « Spring Drive », qui lui donne son nom. En 1925, elle sera la première Triumph à recevoir un frein arrière à tambour ;
- la R ou Riccy, monocylindre de 499 cm3 à vocation sportive[1] doté du premier moteur à soupapes en tête[n 22] de la marque, mis au point par l'ingénieur Harry Ricardo. Les modèles R seront surnommés « Riccy »[5] ;
- la CTT, « le fleuron de la gamme », une monocylindre à quatre soupapes de 500 cm3 également à vocation sportive[1], qui remplace la R à partir de 1927 ;
- la ST, une monocylindre dérivée de la TT pour un usage moins sportif.

Triumph propose également, outre la Junior, plusieurs modèles d'entrée ou de milieu de gamme, notamment :
- la LS : un monocylindre de 350 cm3 à soupapes latérales avec boîte trois vitesses entièrement intégrée au moteur et lubrification automatique. C'est un échec commercial et la LS ne sera produite que de 1924 à 1927[8] ;
- la P : lancée en 1924 au prix de 42 £ seulement[9]. C'est un modèle dépouillé de 500 cm3 dont la production monte rapidement à mille unités par semaine. Mais la P souffre de gros problèmes de conception et de qualité[n 23] générant l'insatisfaction des clients et de nombreuses réparations sous garantie[n 24]. Elle restera au catalogue jusqu'à la fin des années 1920.

À la fin des années 1920, Triumph dispose d'une gamme de sept modèles monocylindres quatre temps allant de la modeste W (278 cm3/2,8 ch) à la moderne et sportive ST (500 cm3 OHV/5 ch). Plusieurs modèles, dont le milieu de gamme CN de 500 cm3, sont dotés pour la première fois chez Triumph d'un circuit de lubrification à recirculation. Et tous bénéficient de cadres modernes et de réservoirs aux formes plus arrondies.
En 1929, Triumph, dont les modèles sont vendus dans le monde entier, est le premier constructeur anglais et l'un des plus importants constructeurs mondiaux de motos. C'est alors que survient la grande dépression qui frappe toute l'économie mondiale.

Triumph de 1915 à la fin des années 1920
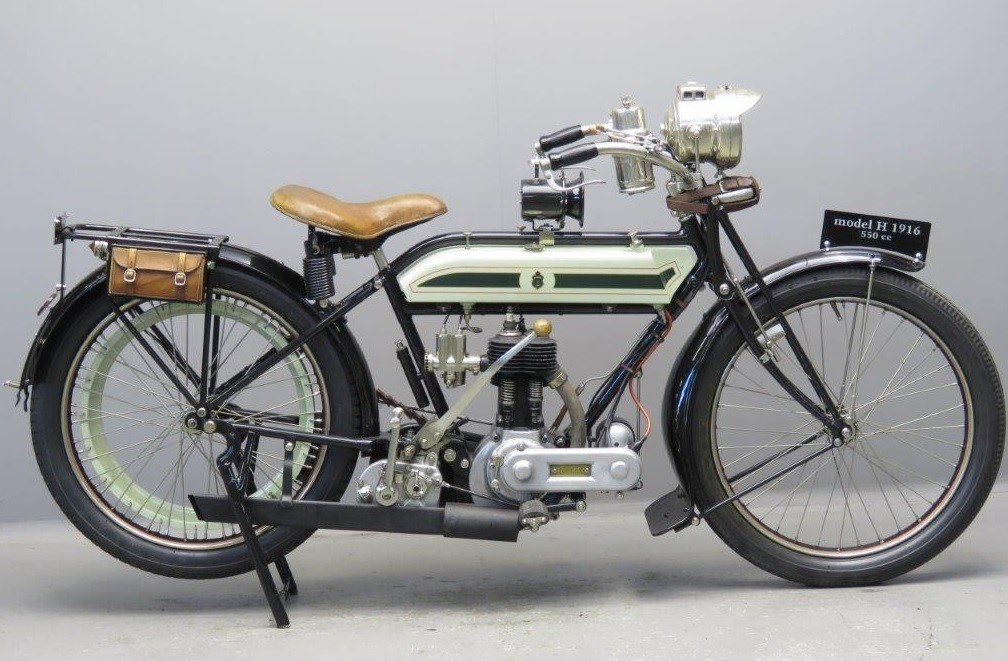
Triumph H (1916).
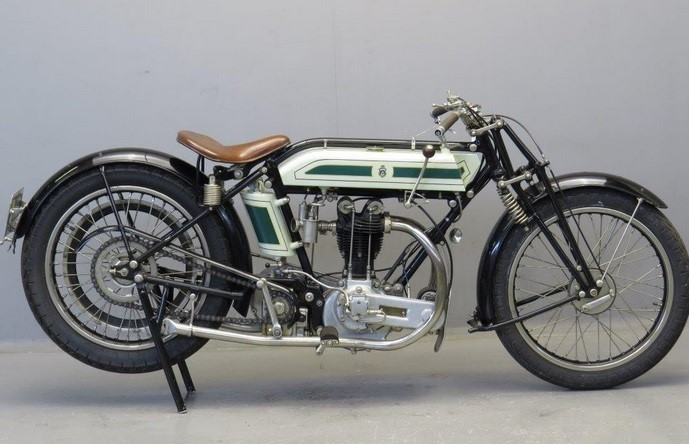
R « Riccy » (1924).
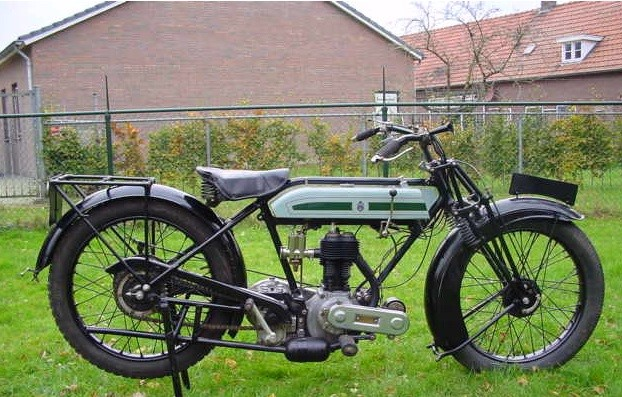
SD avec frein arrière à tambour (1925).
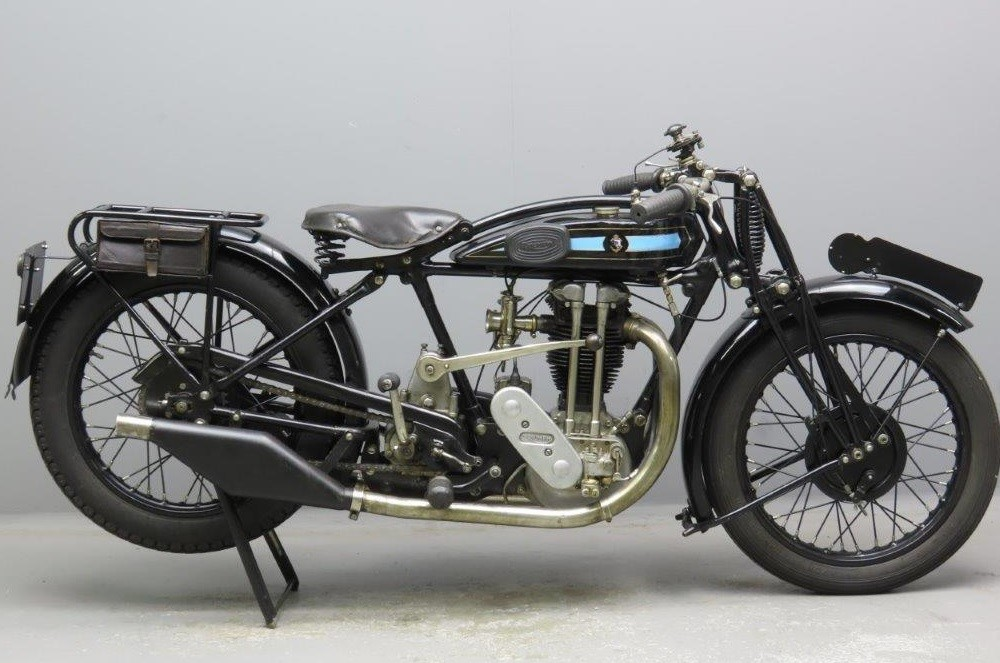
TT (1927).
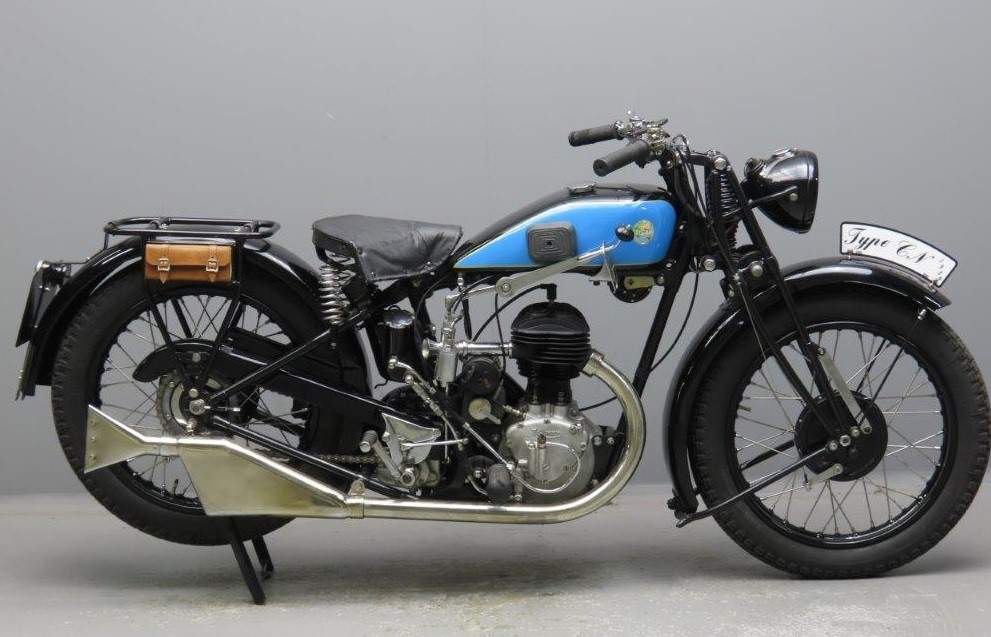
CN (1929).

### Années 1930: changements et premiers bicylindres
En 1929, la Lloyd's Bank, principal créancier de Triumph, décide que la société doit changer de stratégie et dégager des fonds pour faire face à la crise. Avec le support du conseil d'administration de Triumph, la banque prend la direction opérationnelle de la société. Le fondateur, Siegfried Bettmann, alors âgé de 71 ans, devient vice-président sans responsabilités opérationnelles et Ch. Holbrook est promu directeur général adjoint. Dès 1929, Triumph se sépare de sa filiale allemande TWN, puis, en 1932, de son activité bicyclettes, qui intègrera plus tard le groupe Raleigh.
En 1932, Triumph recrute un ingénieur réputé, Val Page (en), qui a passé quinze ans chez le concurrent Ariel. Page sera à l'origine du renouveau complet de la gamme de moteurs de Triumph, et notamment du premier bicylindre de la marque : un bicylindre en ligne. Celui-ci inaugure une longue famille de moteurs de ce type qui vont devenir caractéristiques de la marque. Le premier modèle qu'il équipe est annoncé août 1933 : c'est 6-1, une moto assez lourde (187 kg) avec une boîte de vitesses à quatre rapports, une transmission primaire hélicoïdale et deux circuits de lubrification. Parce qu'elle vise le marché des utilisateurs de side-car, la 6-1 est également équipée d'un système de couplage des freins avant et arrière, ainsi que d'un frein de parking. La 6-1 est coûteuse à produire car elle partage peu de pièces avec les autres modèles de la gamme. Son prix est élevé et, malgré des succès en compétition et une grande robustesse, la 6-1 ne rencontrera durant sa période de commercialisation (1933-1936) qu'un succès limité avec moins de 600 exemplaires produits.
La gamme Triumph de 1934 comporte 18 modèles allant de la XV de 150 cm3 à la 6/1 de 650 cm3, pour des prix catalogue de 25 à 70 £. Les modèles quatre temps de faible cylindrée (150 et 175 cm3) sont regroupés dans la famille XO. Le cylindre de leur moteur est incliné vers l'avant, disposition qui leur vaut l'appellation « sloper ». 
Le cœur de l'offre est constitué de quatre familles de monocylindres quatre temps : les 2, 3, B/Scout et 5 qui proposent des cylindrées de 250 à 550 cm3.
Mais l'entreprise continue de connaître des difficultés financières à cause du manque de rendement de la filiale automobiles ainsi que de problème de gestion. La direction de Triumph décide de concentrer la société sur l'automobile,. L'activité motos est acquise en 1936 par Jack Sangster (en), un industriel anglais déjà propriétaire de la firme Ariel. Une nouvelle société est créée, la Triumph Engineering (en), avec comme dirigeant Edward Turner (en), jusqu'alors directeur technique d'Ariel.
Seuls cinq modèles de la gamme précédente sont conservés et le bicylindre est abandonné.
En 1936, Triumph annonce trois nouveaux modèles créant une nouvelle famille : les Tiger 70, 80 et 90, qui sont des évolutions des modèles précédents, en versions plus sportives dotées d'une nouvelle boîte de vitesses. En 1937, Triumph lance un tout nouveau bicylindre d'une cylindrée de 500 cm3, pratiquement aussi peu encombrant qu'un monocylindre. La première moto équipée de ce moteur, la « Speed Twin », apparait au catalogue 1938. La Speed Twin rencontre du succès tant auprès des clients particuliers que de la police londonienne qui en commande 24 dès la première année,. Cet engouement conduit Triumph à lancer l'année suivante un autre modèle bicylindre : la Tiger 100, qui inaugure une très longue lignée de Tiger bicylindres.
Au début de 1939, le catalogue Triumph comporte onze modèles présentés en trois familles: Deluxe (sept monocylindres de 250 à 600 cm3),Tiger (deux monocylindres dénommés « 70 » de 250 cm3 et « 80 » de 350 cm3, et la bicylindre Tiger 100 de 500 cm3/33 ch), et la Speed Twin (bicylindre de 500 cm3/ 28,5 ch).
Tous les modèles sont équipés d'une boîte de vitesses à quatre rapports avec sélecteur au pied, d'une transmission primaire et secondaire par chaîne, d'un démarrage au kick, d'une fourche Girder à dureté réglable, d'une selle solo, de freins à tambour ainsi que d'un éclairage avant et d'un avertisseur électrique. L'instrumentation de série est sur le réservoir.
À la veille de la Seconde Guerre mondiale, Triumph est en bonne position et les ventes de ces dernières années sont florissantes : redevenue profitable depuis 1935, la société exporte dans 25 pays, y compris aux États-Unis et au Canada. La notoriété de la marque est nourrie des records de vitesse et victoires en compétition remportés par ses machines.

Triumph des années 1930
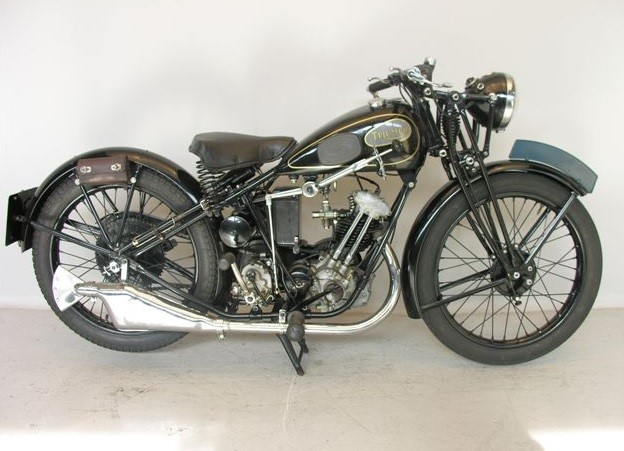
Triumph XO 150 cm3 (1934).
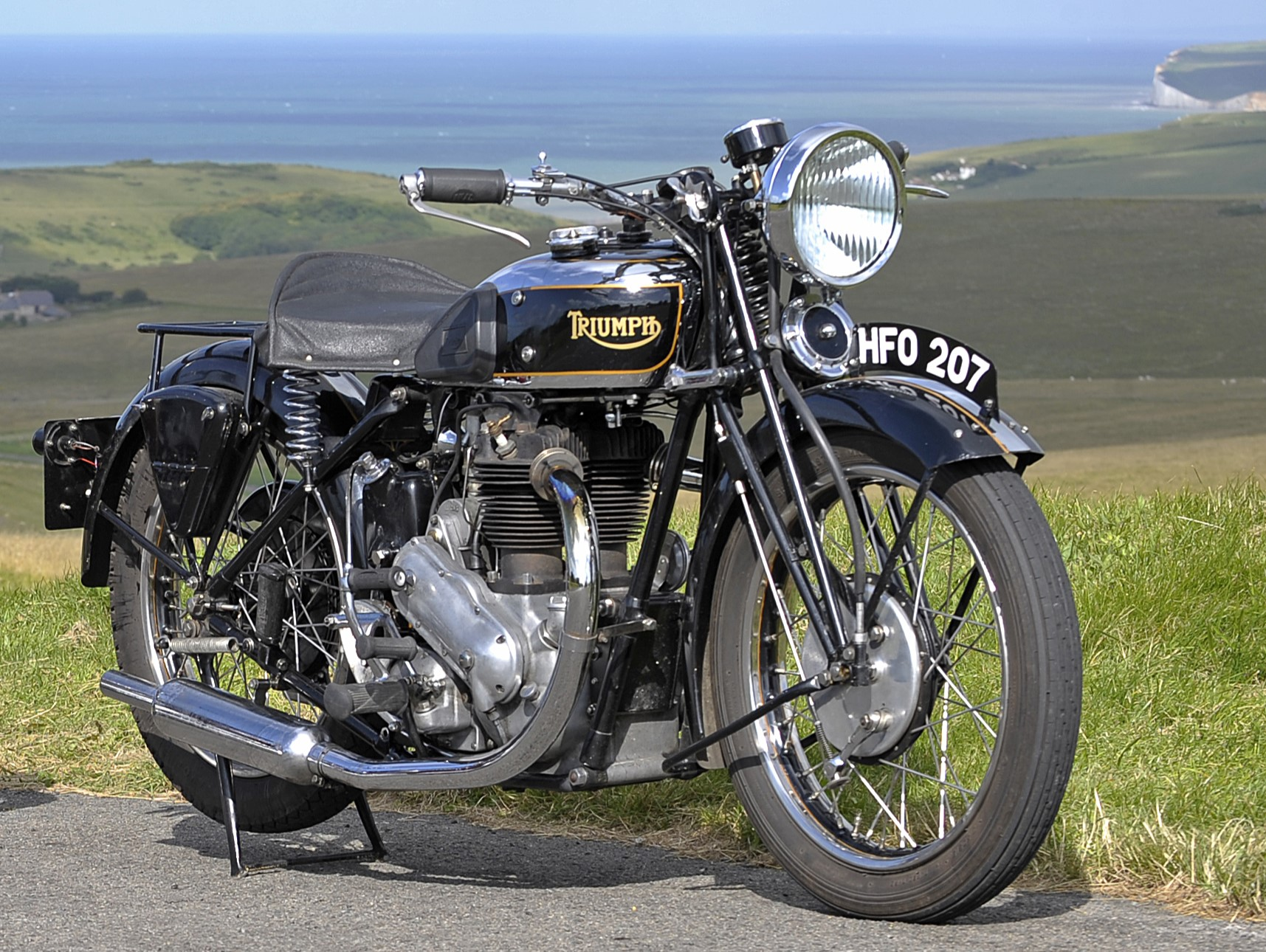
Triumph 6-1 bicylindre (vers 1935).
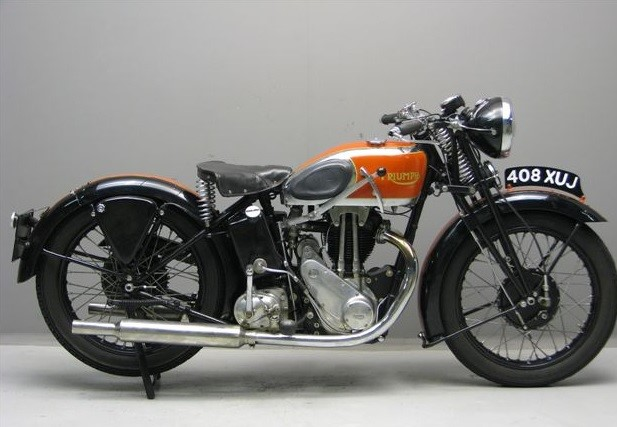
Triumph 5-2 500 cm3 OHV (1935).
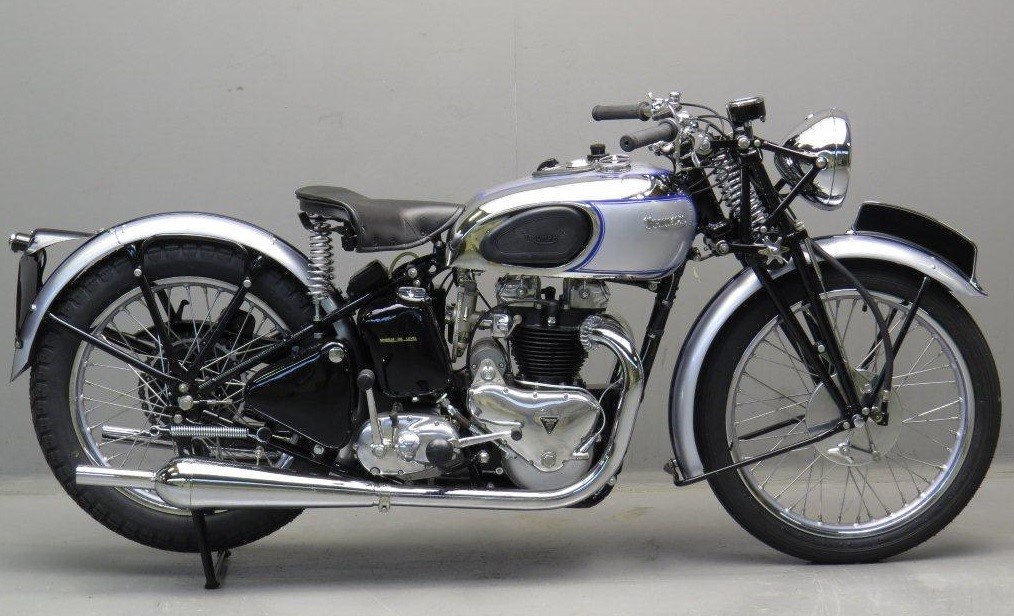
Tiger 100 (1939).
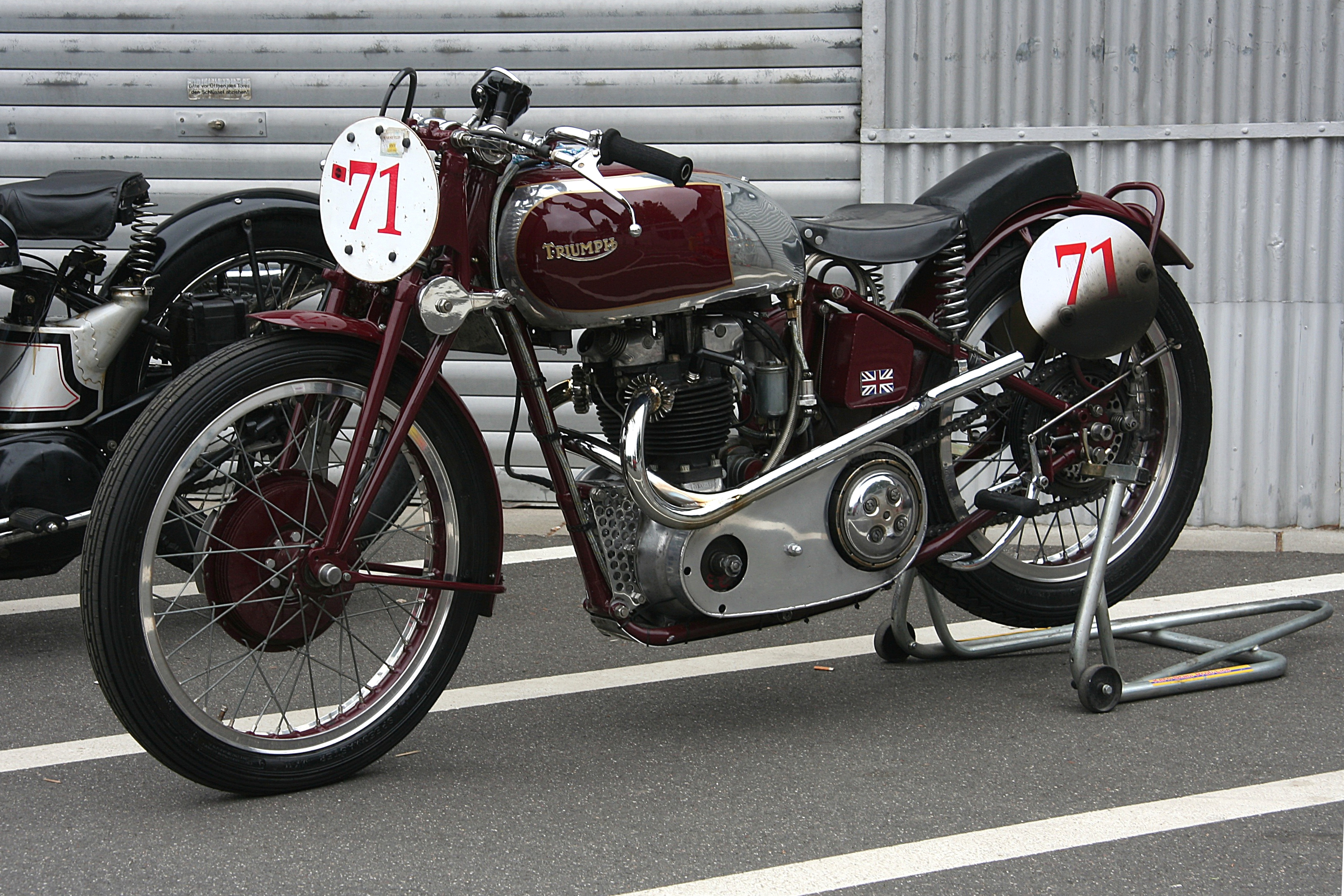
Speed Twin en version compétition (1939).

### Seconde Guerre mondiale et années 1940

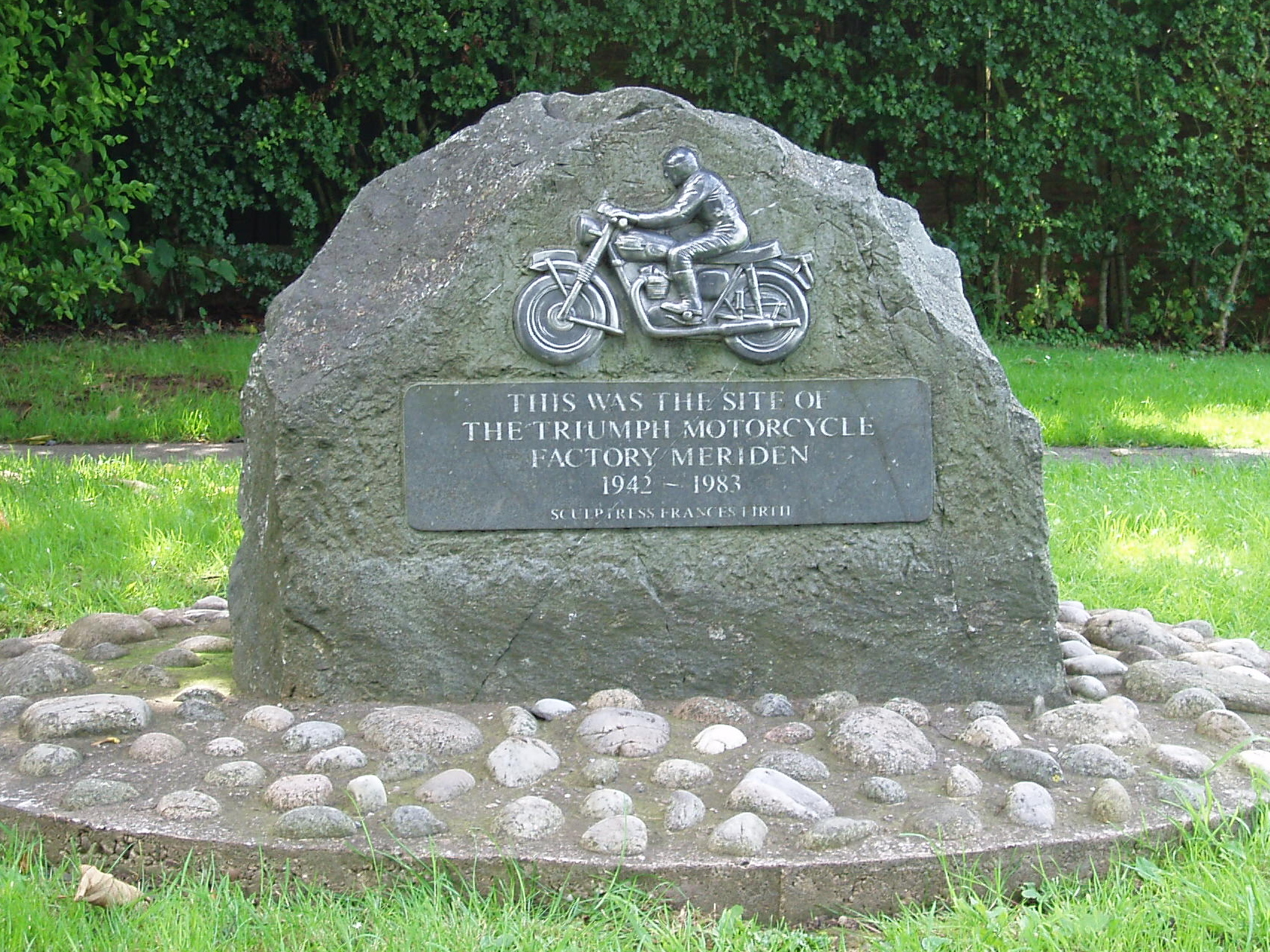
Mémorial de l'usine Triumph à Meriden.

Le Royaume-Uni entre en guerre le 3 septembre 1939. Les autorités militaires réquisitionnent les motos disponibles et imposent à l'industrie britannique de se concentrer sur l'effort de guerre. Le projet de Triumph concernant le lancement d'un bicylindre de 350 cm3 est gelé. La ville de Coventry est la cible, en novembre 1940, d'une attaque aérienne massive qui fait plus de 500 morts et 900 blessés et détruit une grande partie des bâtiments, y compris l'usine historique de Triumph. L'entreprise réussit à sauver une partie de ses machines et plans techniques, ce qui lui permet de redémarrer la production d'abord dans une installation provisoire à Warwick, puis, en 1942, dans une nouvelle usine construite à Meriden, qui sera l'établissement principal de la marque jusqu'en 1983.
Pendant la durée de la guerre, Triumph fournit près de 50 000 machines aux forces armées britanniques et alliées. Ce sont d'abord des 350 et 500 cm3 à soupapes latérales, puis, à partir de 1942, des 3HW qui seront produites à 40 000 exemplaires. L'usine de Meriden produit aussi durant cette période des pièces et équipements pour véhicules et avions militaires, notamment un générateur électrique portatif équipé d'un moteur dérivé de celui de la Speed Twin.
J. Sangster veut être prêt pour le marché d'après-guerre : il décide de se concentrer sur la marque Triumph et convainc BSA de lui racheter les marques et actifs d'Ariel et New Imperial. Triumph annonce en 1945 une nouvelle gamme de modèles civils pour l'année modèle 1946. Elle ne comporte que quatre modèles (Tiger 100, Speed Twin, Tiger 85  et Deluxe 3T) mais tous sont équipés de moteurs bicylindres de 350 à 500 cm3, d'une fourche télescopique et d'un système électrique à magnéto et dynamo séparées.
L'offre Triumph évolue peu jusqu'à l'automne 1949, la gamme se réduisant même à trois modèles avec la disparition de la T85 en 1948. Pour 1947, Triumph introduit, en option, un système de suspension élastique du moyeu arrière, dénommé « Sprung Hub » ou « Spring Wheel »,. Autres évolutions en 1949 : tous les modèles reçoivent une nouvelle nacelle de phare incorporant l'instrumentation. Les clients peuvent aussi, en option, équiper leur moto d'une béquille latérale et le réservoir d'un porte paquet.
Fin 1948, le rythme de production atteint 250 machines par semaine, dont les deux tiers sont exportés, et les profits sont multipliés par huit par rapport à ceux de 1946.
La guerre n'a d'ailleurs pas eu que des effets négatifs pour Triumph : de nombreux jeunes militaires américains ont découvert et apprécié ses motos légères et performantes, et l'usine de Meriden est moderne. En outre, le gouvernement britannique décide en 1949 de dévaluer de 30 % la livre sterling par rapport au dollar américain. Triumph, alors acteur de premier plan comme marque de moto, va pouvoir en profiter pour s'imposer sur le marché nord-américain.

Triumph des années 1940
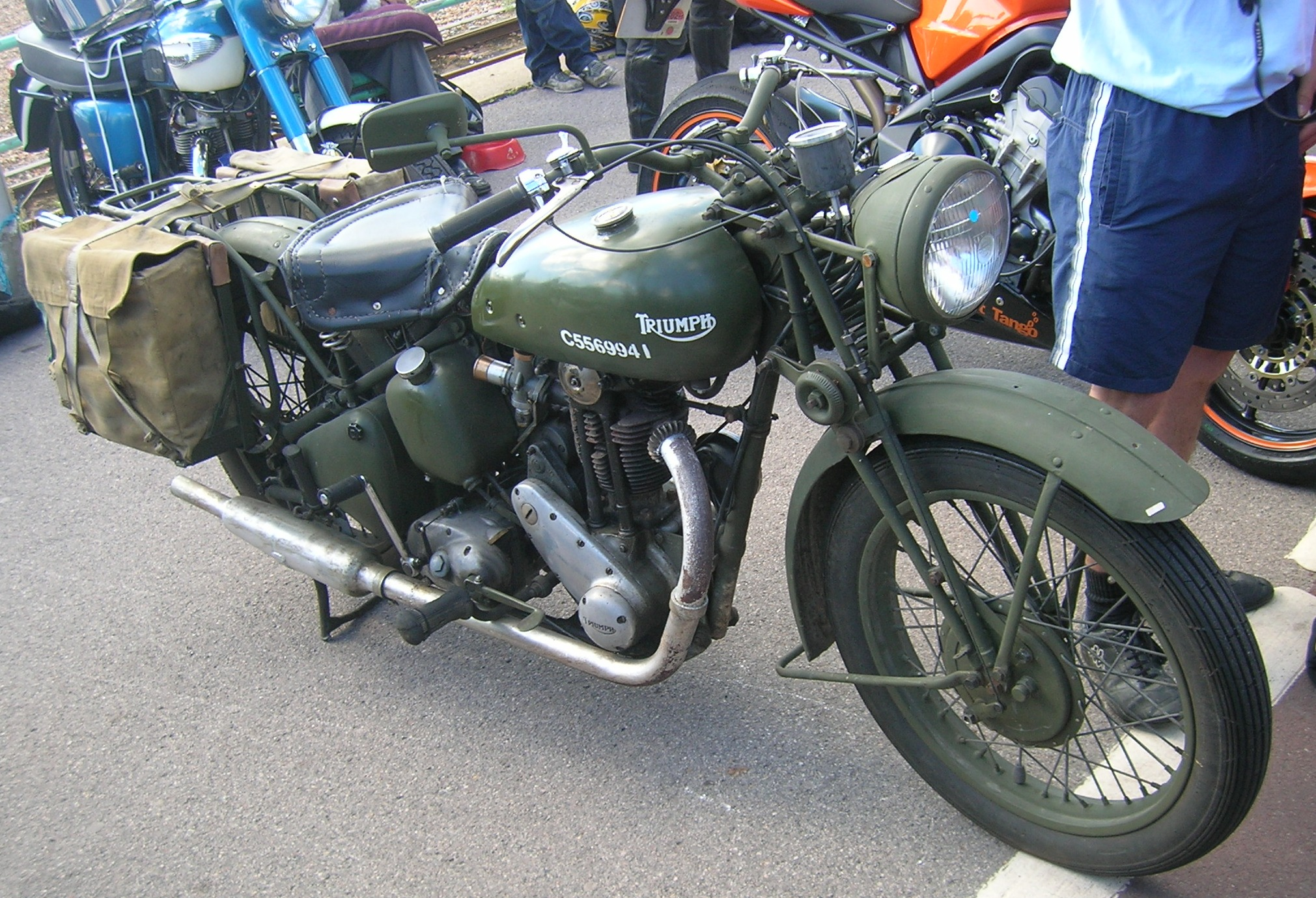
Triumph 3HW (début des années 1940).
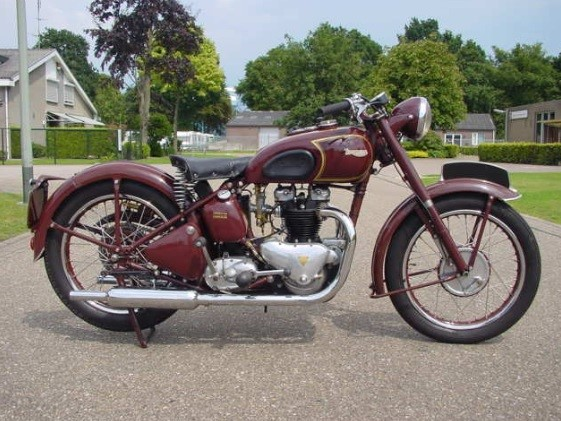
Tiger 100 avec fourche hydraulique (1946).
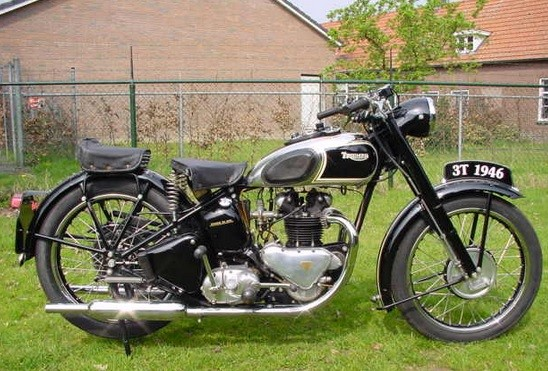
Deluxe 3T (1946).
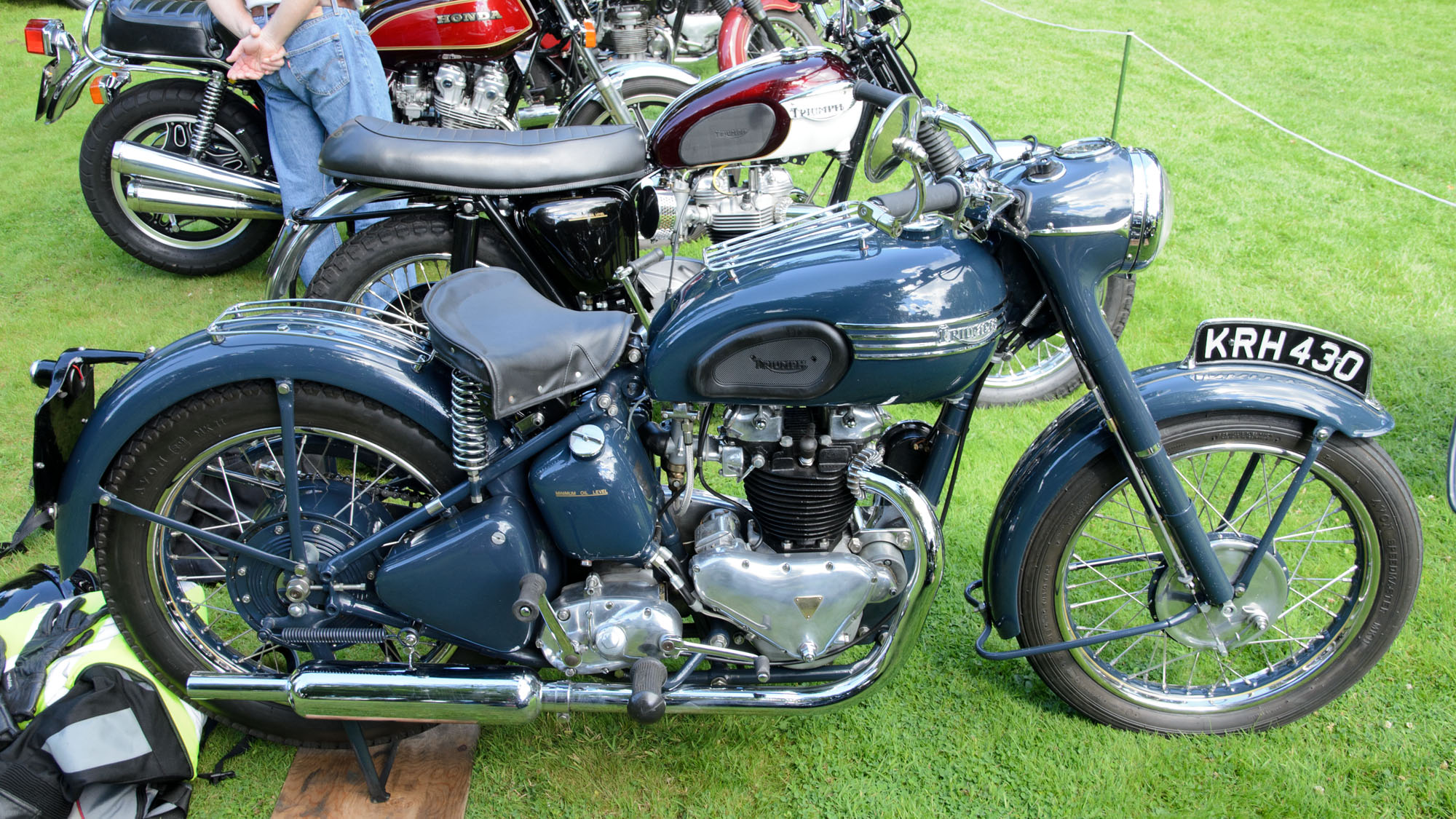
Speed Twin avec la nouvelle nacelle de phare, le porte paquet sur le réservoir et la suspension de moyeu (1949).

### Années 1950: conquête de l'Amérique
C'est dès 1937 que Triumph commence à exporter des machines vers le Canada et les États-Unis. Deux distributeurs canadiens en importeront environ 200 avant la guerre. Aux États-Unis, Bill Johnson, une relation d'affaires et un ami de Turner, a créé une société basée sur la côte ouest, la Johnson Motors ou « JoMo », qui elle aussi vendra environ 200 machines avant-guerre. Après l'interruption due à la guerre, les exportations reprennent.
Les dirigeants de Triumph sont convaincus que le marché américain est une très grande opportunité : le taux d'équipement en motos y est six fois moins important qu'en Grande-Bretagne, et la concurrence locale (Harley et Indian) produit des modèles plus lourds et moins performants que ceux conçus en Europe.
Après une tournée effectuée sur place par Ed Turner en 1945, Triumph décide de lancer de nouveaux modèles, puis, en 1951, de créer son propre réseau de distribution basé sur la côte Est, la Triumph Corporation, ou « Tricor ». Le marché américain va rapidement devenir le plus gros et le plus rentable de ceux adressés par Triumph, qui y réalisera jusqu'à 75 % de ses ventes.
En 1951, J. Sangster conclut un accord avec BSA, qui rachète Triumph Engineering et la marque pour 2,5 M£. L'accord de cession comprend plusieurs autres clauses : Sangster devient membre du conseil d'administration de BSA, Triumph reste une marque de plein exercice avec une large autonomie et Ed Turner en garde la direction.
Deux modèles sortis durant l'année 1949 vont être à la base des succès de Triumph sur le marché durant les années 1950 : la Thunderbird 6T et la TR5 Trophy.
La Thunderbird est un bicylindre de 650 cm3 développé sur la base d'une T100, avec un moteur de plus forte cylindrée, à plus forte compression et un carburateur plus gros. Dopée par les victoires remportées par des prototypes à partir de 1948 et créditée d'une vitesse de pointe dépassant 170 km/h, elle remporte un succès commercial, notamment aux États-Unis où les distributeurs souhaitaient pouvoir proposer un modèle plus puissant que les Speed et Tiger 500 cm3. Elle sera durant une décennie le modèle de grande série recevant en priorité les améliorations techniques de la marque, notamment un frein avant ventilé (1954), une suspension arrière (1955), ou encore des têtes de cylindres en aluminium (1956). La Thunderbird acquiert une notoriété mondiale après la sortie, en 1953, du film The Wild One dans lequel Marlon Brando en pilote une.
La TR5 Trophy de 500 cm3 est un modèle différent qui sera produit jusqu'en 1959, inaugurant une lignée de modèles TR et Trophy. C'est la première Triumph destinée à un usage mixte route et tout-terrain. Dérivée de machines engagées par Triumph en compétition trail depuis 1946, elle est agile et légère (134 kg pour 25 ch) et attire une clientèle sportive. Sa notoriété sera soutenue par les succès en compétition, mais aussi par ses apparitions dans le sitcom américain « Happy Days » et par l'intérêt que lui portera l'acteur James Dean.
La décennie est marquée par le lancement d'une grande variété de modèles.
Ainsi, en 1953, Triumph dévoile, à peu de temps d'intervalle, deux modèles qui marquent le retour de la marque au monocylindre et aux petites cylindrées : la Terrier T15  de 150 cm3 et la Cub T20 de 200 cm3. Les deux modèles ont leur moteur quatre temps OHV incliné vers l'avant et une suspension arrière « plunger ». Bien finis et peu bruyants, ils bénéficient d'une esthétique valorisante, proche de celle des plus gros modèles de la gamme. La Terrier sera produite de 1953 à 1957. La Cub sera commercialisée, sous de multiples variantes civiles et militaires, à 113 000 exemplaires dans 140 pays entre 1953 et 1969. Sa réputation sera telle qu'elle sera surnommée la « Baby Bonnie ».
Pour 1954, Triumph commercialise la Tiger T110 (en) : modèle sportif développé à partir de la Thunderbird ; c'est, à cette époque, la plus rapide des motos jamais produites par la marque, et la première dotée d'une suspension arrière à bras oscillant. Une T110 modifiée établit un record de vitesse à Bonneville Salt Flats en septembre 1956, ce qui inspirera la conception de la future T120 (en) et son nom de baptême : « Bonneville ». La T110 est proposée de 1954 à 1961.
En 1956, Sangster devient Président de BSA. Il nomme Turner directeur général de la branche Automotive, qui regroupe les activités de BSA dans l'automobile (Daimler, Carbodies) et les motos (Ariel, BSA, Triumph).
La gamme de modèles à usage mixte route/tout-terrain s'enrichit en 1956 avec l'arrivée de la TR6 Trophy. Conçue pour le marché américain, la TR6 est dotée d'un moteur bicylindre de 650 cm3 et 42 ch avec un échappement 2 en 1. Elle remportera jusque dans les années 1960 des victoires en compétition, en particulier en courses dans le désert et sera utilisée par l'acteur Steve McQueen. Plusieurs variantes seront produites jusqu'en 1973, notamment les TR6A (roadster à échappement bas) et TR6B (scrambler à échappement haut).
En 1957, sortie de la Twenty One 3TA (en), première Triumph avec boîte de vitesses intégrée : c'est un bicylindre de 350 cm3 délivrant 18,5 ch positionné en entrée de gamme pour attirer pilotes débutants et clients cherchant un modèle économique et facile à piloter, notamment grâce à sa selle basse, ses roues de 17" et son pare-boue arrière enveloppant,. La 3TA est rejointe en 1959 par la Speed Twin 5TA de 500 cm3. 3TA et 5TA seront produites jusqu'en 1966.
Triumph conclut les années 1950 par le lancement d'un modèle qui va devenir emblématique de la marque : la Bonneville T120. La Bonneville reprend de nombreux éléments de la sportive T110, notamment le moteur de 650 cm3 et l'arbre à cames d'admission haute performance, mais est en outre dotée de série d'un double carburateur Amal qui porte la puissance disponible à 46 ch, avec un poids contenu à 190 kg. Annoncée comme pouvant atteindre sans modifications une vitesse de pointe de 185 km/h, elle devient la plus rapide des Triumph et la publicité de la marque la présente comme la  « Best Motorcycle in the World ». Elle connaitra le succès dans plusieurs parties du monde et notamment aux États-Unis où 28 000 exemplaires seront vendus sur la seule année 1967. La Bonneville T120 sera fabriquée jusqu'en 1975 et bénéficiera, durant sa période de commercialisation, de plusieurs évolutions. Elle va littéralement incarner la domination des bicylindres verticaux anglais, tout particulièrement de Triumph, pendant près d'une décennie.

Triumph des années 1950
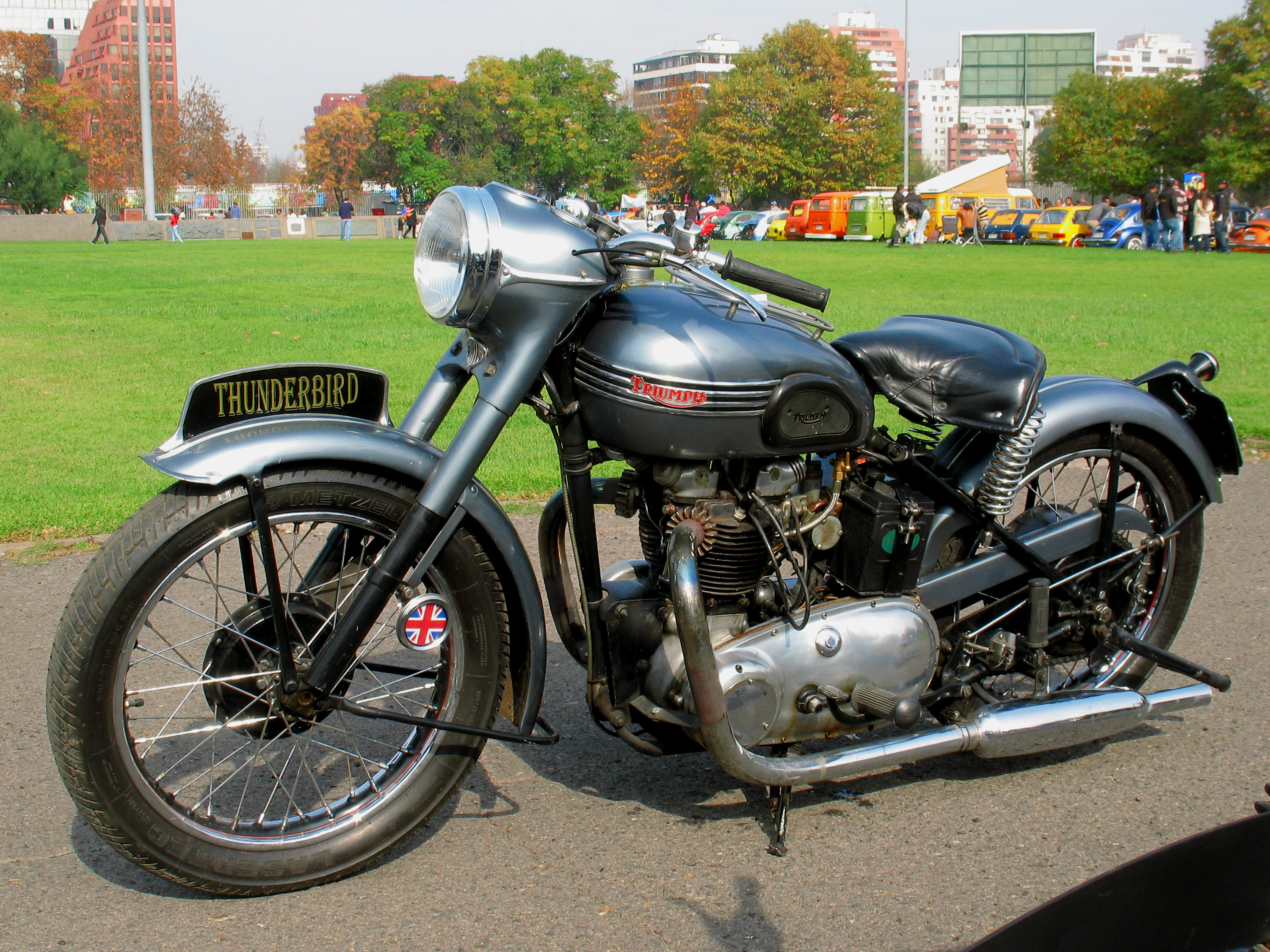
Thunderbird 6T (fin 1949), avec béquille latérale, encore ajoutée aux deux autres.
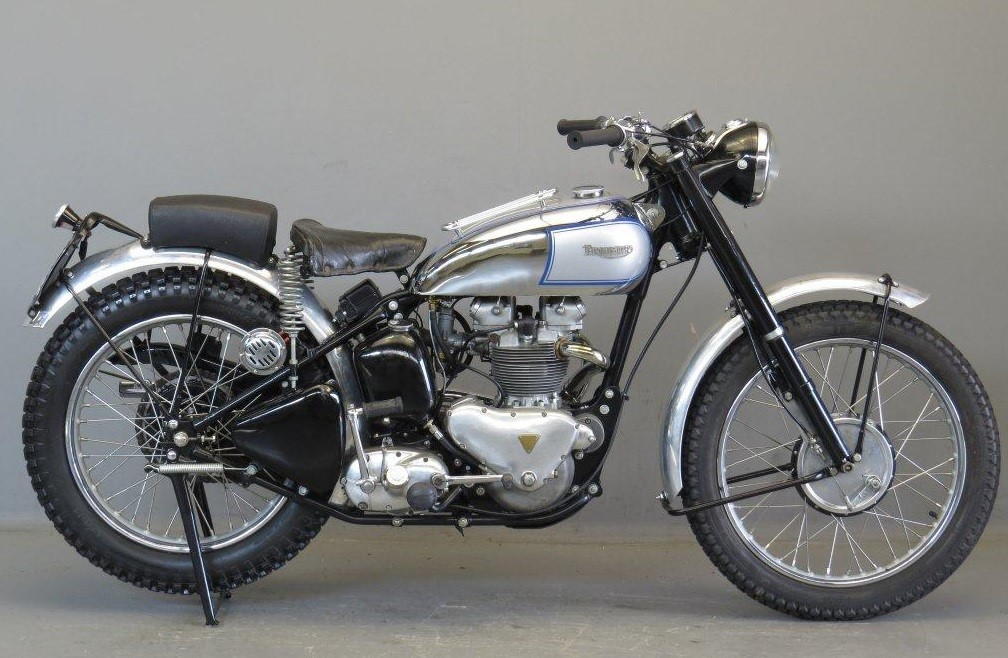
TR5 Trophy (1951).
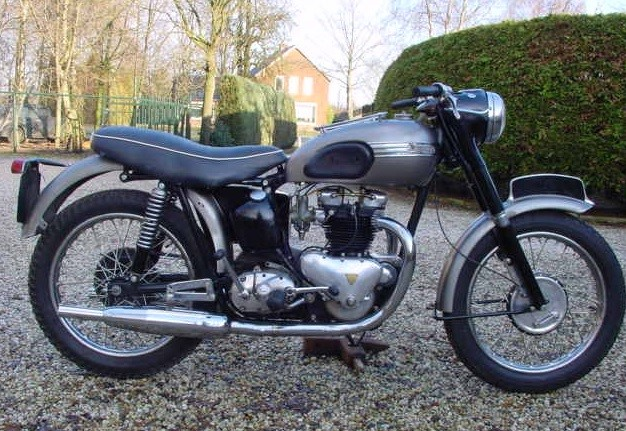
Thunderbird 6T (1955), avec suspension arrière.
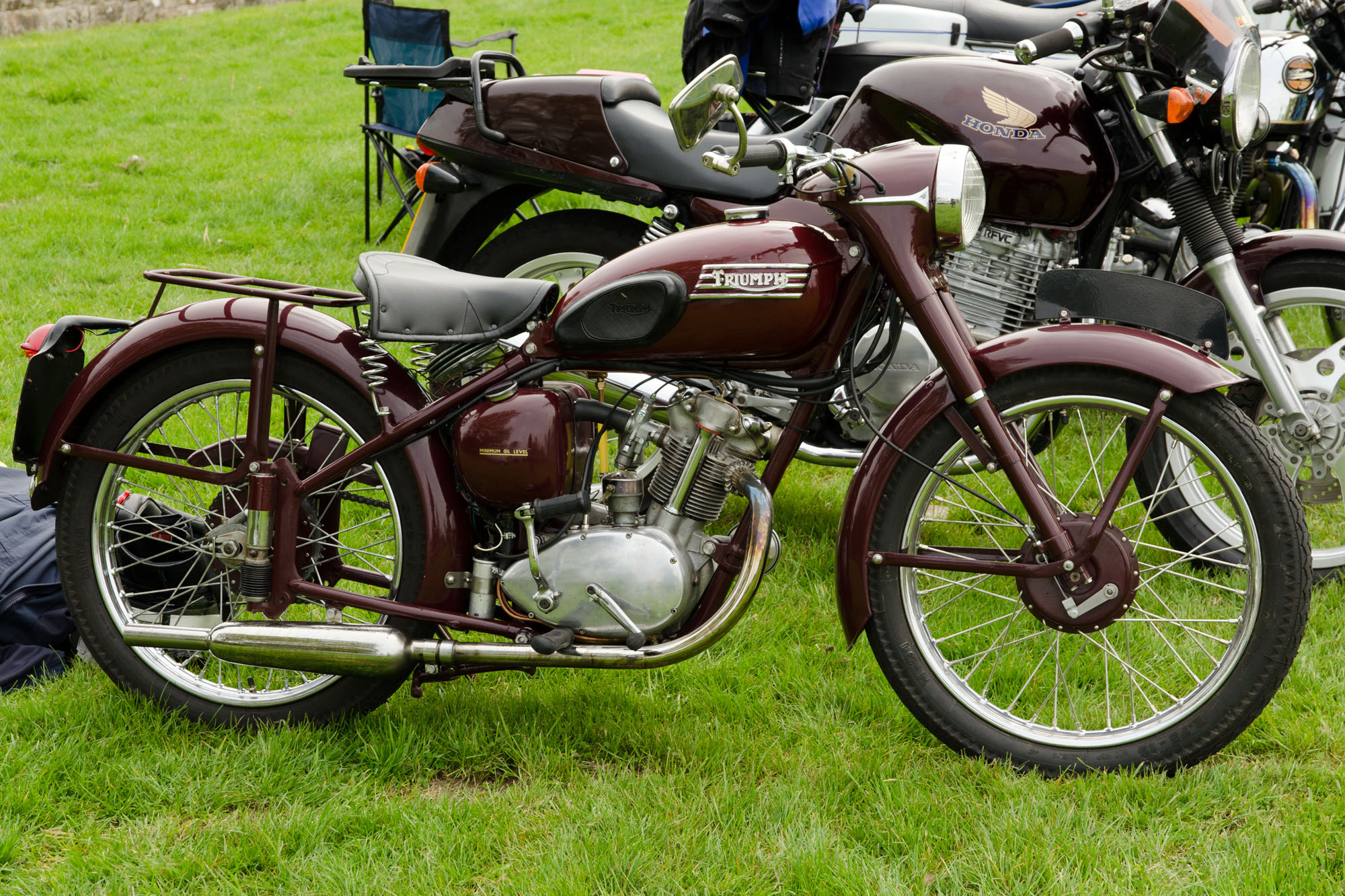
Terrier (1956).
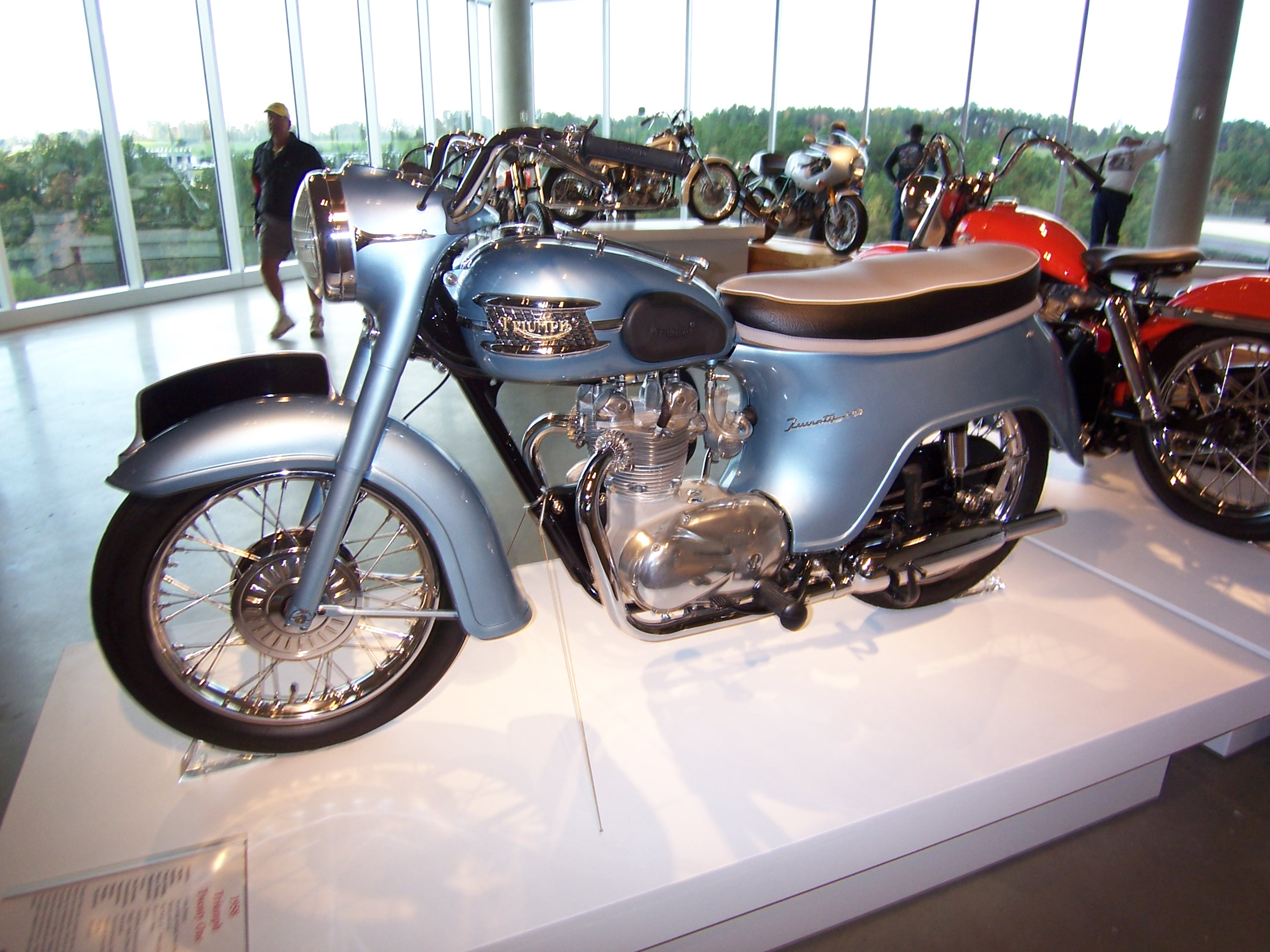
Twenty One/3TA (1958).
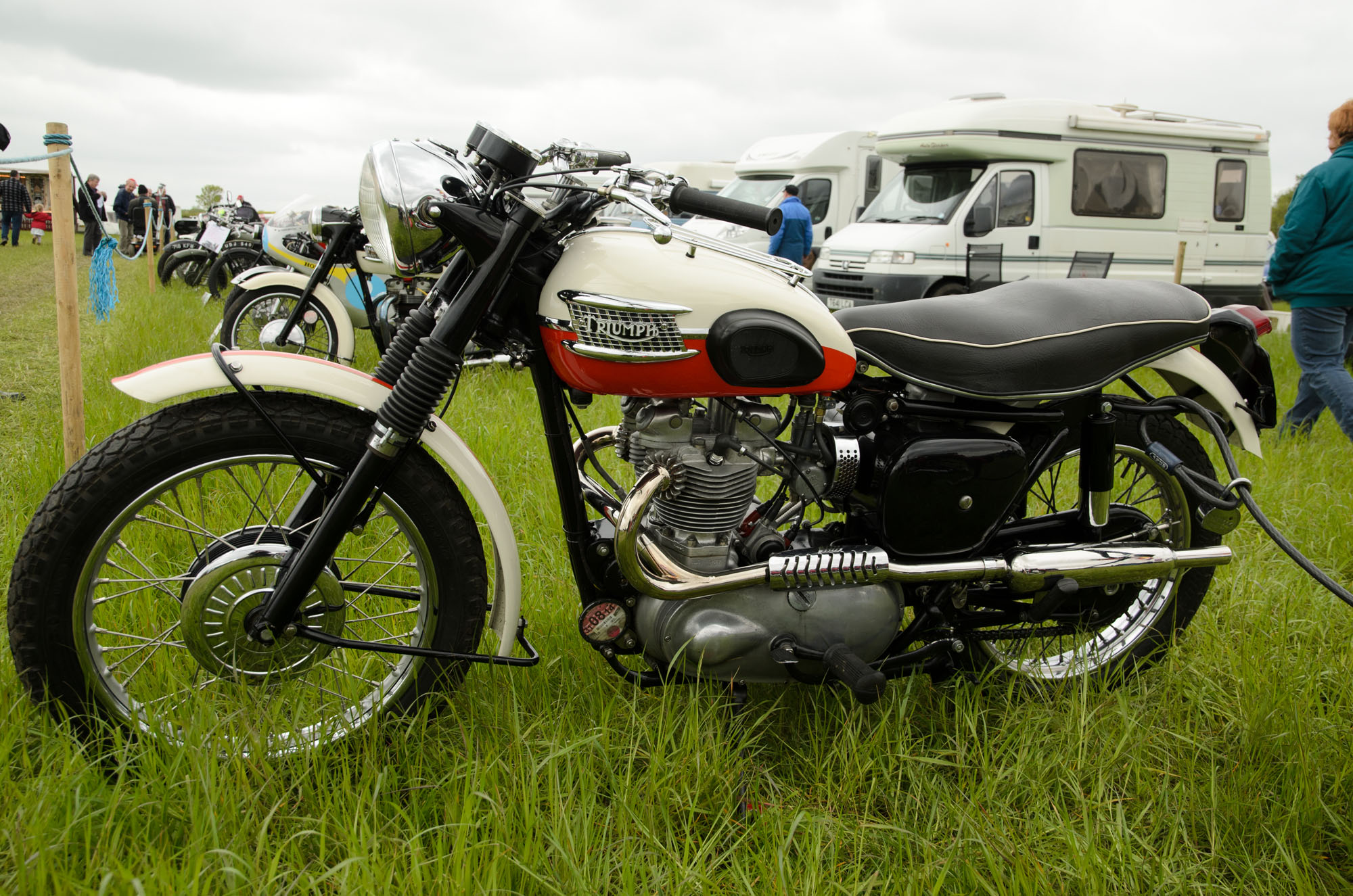
TR6A (1959),  avec échappement 2 en 1 bas.
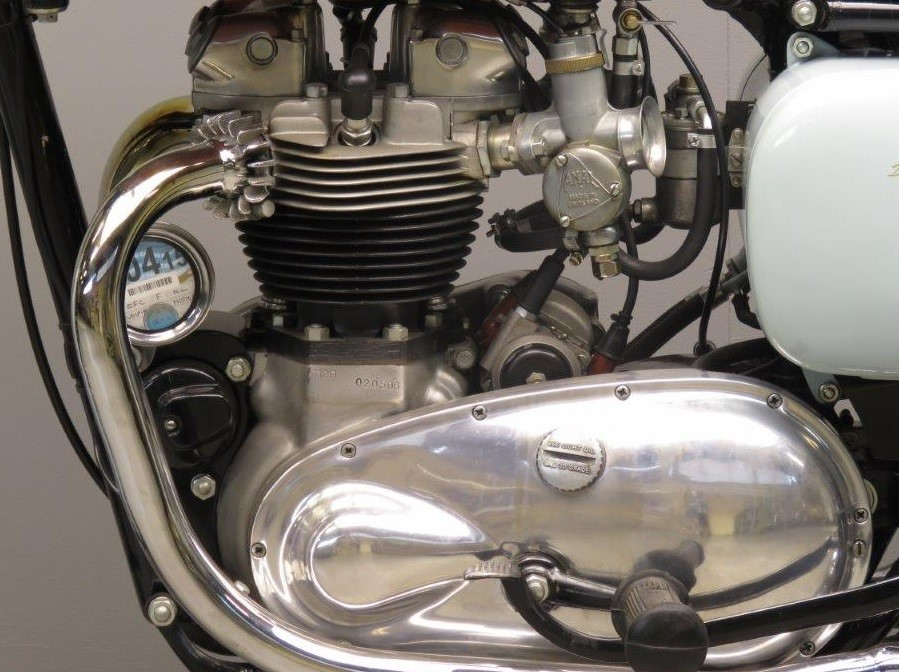
Moteur de Bonneville T120 (1958), avec deux carburateurs Amal.
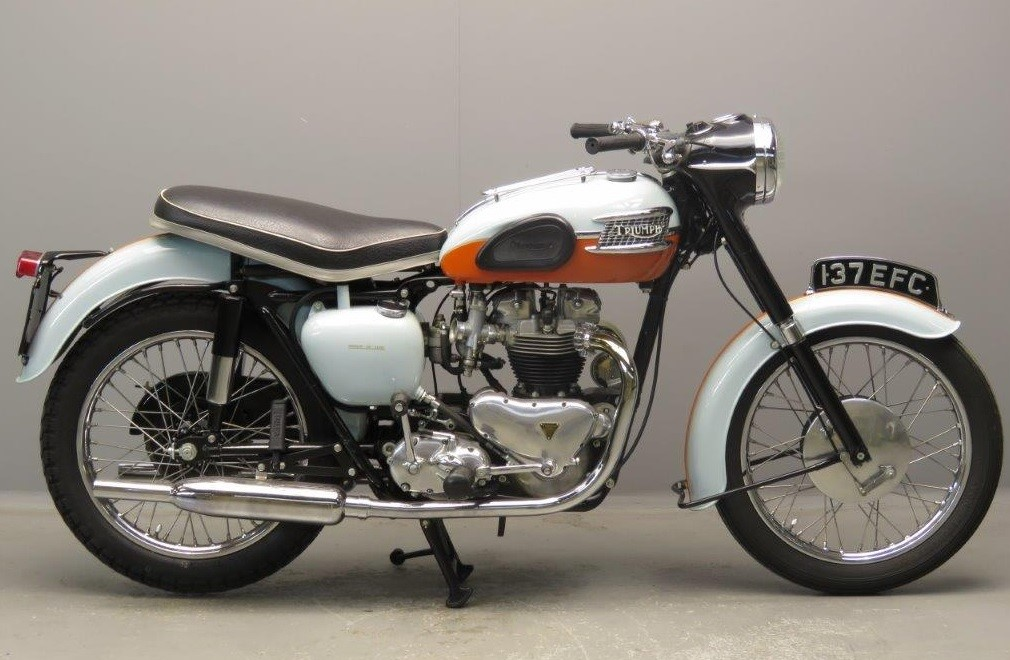
Bonneville T120 (1958).

### Années 1960: apogée
La décennie 1960 va être très bonne pour Triumph : le marché mondial est en forte croissance et le marché américain, si important pour la marque, va passer de 60 000 à 750 000 machines/an : depuis la faillite d'Indian en 1953, Harley détient la moitié environ du marché des motos de plus de 500 cm3, et les industriels anglais se partagent l'essentiel de l'autre moitié.
Des changements chez BSA interviennent : Jack Sangster prend sa retraite en 1961 et, en 1963, Ed Turner abandonne ses responsabilités opérationnelles. BSA impose désormais à Triumph ses méthodes de gestion et de décision qui vont s'avérer peu favorables à l'innovation et à la qualité de la marque.
Au début des années 1960, les ventes de Triumph continuent sur leur dynamique. 
Le monocylindre Tiger Cub T20 poursuit jusqu'en 1969 son succès commercial avec des déclinaisons multiples : scrambler (TS20), tout-terrain (TR20), ou encore militaire (T20WD). Durant les années 1960, la TR6, appréciée de la clientèle sportive, est déclinée en plusieurs versions,.
La Bonneville T120 est continûment améliorée, notamment avec un moteur à boîte intégrée (1963), un allumage 12 V, et un frein avant à double came (1968). La T100 de 500 cm3 devient la T100A en recevant une boîte de vitesses intégrée (1960) puis est déclinée en plusieurs versions : T100SS, T100R, T100C ou encore la très sportive T100T Daytona.
Les performances commerciales de Triumph ne peuvent rivaliser avec celles réalisées par la concurrence japonaise, tout particulièrement celles de Honda. Après avoir pénétré le marché occidental avec des monocylindres à quatre temps de faible cylindrée, notamment le Super Cub (50 à 125 cm3), Honda propose au cours de la décennie des modèles de plus en plus puissants avec les bicylindres CB 77 de 305 cm3 (1961) et CB 450 (1965), puis la mythique CB 750 quadricylindre (1969), qui lui assurent une croissance exceptionnelle en Europe comme aux États-Unis.
Bert Hopwood (en), à la tête de Triumph depuis le début de la décennie, avait conscience que la gamme de Triumph, bien que rencontrant encore du succès, était vieillissante. Il avait lancé la conception d'un tout nouveau moteur tricylindre, et un prototype était prêt dès 1965. Mais la décision de produire ce modèle innovant est retardée par les services centraux de BSA, qui ne donnent leur feu vert qu'en apprenant l'arrivée imminente de la Honda CB 750. Le seul modèle vraiment nouveau de Triumph n'est donc annoncé qu'en 1968. C'est la Trident T150 dotée d'un moteur tricylindre délivrant 58 ch, l'une des motos les plus rapides de son temps,. Elle remportera des victoires au Bol d'or et à Daytona. Elle sera produite jusqu'en 1974 mais ne rencontrera qu'un succès limité, notamment à cause de soucis de fiabilité et de la concurrence de la CB 750. La Honda propose en effet un équipement et une qualité globale supérieurs à ceux des versions initiales de la T150.
À la fin de la décennie la production de Triumph, pourtant passée à 900 machines par semaine, ne suffit pas à satisfaire la demande, et s'exporte à 90 %. Le retournement va être brutal, principalement à cause la concurrence japonaise,.

Triumph, années 1960
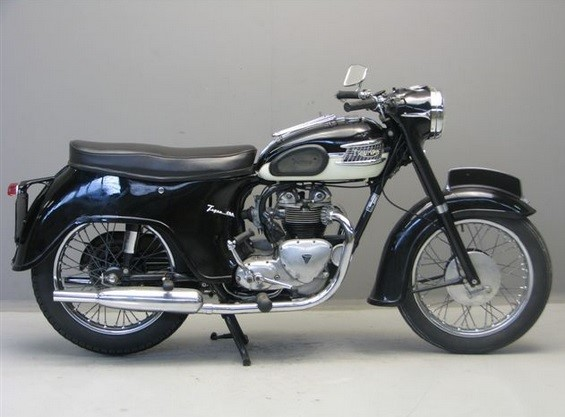
Tiger T100A  (1961).
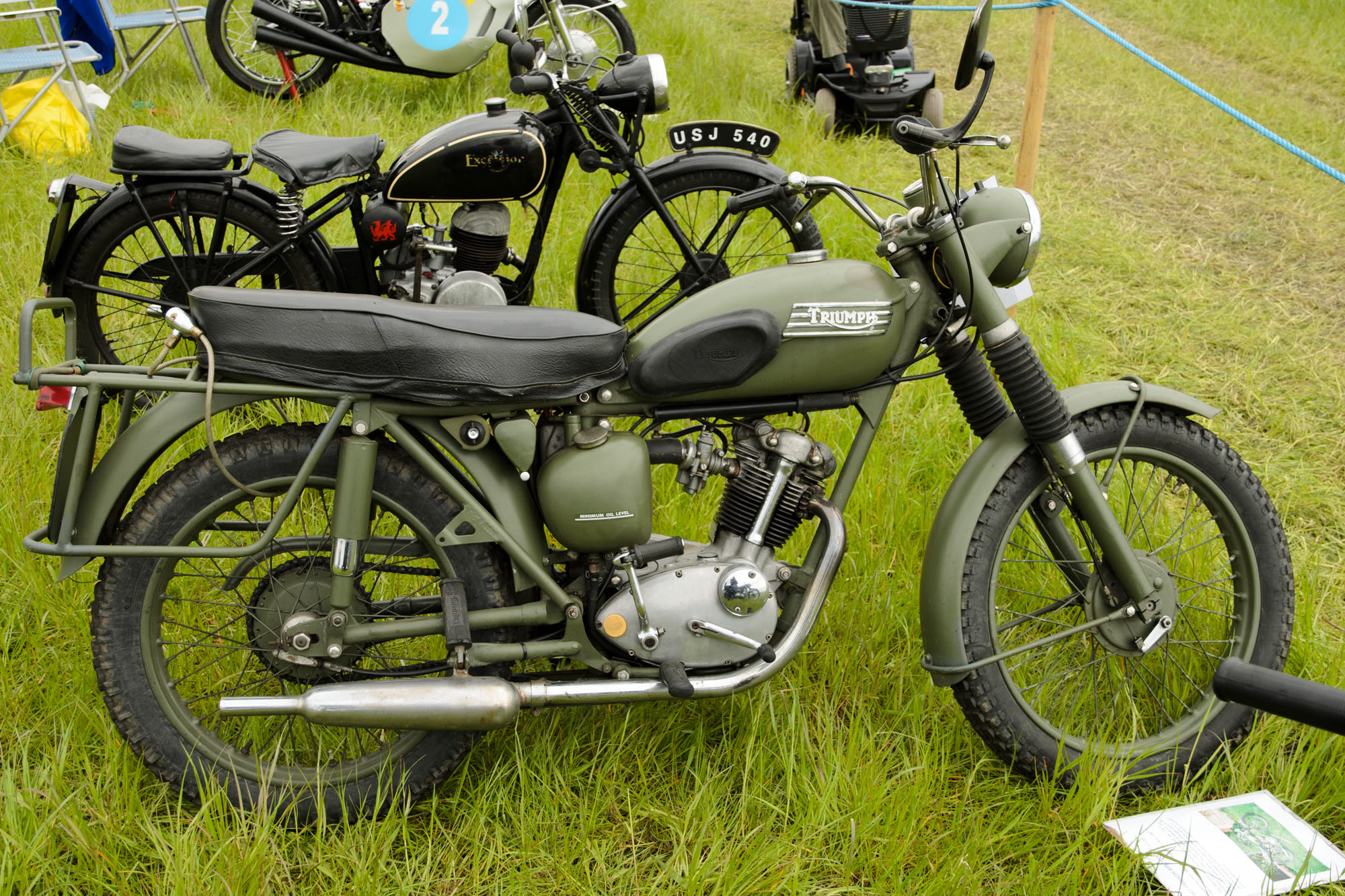
Tiger Cub T20WD (1966).
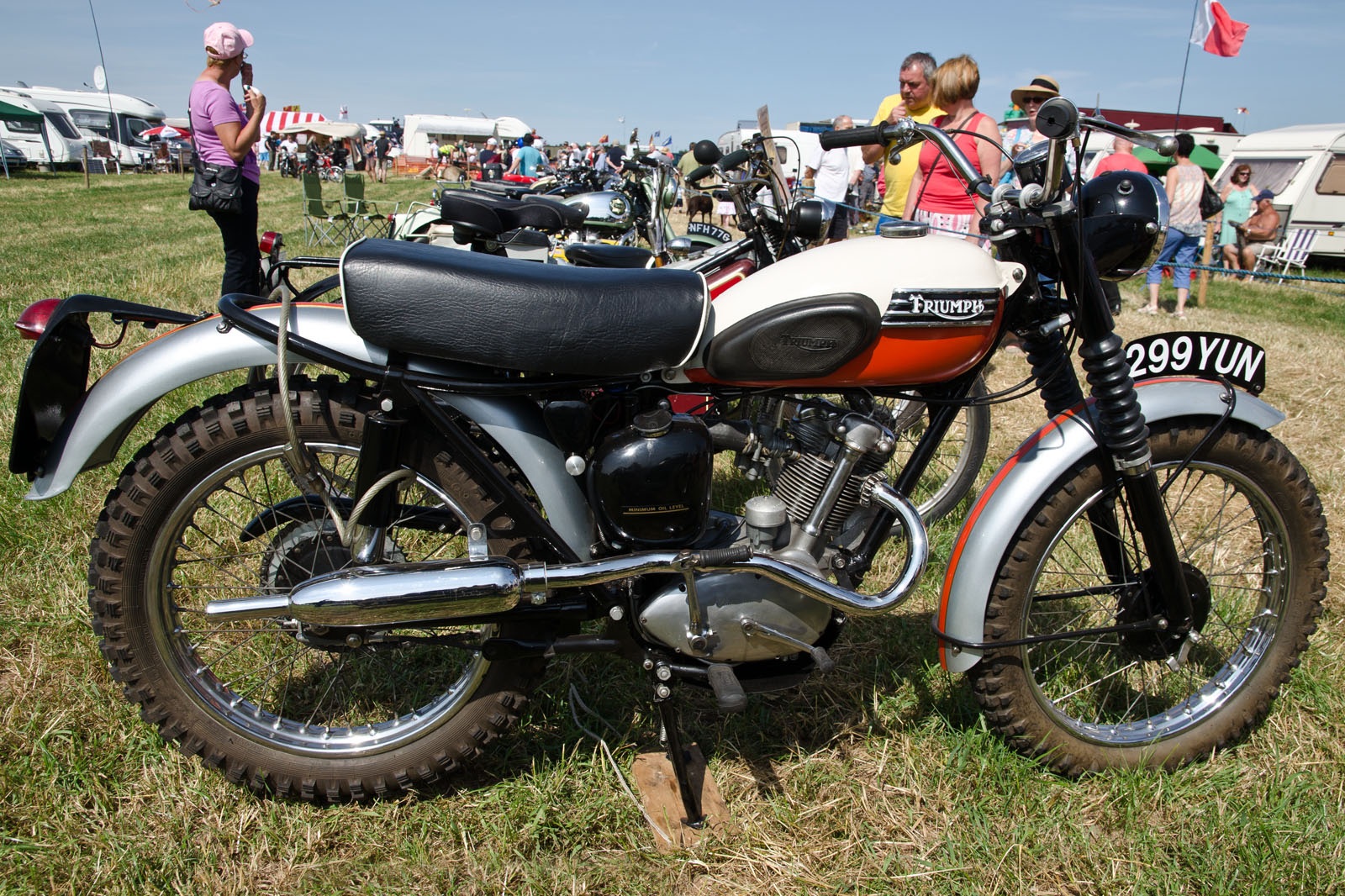
Tiger Cub TS20 (1960).
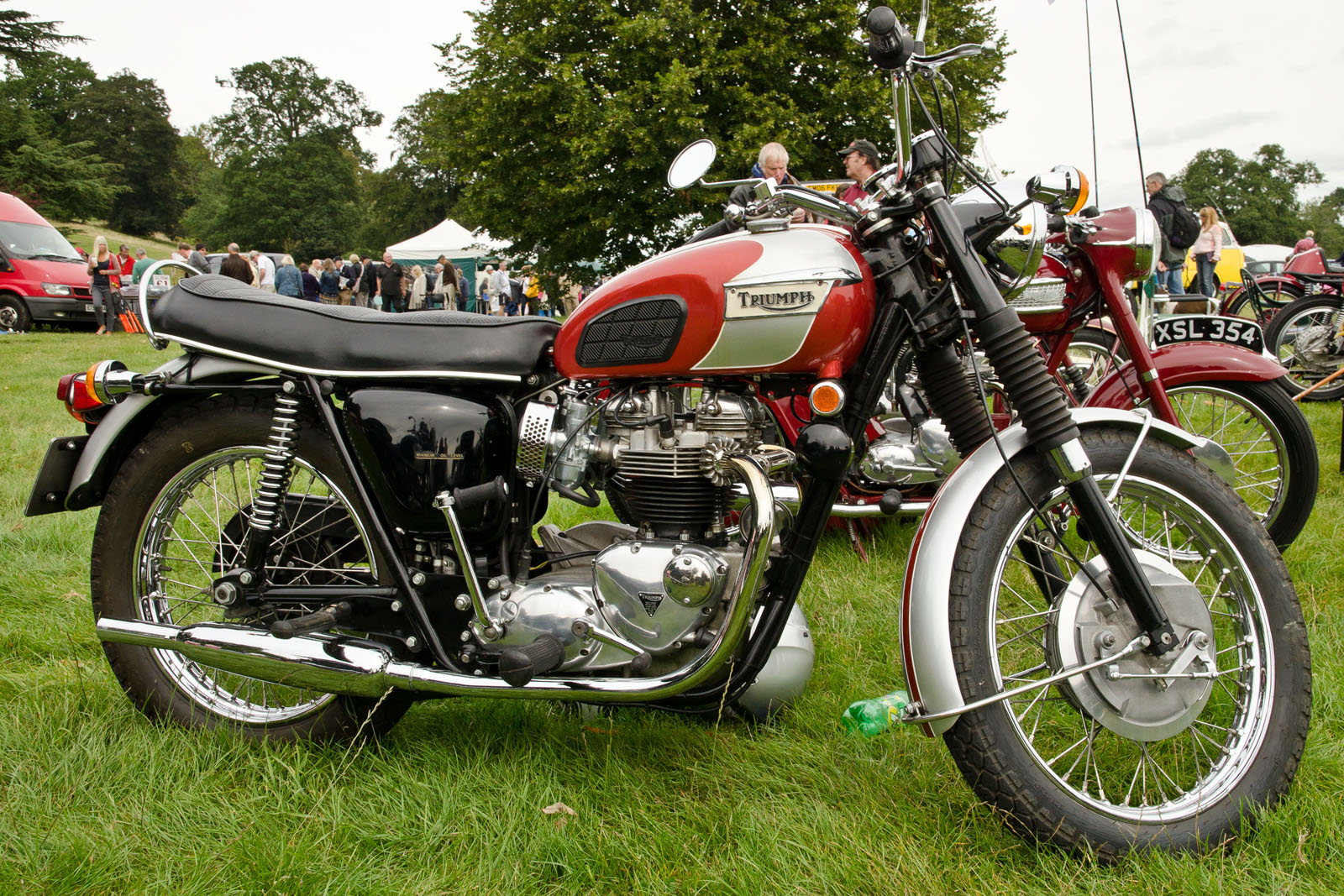
Bonneville T120 (1968). Boîte intégrée et frein avant à double came.
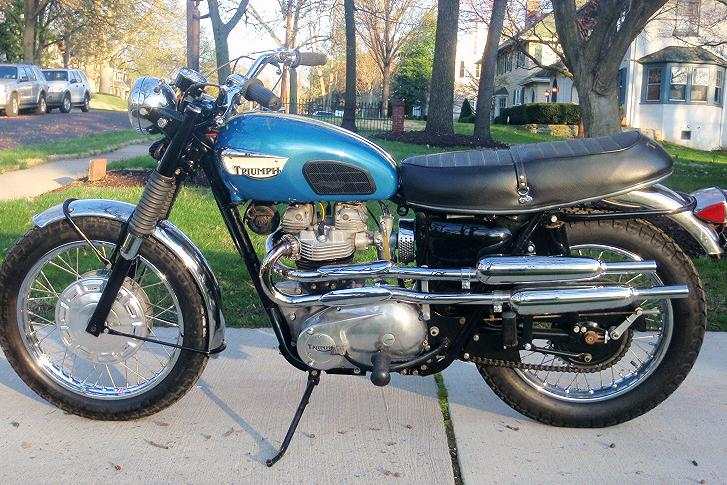
TR6C Special (1966).
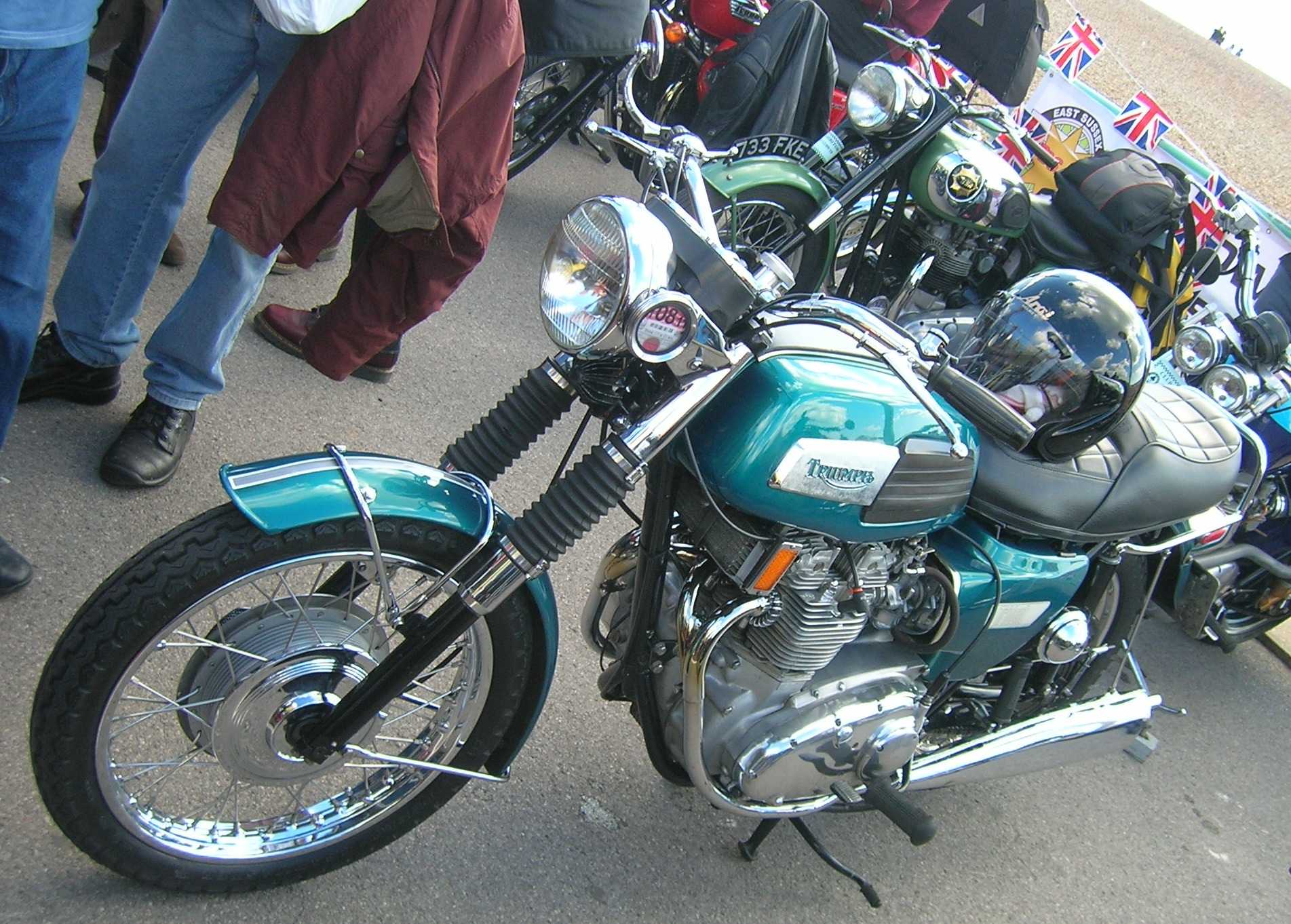
Trident T150 (1969). Frein avant à tambour et échappement 3 en 2.

### Années 1970: la chute
Triumph commence l'année 1970 avec un catalogue resserré de six modèles : le monocylindre Trophy 250 TR25W de 250 cm3, les Daytona Super Sports T100T et Tiger T100S de 500 cm3, les Trophy Sports TR5 et Bonneville T120 de 650 cm3 et la Trident T150 de 750 cm3. Tous sont équipés d'une boîte à quatre rapports, de carburateurs Amal (doubles sur la Daytona et la Bonneville, triples sur la Trident), de freins à tambour (ventilés à l'avant), d'une suspension avant hydraulique et arrière à bras oscillant, d'un système électrique 12 V, et d'une selle double (articulée sur certains modèles) avec poignée métallique de maintien à l'arrière. En outre les bicylindres sont équipés de compte-tours. Mais tous les modèles doivent encore être démarrés au kick.
La demande est telle que Triumph, au milieu de l'année, avertit ses clients et distributeurs de difficultés à livrer.
En 1971 des évolutions, imaginées et mises au point dans le centre commun de design et d'ingénierie créé par BSA motorcycles Ltd en 1968 à Umberslade Hall, affectent les 650 et 750 cm3. Certaines sont bien accueillies comme les clignotants ou la boîte à cinq rapports, moderne cadre incluant le réservoir d'huile.  D'autres sont critiquées, notamment l'augmentation de la hauteur de la selle, le transfert du contacteur d'allumage du côté gauche au côté droit, ou encore le remplacement des tambours avant par des tambours plus puissants au lieu de disques. La mise au point du nouveau cadre a en outre retardé de plusieurs mois la fabrication des modèles devant en être dotés, et les premières livraisons s'avèrent de mauvaise qualité.
Même si, après diverses corrections, les nouveaux modèles, et tout particulièrement la Bonneville, sont reconnus par la presse comme de bon niveau, l'écart avec la compétition japonaise se creuse. Et c'est le retournement commercial brutal : en 1971, Triumph ne vend que 30 000 machines aux États-Unis, contre 50 000 prévues et, à la fin de l'année, il y a 11 000 Triumph et BSA invendues dans les stocks américains. BSA a en outre dépensé plus de 2 M£ pour développer un trike de 50 cm3 qui s'avère un échec total, lancé de coûteuses campagnes de publicité, et maintenu un programme de compétition important : le groupe termine l'année 1971 avec 8,5 M£ de pertes, et la valeur de son action en bourse s'effondre. BSA chute, entrainant Triumph avec elle.
L'équipe dirigeante de BSA est renvoyée. Le nouveau directeur général décide de licencier plusieurs milliers d'employés, de négocier avec la Barclay's Bank un prêt de 11 M£ et de faire revenir Bert Hopwood. La fabrication des modèles BSA est arrêtée en 1972, mettant fin à une marque vieille de 66 ans.
Bert Hopwood s'attache à corriger les principaux défauts reprochés aux Triumph, notamment en abaissant la hauteur du cadre et de la selle et en fiabilisant la boîte à cinq rapports. La gamme est simplifiée avec l'arrêt de la Trophy 500. En 1973, Triumph lance de toutes nouvelles versions de la Bonneville et de la Tiger.
BSA, toujours en grande difficulté, demande le soutien financier du gouvernement britannique. Celui-ci y consent mais exige en échange que les activités auto et moto soient adossées à un groupe industriel. Manganeze Bronze, qui détient déjà Norton-Villiers (en), acquiert ces activités, ferme la marque BSA et, en juillet 1973, fusionne les activités moto dans Norton-Villiers-Triumph (en) (NVT).
Les ventes de Triumph ont déjà commencé à remonter, mais NVT décide de ne garder que deux usines (une de Norton à Wolverhampton, l'autre de BSA à Birmingham) et de fermer l'usine Triumph de Meriden. Cette décision déclenche à Meriden une longue grève avec blocus des fabrications de motos comme de pièces détachées. NVT réussit à reprendre les fabrications de Trident dès 1974, mais ce n'est qu'en 1975 que des Bonneville et Tiger seront de nouveau produites par une coopérative ouvrière, la « Co-Op », qui rachète l'usine de Meriden et y reprend les fabrications de ces deux modèles, dont la commercialisation est assurée par NVT. Mais NVT doute de la rentabilité de l'usine. Durant cette période troublée nombre de revendeurs, notamment américains, se retrouvent quasiment privés de modèles à proposer et se détournent de la marque.
La Trident est modernisée et rebaptisée T160 en 1974. Elle est désormais dotée d'une boîte à cinq vitesses, d'un sélecteur au pied gauche, et de freins à disque à l'avant comme à l'arrière, puis, à partir de 1975, d'un démarreur électrique.
Les Bonneville et Tiger sont également progressivement modernisées, accueillant notamment un démarreur électrique et des roues à bâtons à partir de 1980. La Co-Op les produit en petites quantités avec plusieurs séries spéciales, comme la Jubilee célébrant les 25 ans de règne de la reine Elizabeth II (1977) ou la Royal Wedding en l'honneur du mariage du prince Charles et de Diana Spencer (1981). Un modèle tout-terrain, la Tiger Trail TR7T, apparait en 1981, et plusieurs autres variantes de Bonneville (Special, Executive, Super Sport, etc.) sont proposées durant cette période.
NVT, en grandes difficultés financières, arrête de fabriquer la Norton Commando en 1976 et fait faillite en 1977. La Co-Op continue la production jusqu'en 1983, année où elle doit arrêter ses activités : c'est la fin de la présence de Triumph à Meriden.

Triumph, années 1970
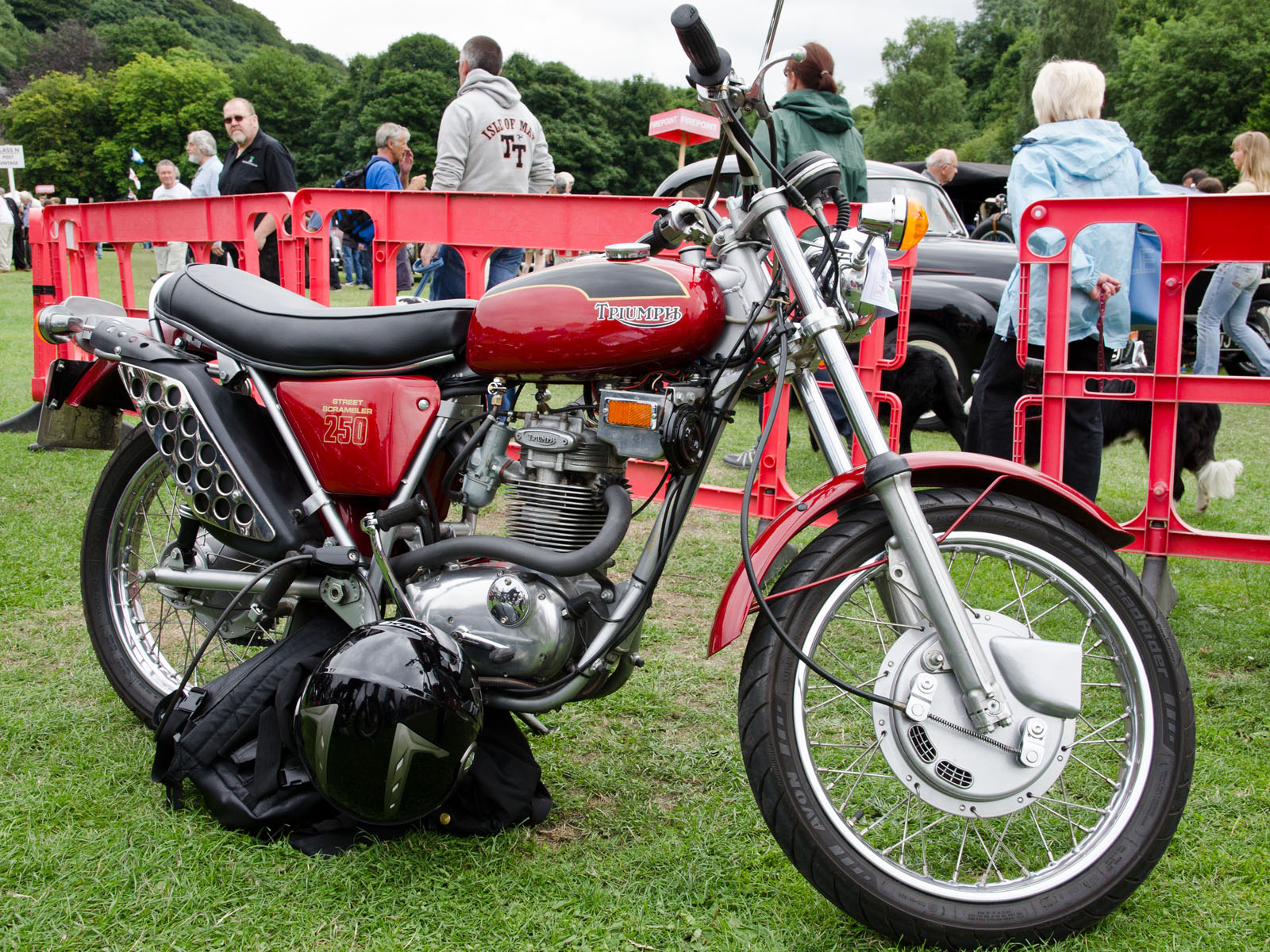
Trophy TR25 (1970).
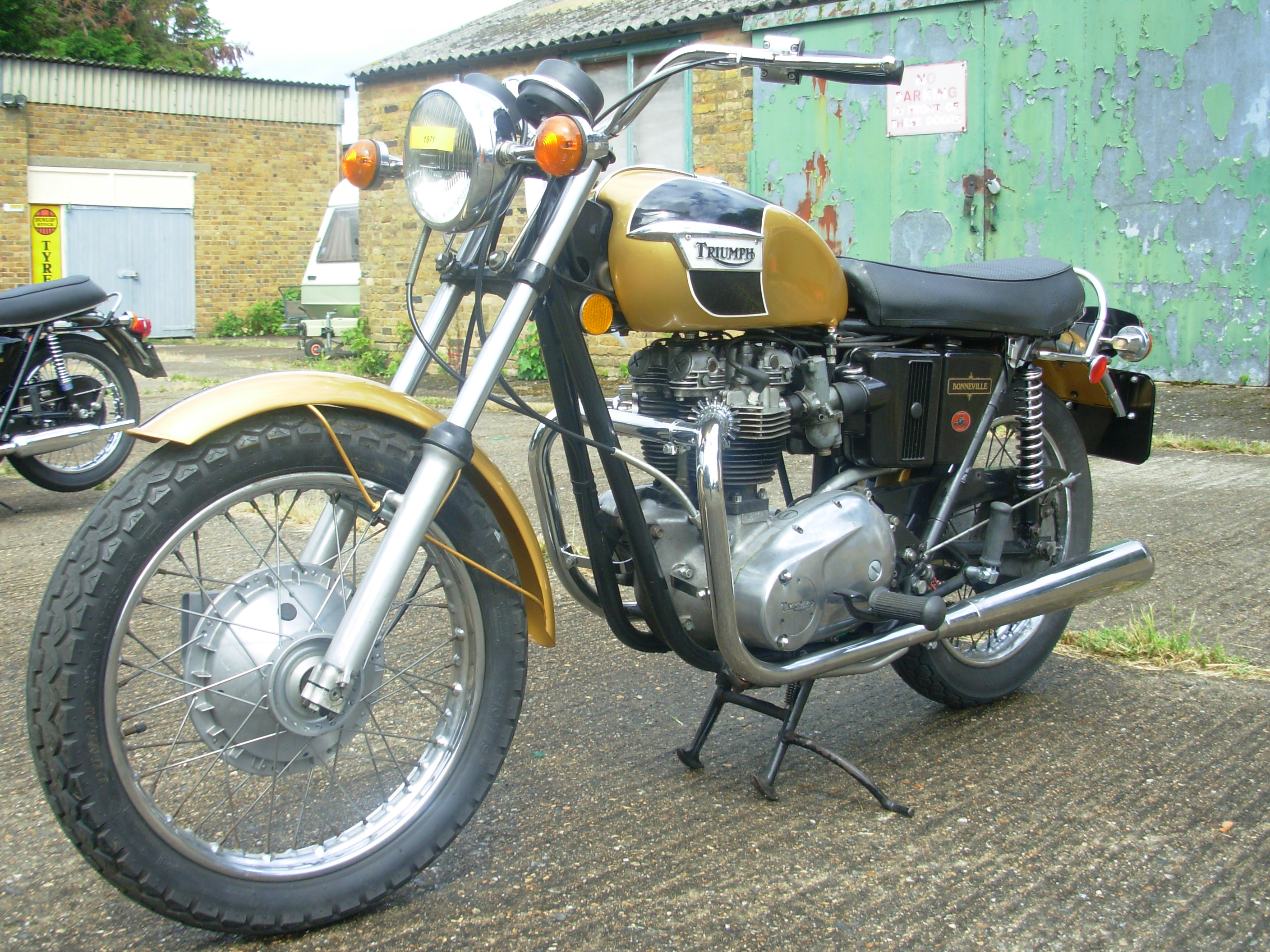
Bonneville T120 avec le nouveau cadre (1971).
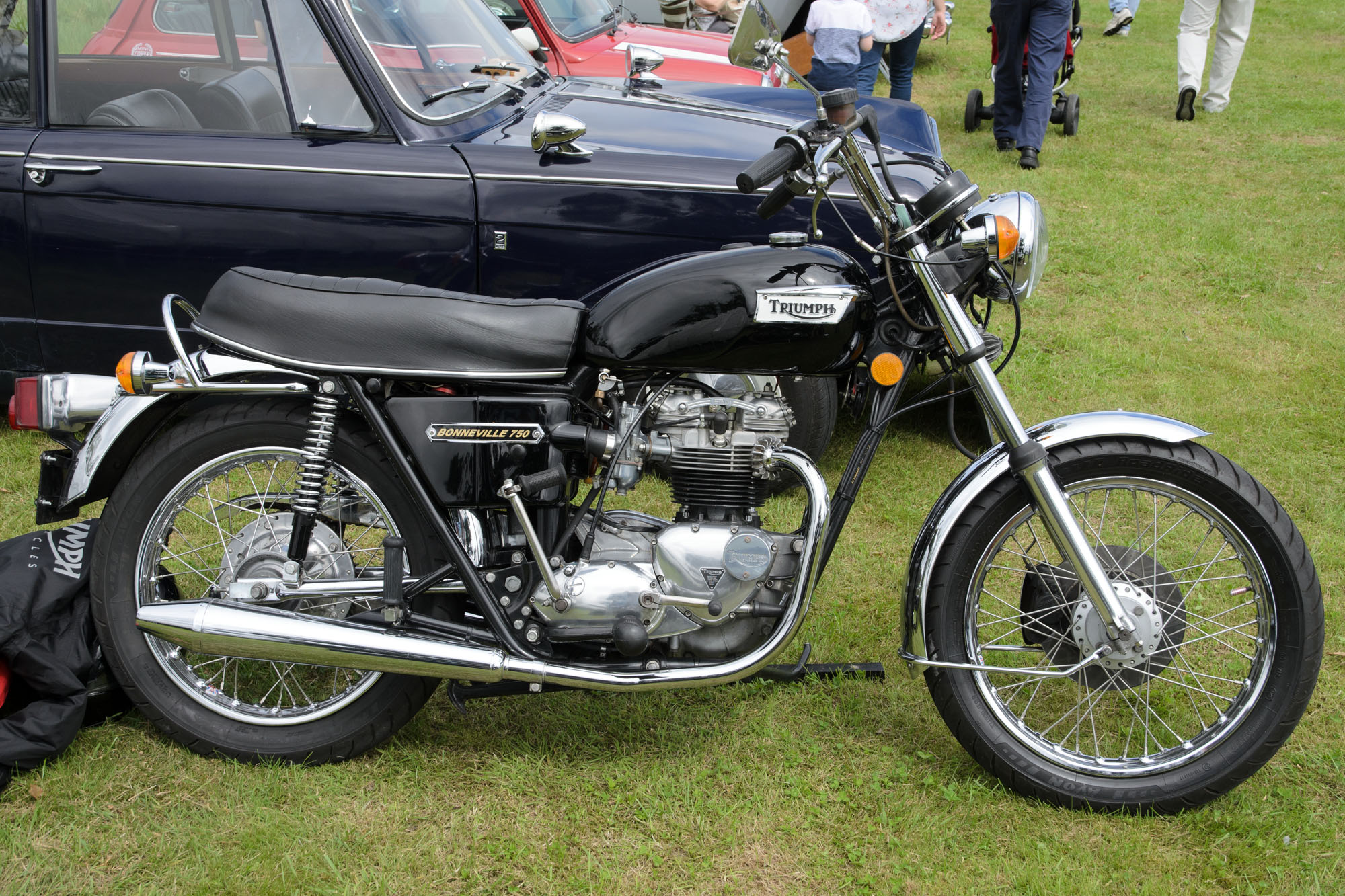
Bonneville T140 (1973). Frein avant à disque, frein arrière encore à tambour et sélecteur toujours à droite.
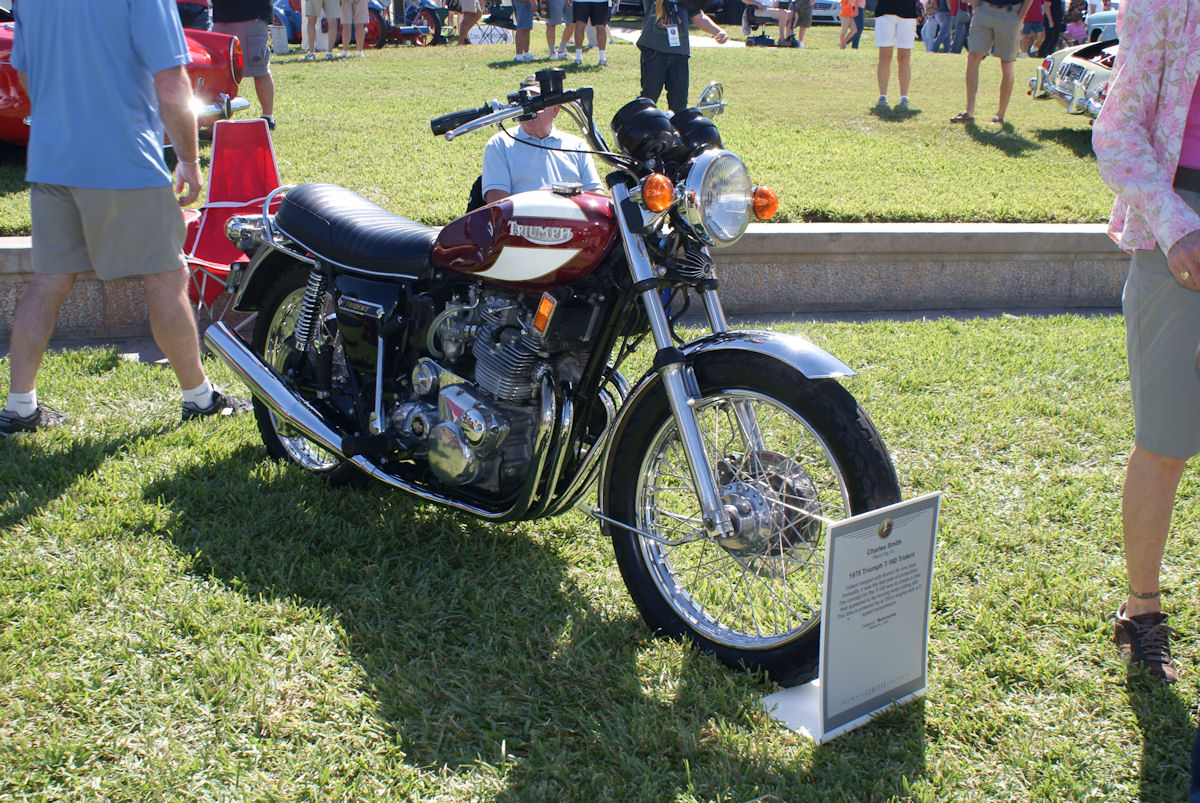
Trident T160 (1975). Moteur incliné, démarreur électrique et kick, freins à disque avant et arrière, sélecteur à gauche.
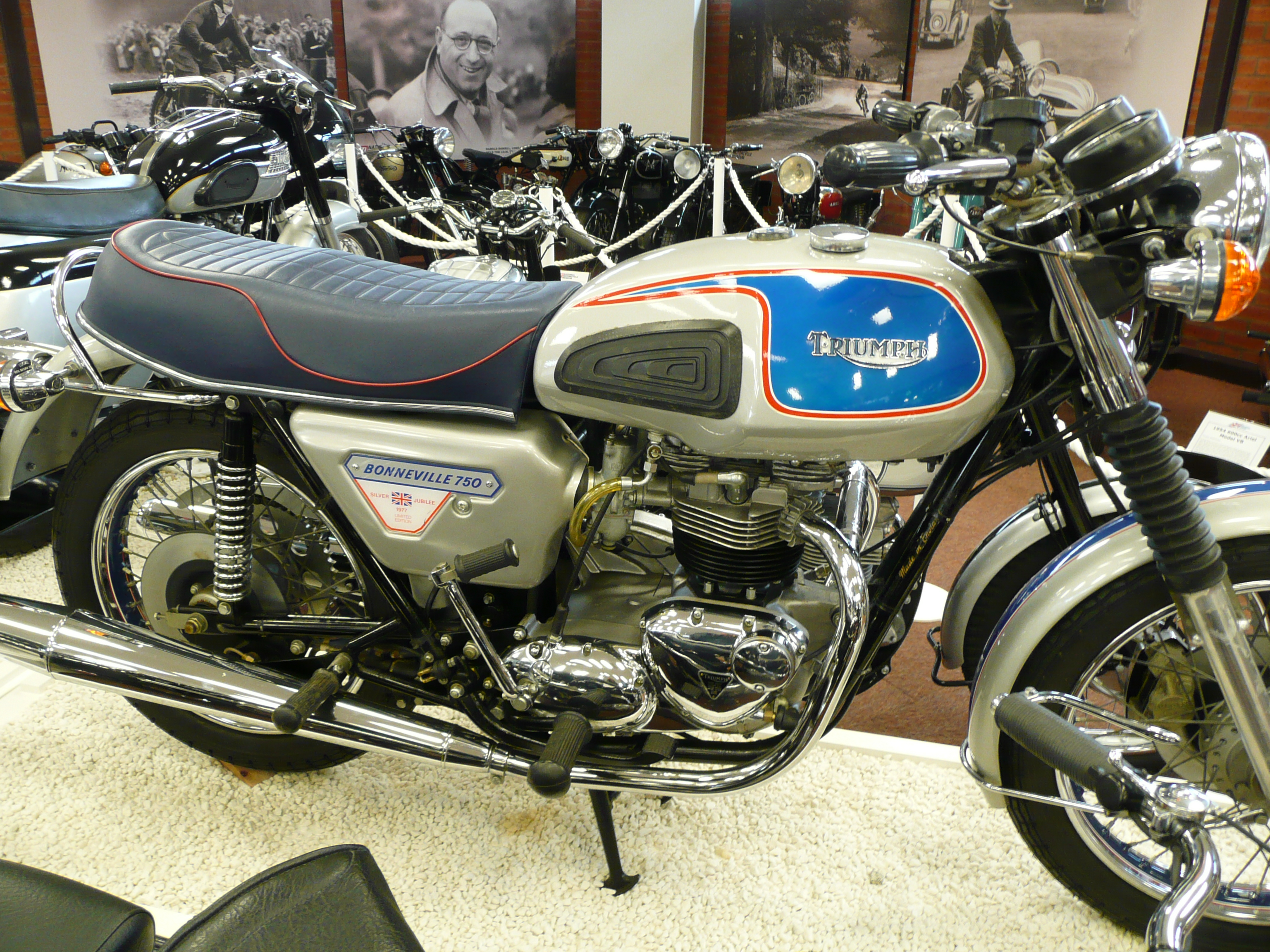
Bonneville Jubilee (1977). Freins avant et arrière à disque, sélecteur à gauche, démarrage encore au kick.
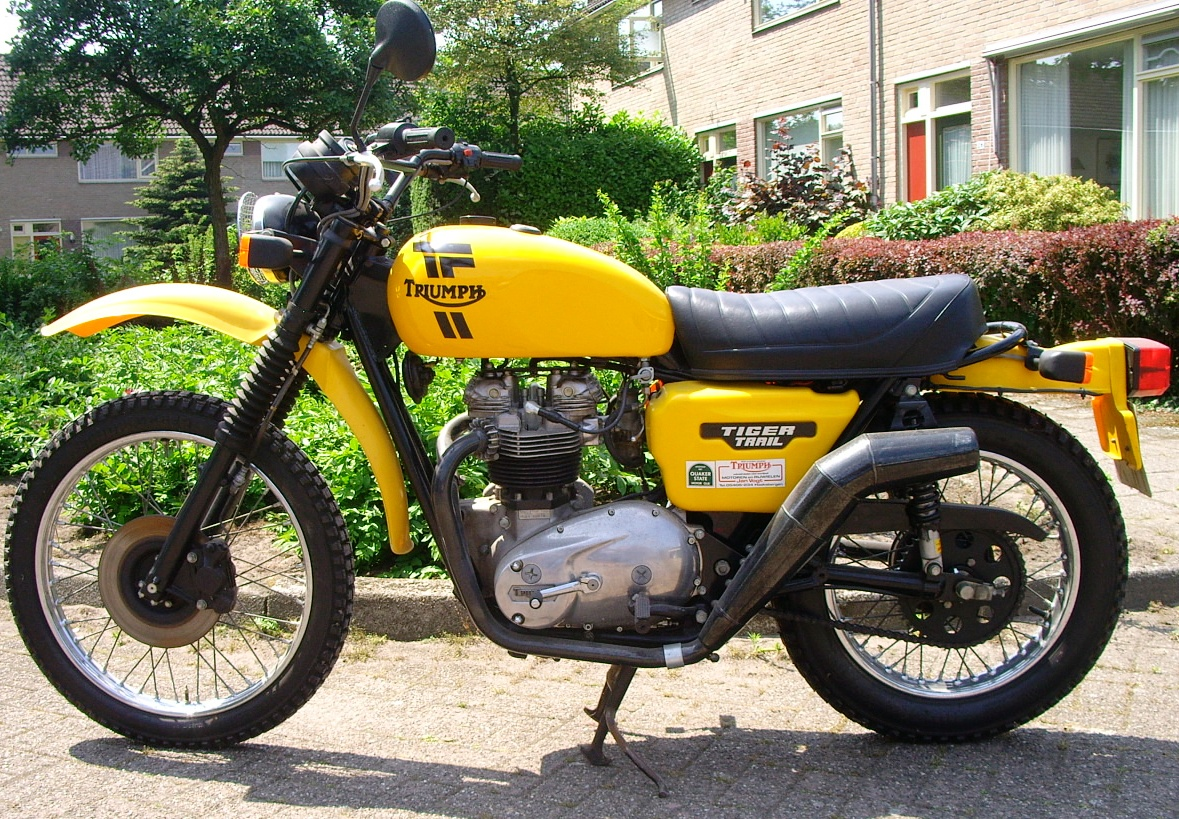
Tiger Trail (1981).
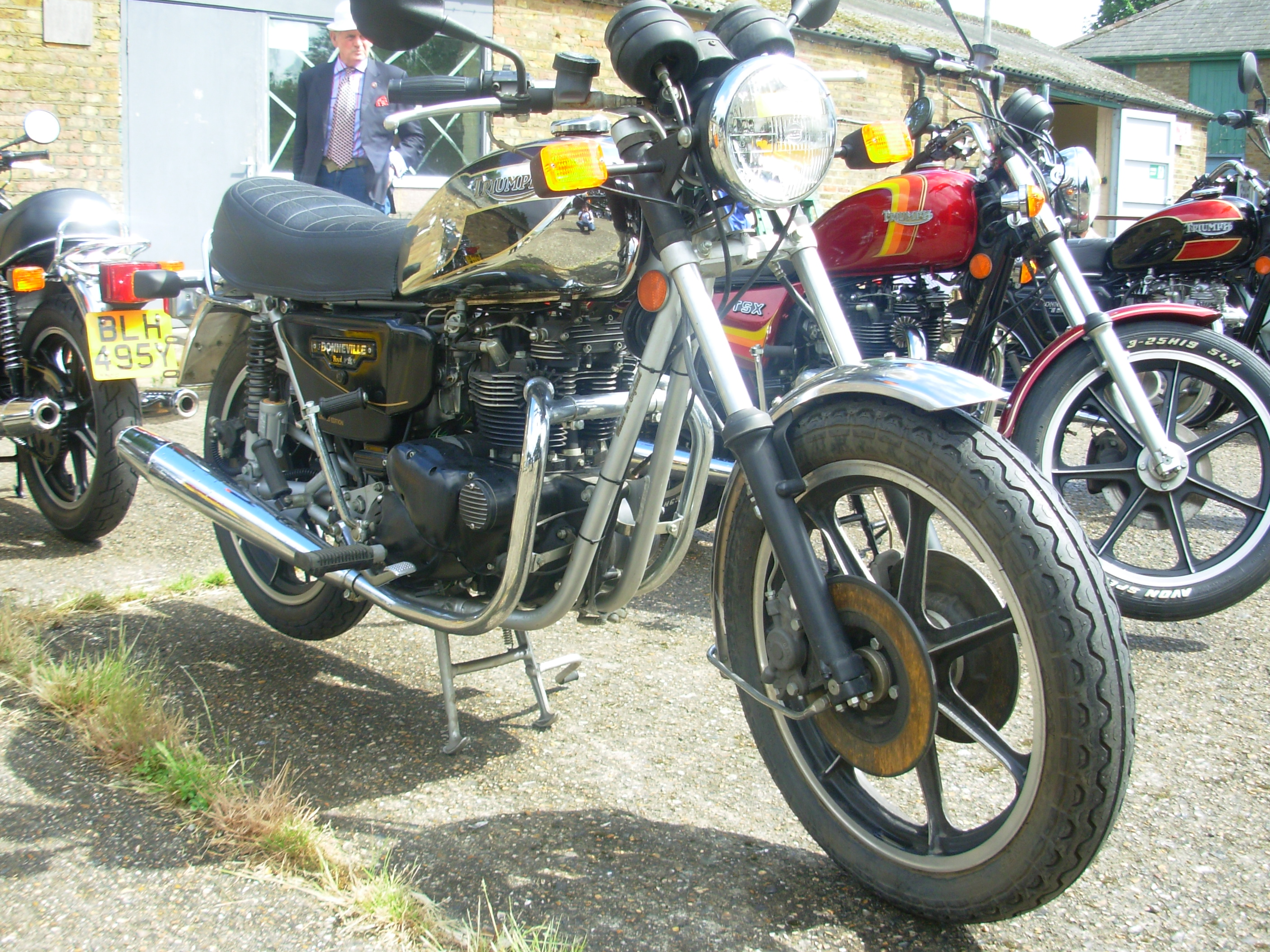
Royal Wedding (1981) devant une TSX (1983).

### Renaissance: l'ère Hinckley

#### Années 1980 et 1990
John Bloor (en), un entrepreneur quadragénaire anglais ayant fait fortune dans l'immobilier, rachète la marque pour 200 000 $en 1983. La technologie acquise est alors obsolète et il doit repartir de zéro.
Pour maintenir la marque en vie, il concède une licence de fabrication des Bonneville à Lee Harris, dont l'entreprise Racing Spares, basée dans le Devon, fabrique des pièces pour Triumph depuis les années 1960. Les conditions de cet accord interdisent à Harris de modifier substantiellement la machine, ce qui empêche notamment d'en vendre aux États-Unis. Lee Harris, utilisant de nombreuses pièces de fournisseurs européens, produira environ 2 000 Bonneville jusqu'en 1988, année de la fin de l'accord.
John Bloor crée une nouvelle société, la Triumph Motocycles Ltd. Il recrute une nouvelle équipe technique, comprenant quelques anciens ingénieurs et techniciens de Meriden, qu'il emmène visiter les usines des fabricants japonais. Il leur demande de s'inspirer des méthodes et succès de la concurrence japonaise, puis d'avoir une approche modulaire permettant de créer plusieurs modèles avec des pièces communes, particulièrement pour la motorisation. Il installe à Hinckley, à l'aube des années 1990, une usine neuve et moderne, inspirée de l'industrie automobile ainsi que des fabricants japonais de motos.
Au salon de Cologne de 1990, Triumph présente une toute nouvelle gamme de Trident, Trophy et Daytona. Les machines sont dotées de moteurs à trois ou quatre cylindres qui, pour la première fois chez Triumph, sont à refroidissement liquide,.
Trident est un modèle d'entrée de gamme proposé en deux versions. Après un remodelage en 1993, les Trident sont commercialisées jusqu'en 1998. Une version supplémentaire 900 Sprint avec petit carénage de tête de fourche est proposée à partir de 1994.
Trophy est un modèle routier caréné proposé en deux versions extérieurement identiques, remodelées en 1993. Les Trophy, renommées Trophy 900 et Trophy 1200, sont profondément modifiées en 1996. La Trophy 900 est produite jusqu'en 2001, la Trophy 1200 jusqu'en 2003.
Daytona est un modèle sportif caréné. Les versions de 1992 rencontrent peu de succès. Elles sont remplacées dès 1993 par deux versions bien accueillies par le marché : les Daytona 900 et 1200. La gamme s'élargit en 1994 avec l'arrivée d'une version encore plus sportive. Les Daytona seront commercialisées jusqu'au milieu des années 1990.
La gamme Triumph est ensuite complétée et renouvelée durant les années 1990.
La Tiger 900 T400 signe le retour, en 1994, de Triumph sur le marché des modèles tout-terrain. Dotée du moteur tricylindre de la marque dans une version moins puissante, c'est une machine qui concurrence les BMW GS, Cagiva Elefant ou encore Yamaha Super Ténéré. Elle est commercialisée jusqu'en 1998. En 1999, la Tiger 900 T430 est remplacée par une version modifiée, la Tiger 900 T501, qui sera commercialisée deux années seulement.
Une nouvelle famille, qui va rencontrer le succès, est lancée en 1993 : la Sprint, qui sera déclinée en plusieurs versions, toutes de 900 cm3 avec un carénage léger. La Sprint, renommée « Sprint ST », se voit modifiée en 1999.
En 1994, lancement de la Speed Triple 900 T301, un modèle de type « café racer » basé sur une Daytona 900 dépouillée de tous ses éléments de carénage. La Speed adoptant en 1997 une double optique caractéristique. Cette moto, sous ses différentes versions, devient un modèle phare pour la marque anglaise.
En 1995, c'est la renaissance de la Thunderbird 900 ou « T-Bird ». C'est un roadster « néo-rétro », inspiré des modèles des années 1960 avec un réservoir arrondi et creusé pour appuyer les genoux, des pots « saucisson » et des roues à rayons. Elle est rejointe en 1998 par la T-Bird Sport, avec un moteur plus puissant, des freins avant renforcés et deux échappements sur le côté droit rappelant ceux de sa lointaine ancêtre, l'Hurricane X-75.
Deux autres nouveaux modèles complètent la gamme : l'Adventurer, un custom sur base de T-Bird, en 1996 et le Legend TT, modèle d'entrée de gamme qui remplace la Trident 750 en 1998.
Le catalogue pour 1999 comprend neuf modèles : Legend TT, Adventurer, T-Bird Sport, Tiger, Sprint ST, Speed Triple, Trophy 900 et 1200, Daytona.
À la fin de la décennie, le retour de Triumph sur le marché s'avère être un succès : la production est passée de 5 000 machines en 1992 à 12 000 en 1995 et, au milieu de 1999, Triumph Motorcycles Ltd annonce avoir produit 100 000 motos depuis sa création.

Triumph, années 1990
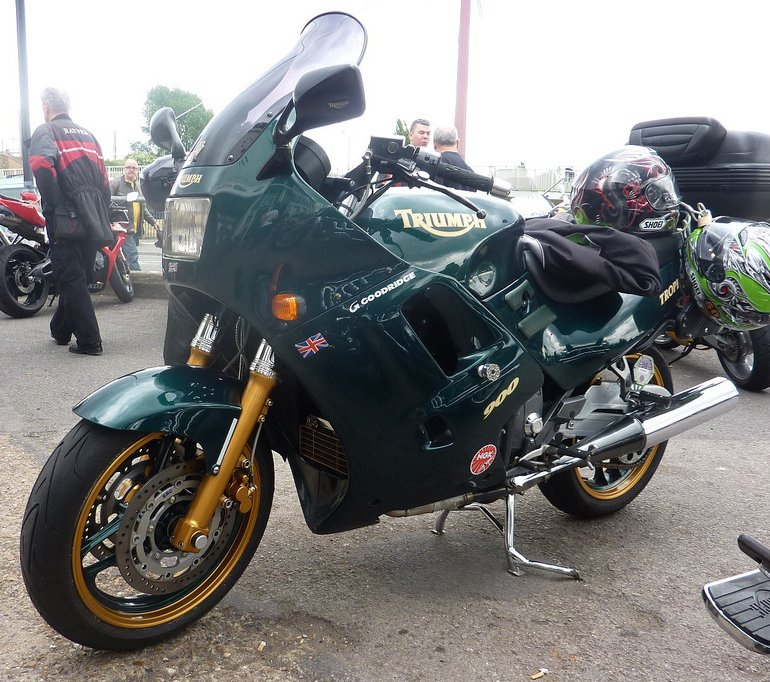
Trophy 900 en British Racing Green (1992).
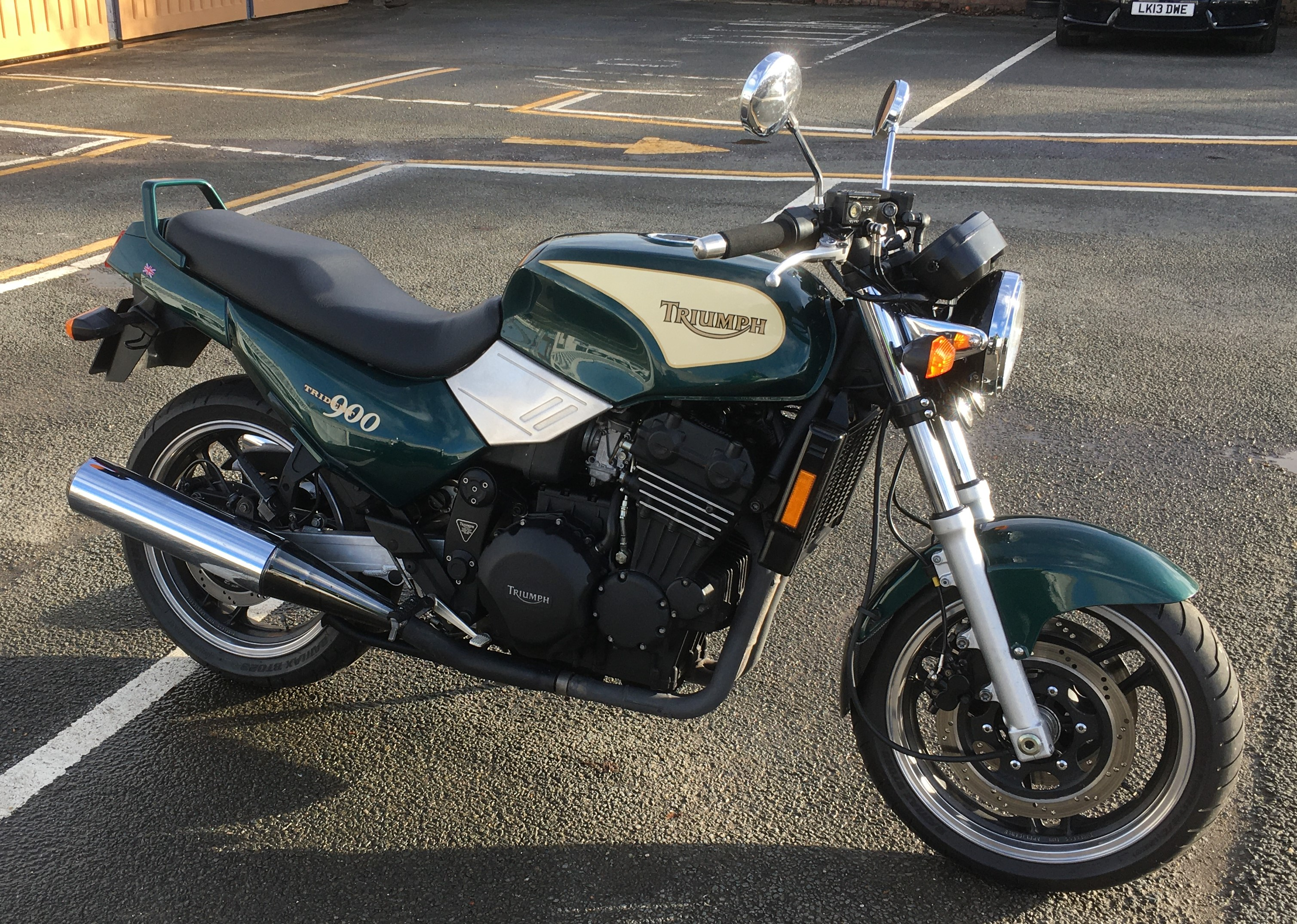
Trident 900 en British Racing Green/Cream (1994).
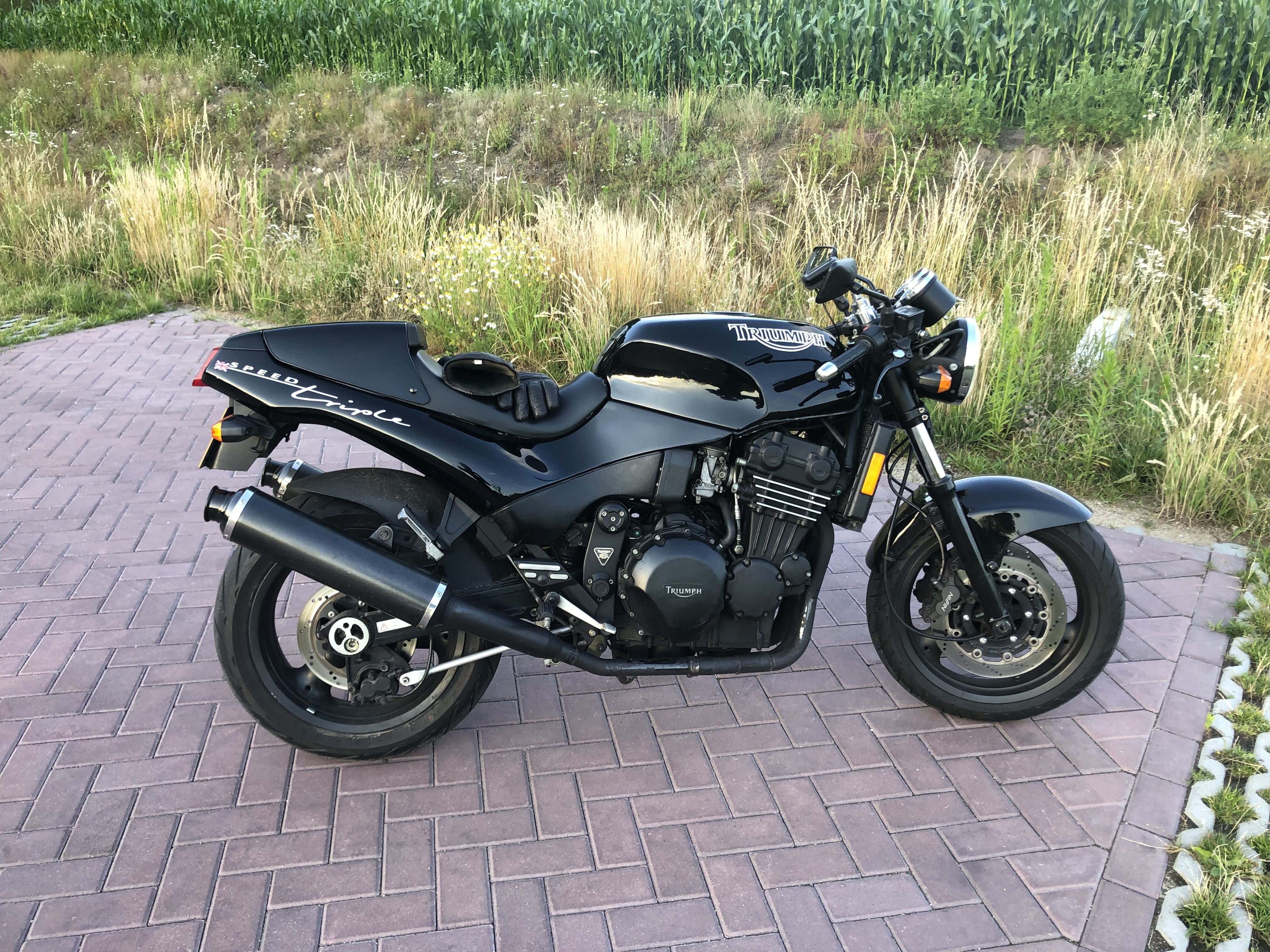
Speed Triple (1994).
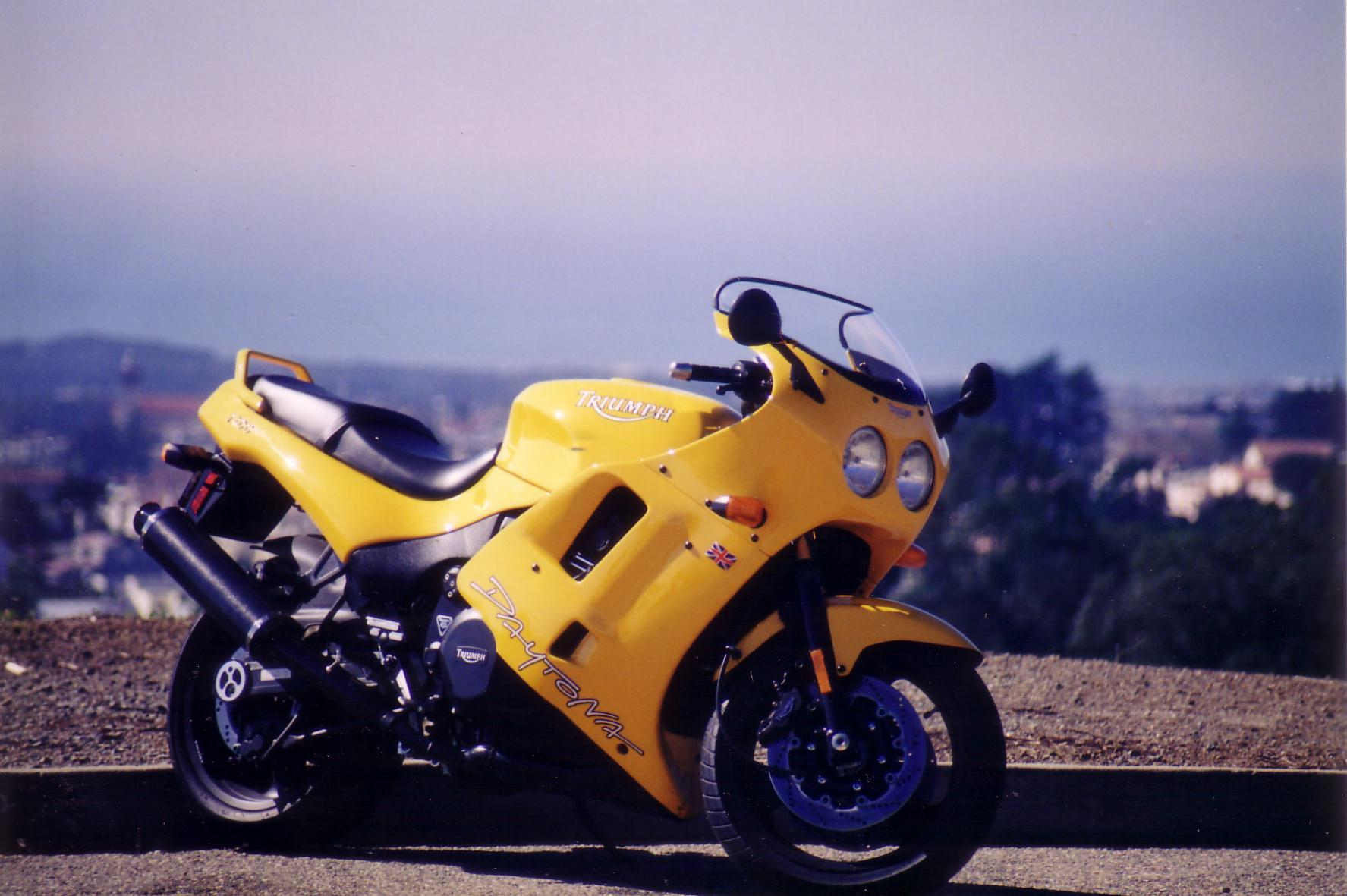
Daytona 1200 en Racing Yellow (1995).
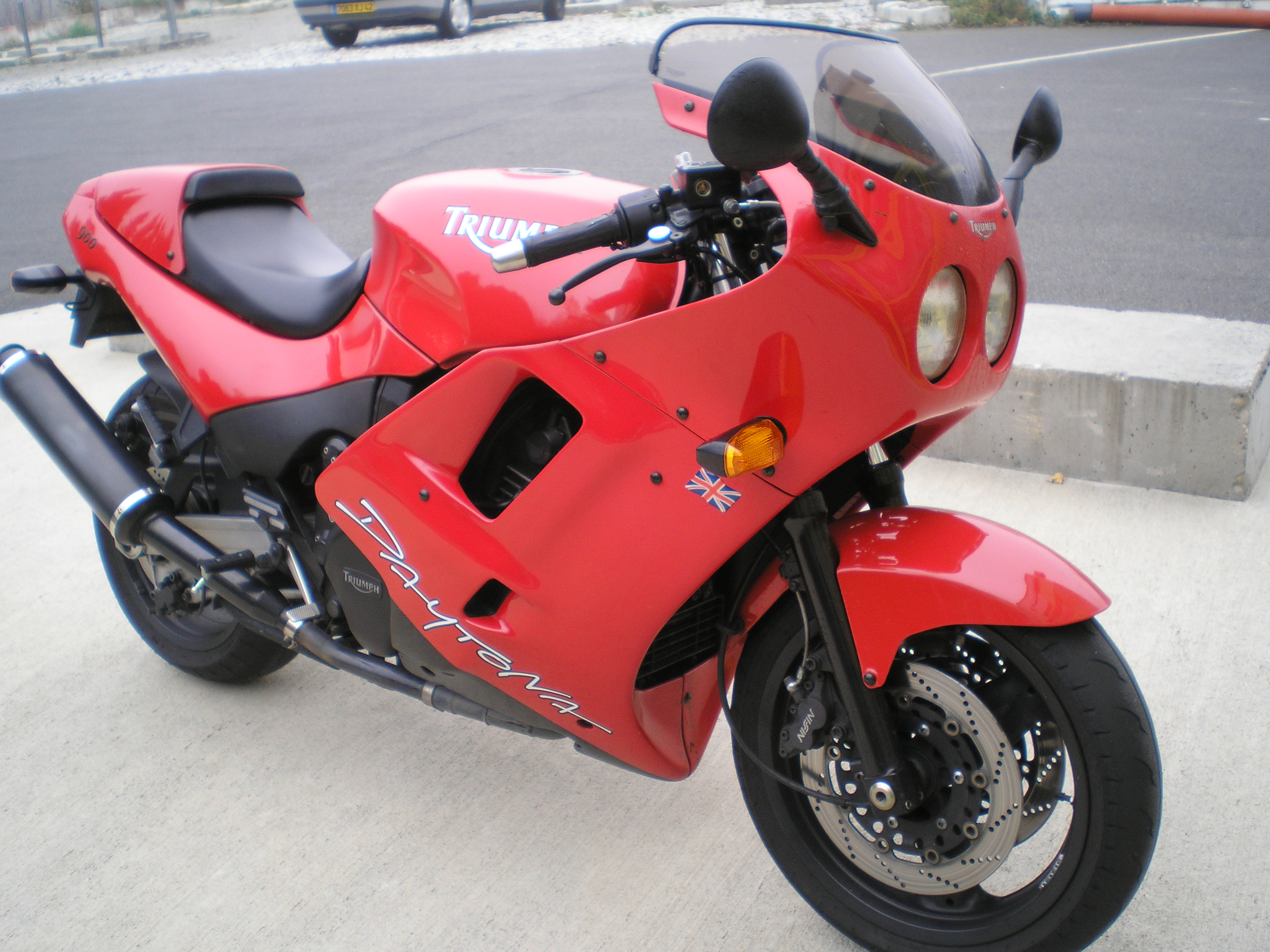
Triumph 900 Daytona.
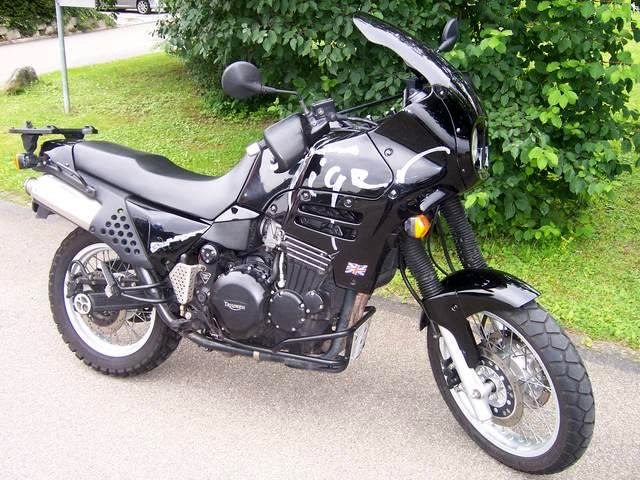
Tiger 900 en Diablo Black (1995).
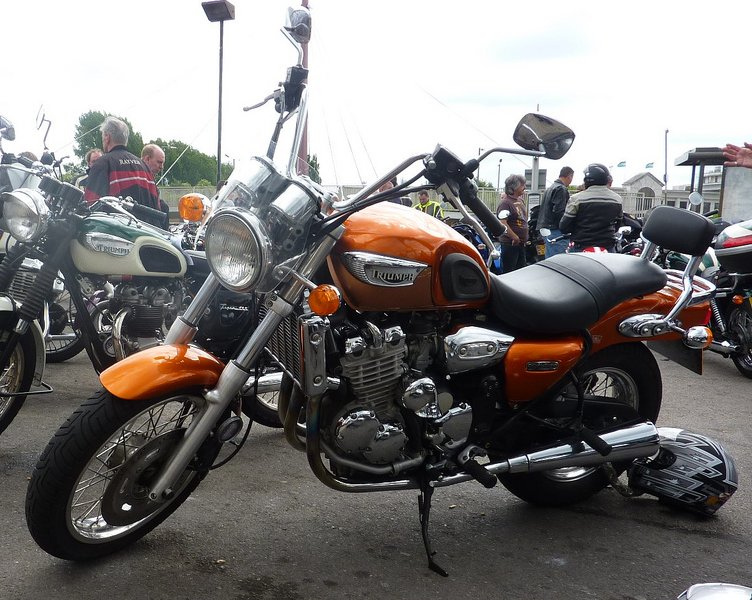
Adventurer (1997).
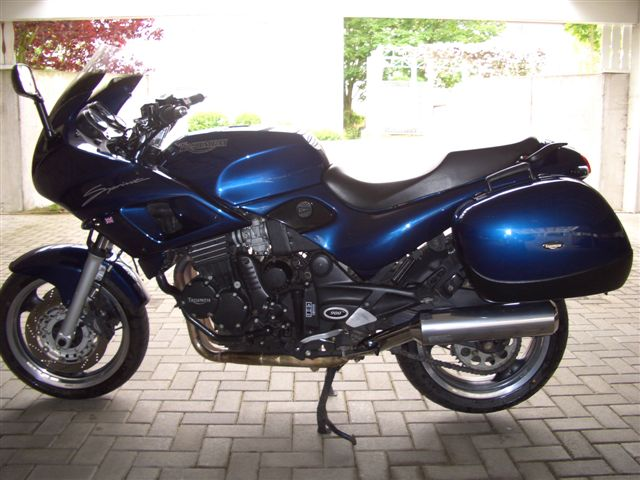
Sprint Executive en Pacific Blue (1998).
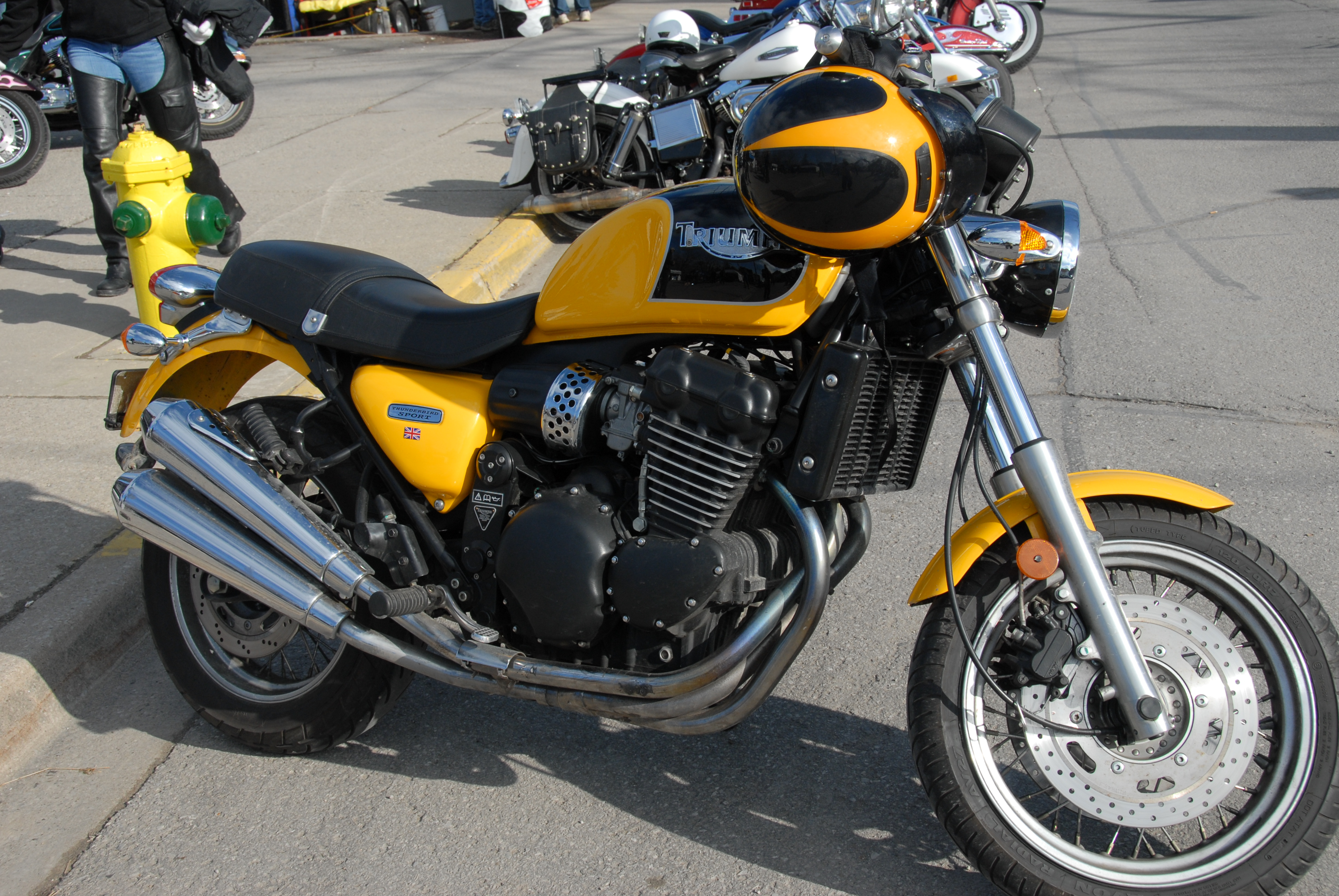
T-Bird Sport (1998).
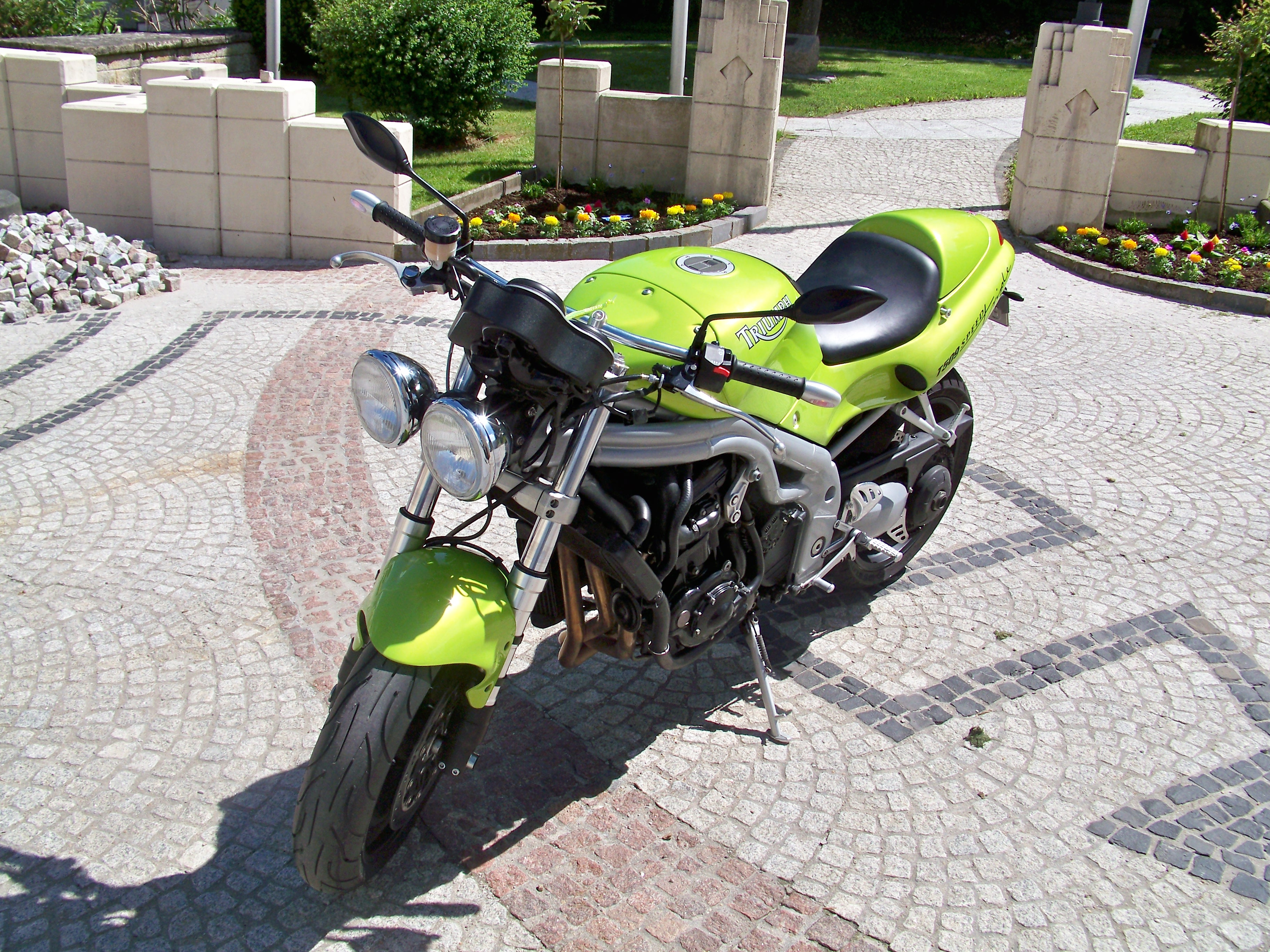
Speed Triple (1998).

#### Années 2000
Triumph commence le nouveau siècle avec une dynamique positive. Les résultats de l'année 2000/2001 sont excellents : après avoir accumulé plus de 30 M£ de pertes depuis sa création, Triumph Motocycles Ltd dégage plus de 10 M£ de bénéfices ; les ventes sont en hausse annuelle de près de 20 %. La marque, qui emploie alors environ 1 400 personnes, est de nouveau présente dans plusieurs pays du monde, y compris en Amérique du Nord comme du Sud, en Asie, en Australie ou en Afrique du Sud.
L'année 2000 est celle de deux retours : ceux de la Bonneville et du bicylindre vertical emblématique de la marque depuis les années 1960 : Triumph marque ainsi avoir « renoué avec son passé ». Ce moteur de 790 cm3 est moderne, mais Triumph a tenu à donner à la Bonneville un aspect « vintage », marquant explicitement la filiation historique avec les versions de la fin des années 1960 à travers l'abondance de chromes, les pots « saucisson », les roues à rayons, et les amortisseurs arrière à ressort. La Bonneville 800, reçoit un bon accueil, en particulier grâce à son esthétique, sa maniabilité, son poids (205 kg) et sa hauteur de selle (775 mm) raisonnables. Elle est rejointe en 2001 par la Bonneville America dotée d'une fourche plus large, d'une selle plus basse (720 mm) et d'un réservoir plus important lui donnant un aspect orienté « cruiser », puis en 2003 par la Bonneville Speedmaster, une version plus sportive de l'America dotée d'un double disque avant, d'une roue avant à bâtons et d'une roue arrière pleine. Et en 2005, Triumph ressuscite la Bonneville T100, dotée d'un bicylindre de 865 cm3, d'un compte-tours et d'un réservoir bicolore.
La ligne Sprint s'enrichit en 2000 avec la Sprint ST, une version demi carénée, allégée et plus sportive de la Sprint RS qui sera commercialisée jusqu'en 2003. La ST reçoit un nouveau moteur en 2005 et bénéficie d'une nouvelle esthétique en 2007.
Toujours en 2000, une nouvelle sportive à quatre cylindres, la TT600, vient concurrencer les 600 japonaises (Honda CBR, Yamaha YZF). Elle est rejointe en 2002 par la Speed Four, une version roadster de la TT, allégée et sans carénage. La Daytona 600 remplace la TT600 en 2004 puis évolue profondément en 2006 pour devenir la Daytona 675, abandonnant le moteur quatre cylindres pour un moteur tricylindre.
En 2001, la Tiger T709 devient Tiger 955i. Elle est revue en 2006/2007, adoptant le moteur de 1 050 cm3 ramené à 115 ch, de nouvelles suspension et une fourche inversée, s'éloignant de sa vocation tout-terrain précédente. Elle devient Tiger 1050, et une version SE équipée de valises rigides est proposée à partir de 2009. Les 900 Trophy, Legend TT et Adventurer disparaissent fin 2001. Toujours en 2001, la marque ressuscite la Trident son modèle d'entrée de gamme, héritage du modèle original de 1968.
En 2002, pour le centenaire de la marque, un incendie détruit une grande partie de l'usine principale à Hinckley. Des modèles de collection sont détruits. Triumph peut cependant présenter des versions spéciales, appelées Centenial Edition, des Daytona, TT600 et Bonneville. La marque prend la décision de fabriquer une grande partie de ses modèles en Thaïlande. Entre 2002 et 2007, trois usines sont implantées à Chonburi, au sud est de Bangkok.
2003 est la dernière année de commercialisation des Sprint RS et 1200 Trophy.
En 2004, deux nouveautés : la Thruxton, de retour après plus de trente ans, et la Rocket III. La Thruxton est un café racer sur base de Bonneville, avec un moteur plus puissant, des pots relevés, un capot de selle et un guidon bracelet.
La Rocket III est un custom doté d'un moteur entièrement nouveau : un tricylindre de 2 300 cm3 en ligne disposé longitudinalement, délivrant 142 ch et un couple de 199 N m, disponible dès 2 500 tr/min. La transmission finale, pour la première fois chez Triumph, est à cardan, la boîte à cinq rapports, le frein avant à double disque est celui de la Daytona, et les pneus sont de grosses dimensions. Ses performances et son esthétique sont saluées par la presse spécialisée. À partir de 2008, la Rocket III est rejointe par la Rocket III Touring, une variante visant le marché des routières GT avec une nouvelle partie cycle (cadre, suspensions, roues), un moteur un peu moins puissant ainsi que des valises et un pare-brise détachables.
En 2004, la T-Bird disparaît, après avoir fait plusieurs apparitions et sorties du catalogue, en version standard ou sport, durant les années précédentes,.
En 2005, après la version 675 cm3, la Speed Triple est elle aussi dotée du moteur de 1 050 cm3, gagnant 10 ch pour un poids inchangé.
L'année suivante apparait le Scrambler 900, lointain héritier de la TR6, utilisant le même moteur que celui de la Speedmaster, mais équipé pour faire du tout-chemin avec des pots relevés, des pneus mixtes route/trail, un grand guidon et une garde au sol augmentée.
Le  roadster Street Triple est présenté en concessions en 2007 : avec un moteur de 675 cm3 tricylindre, il propose une puissance de 108 ch pour un poids de 167 kg seulement.
Le catalogue 2009 comporte 21 modèles : trois sportives (Daytona 675 et 675 SE, série spéciale Bonneville Hyde Harrier), deux trails (Tiger et Tiger SE), trois customs (Rocket III, Bonneville America et Speedmaster), une sport GT (Sprint ST), une routière GT (Rocket III Touring) et onze roadsters, dont des versions spéciales disponibles uniquement cette année-là : Speed Triple 1050 « 15e anniversaire », Bonneville « 50e anniversaire », Bonnevillle 865 Tag Heuer.
Triumph n'échappe pas aux conséquences de la crise économique de la fin de la décennie, déclenchée en 2007 par celle des subprimes aux États-Unis. L'exercice 2008-2009 se solde par une perte de plus de 5 M£, et à peine plus de 46 000 motos vendues contre près de 49 000 l'année précédente.

Triumph, années 2000
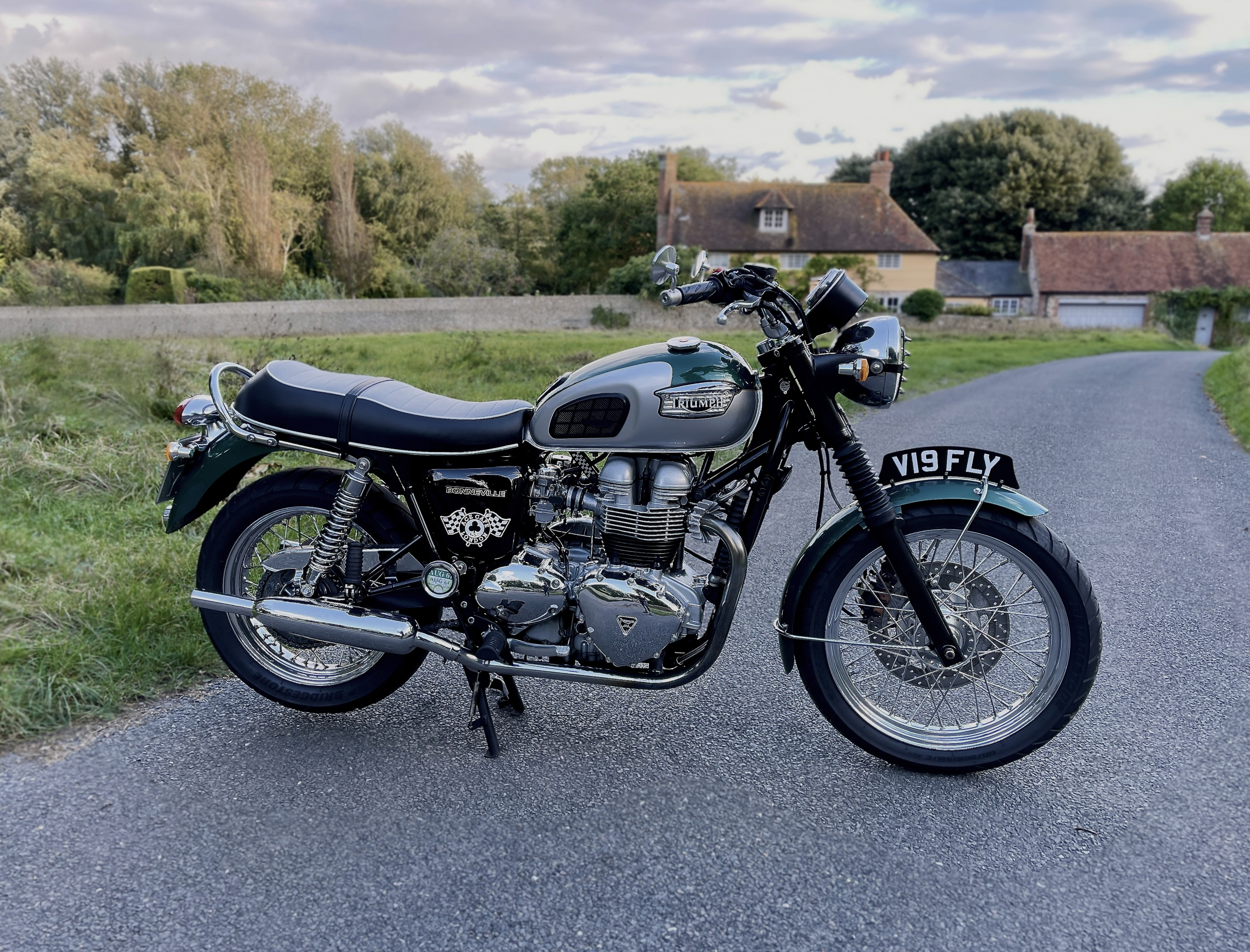
Bonneville 800 (2000).
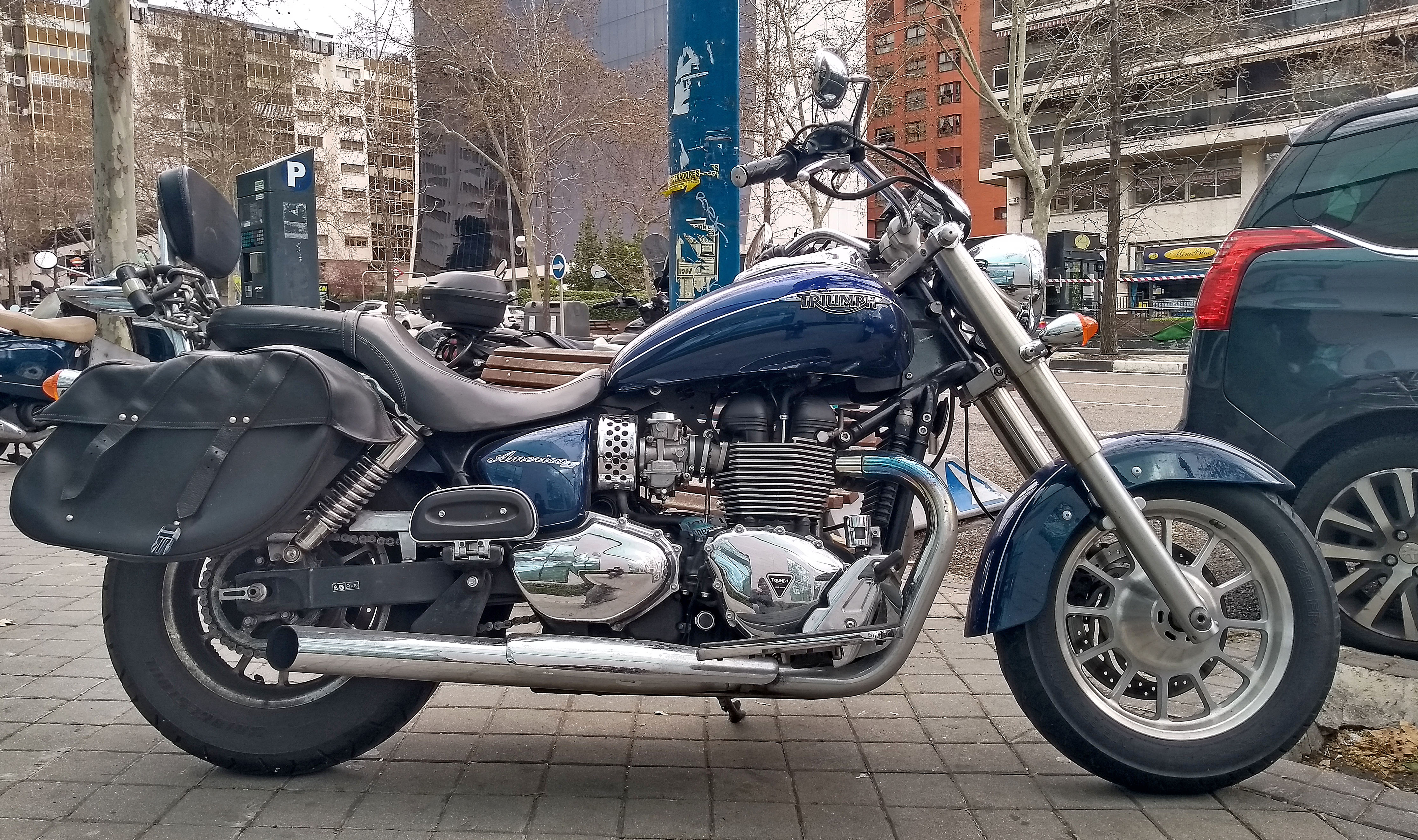
Bonneville America.
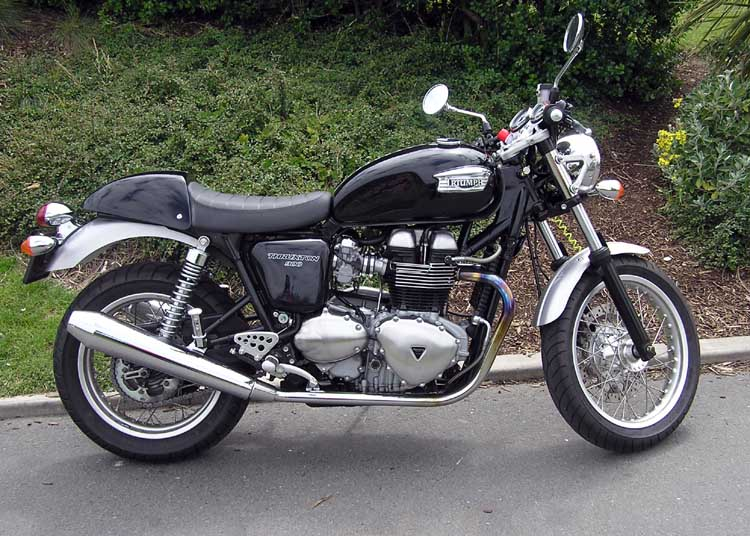
Thruxton 900 (2004).
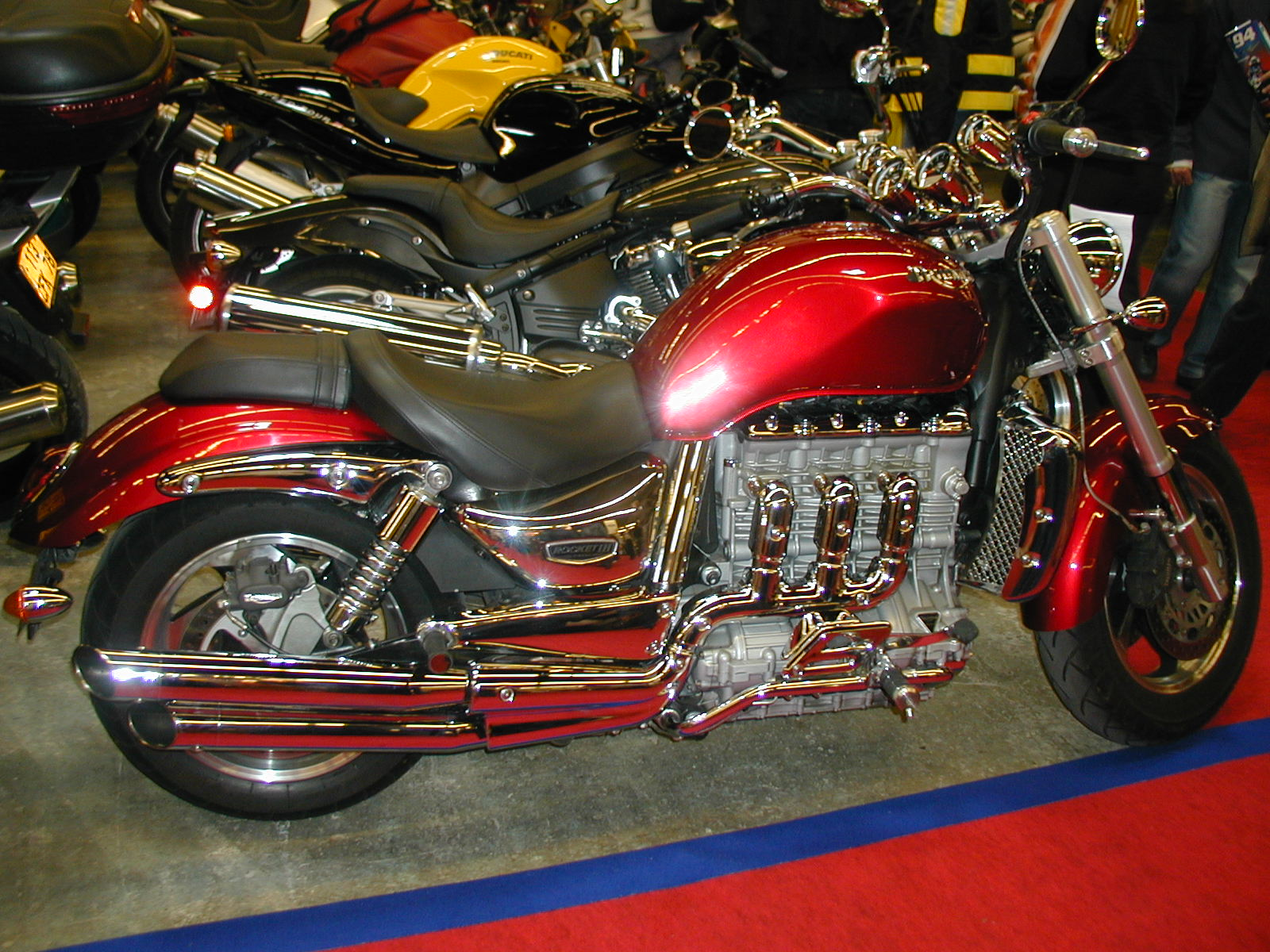
Rocket III (2005).
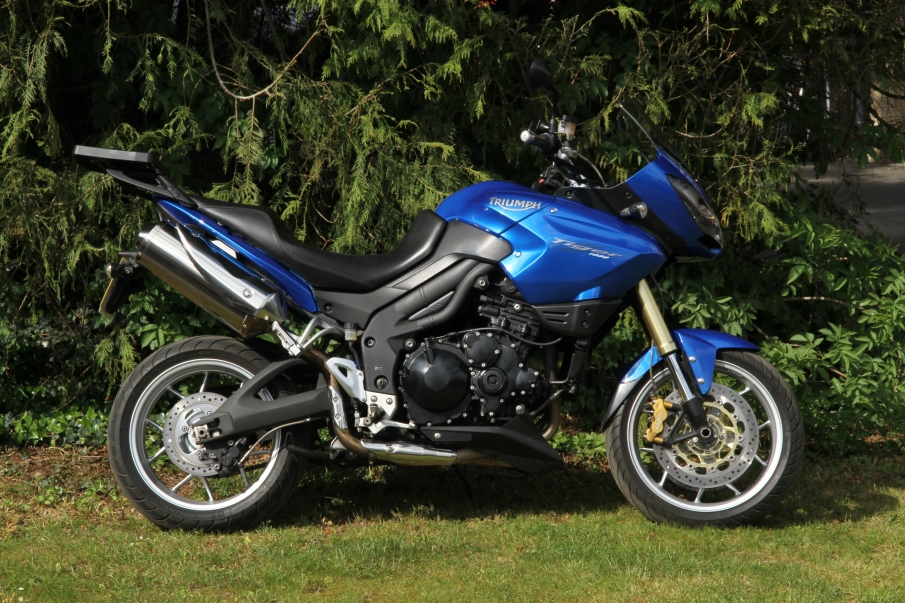
Tiger 1050 (2007).
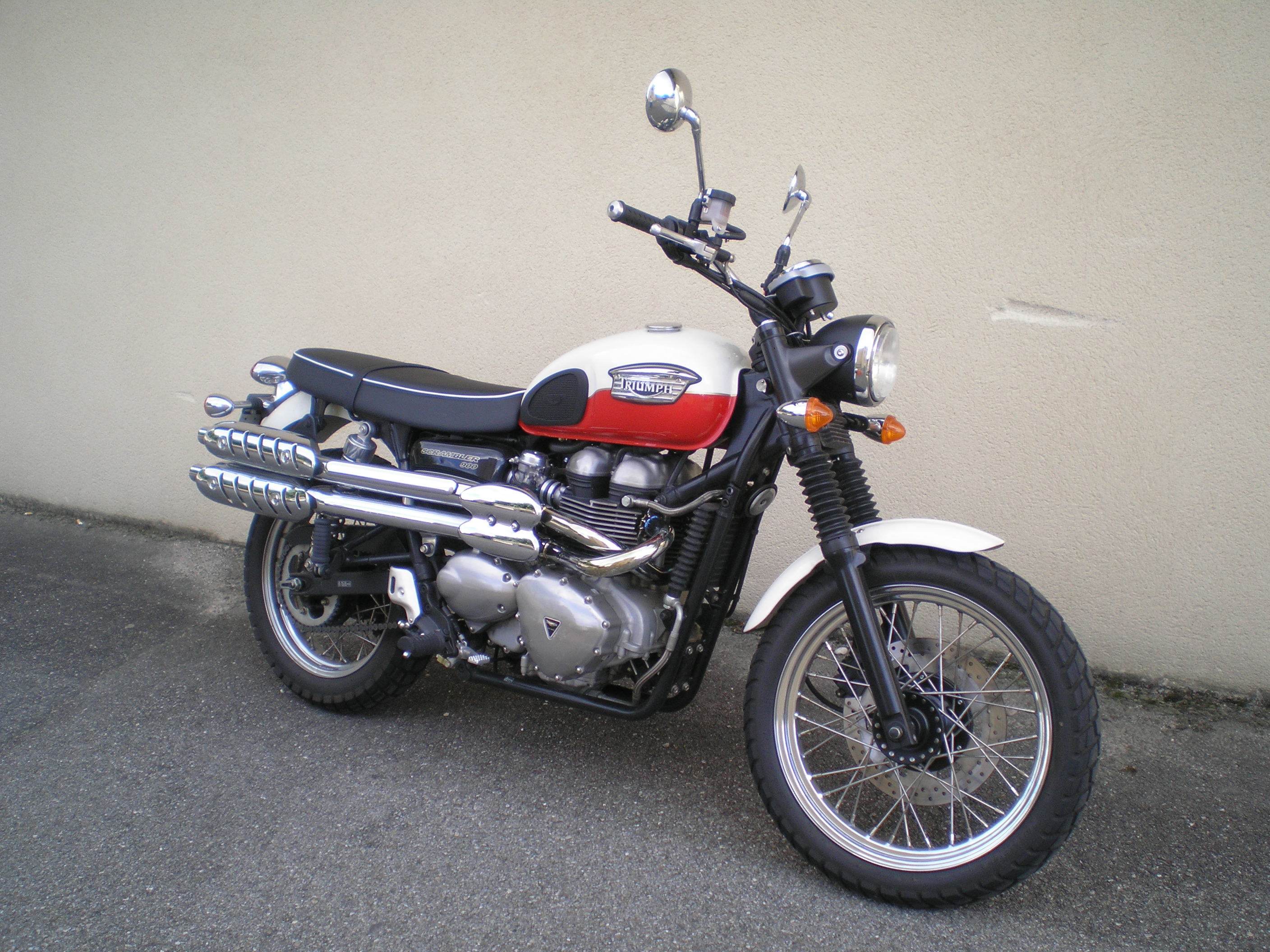
Scrambler 900 (2007).
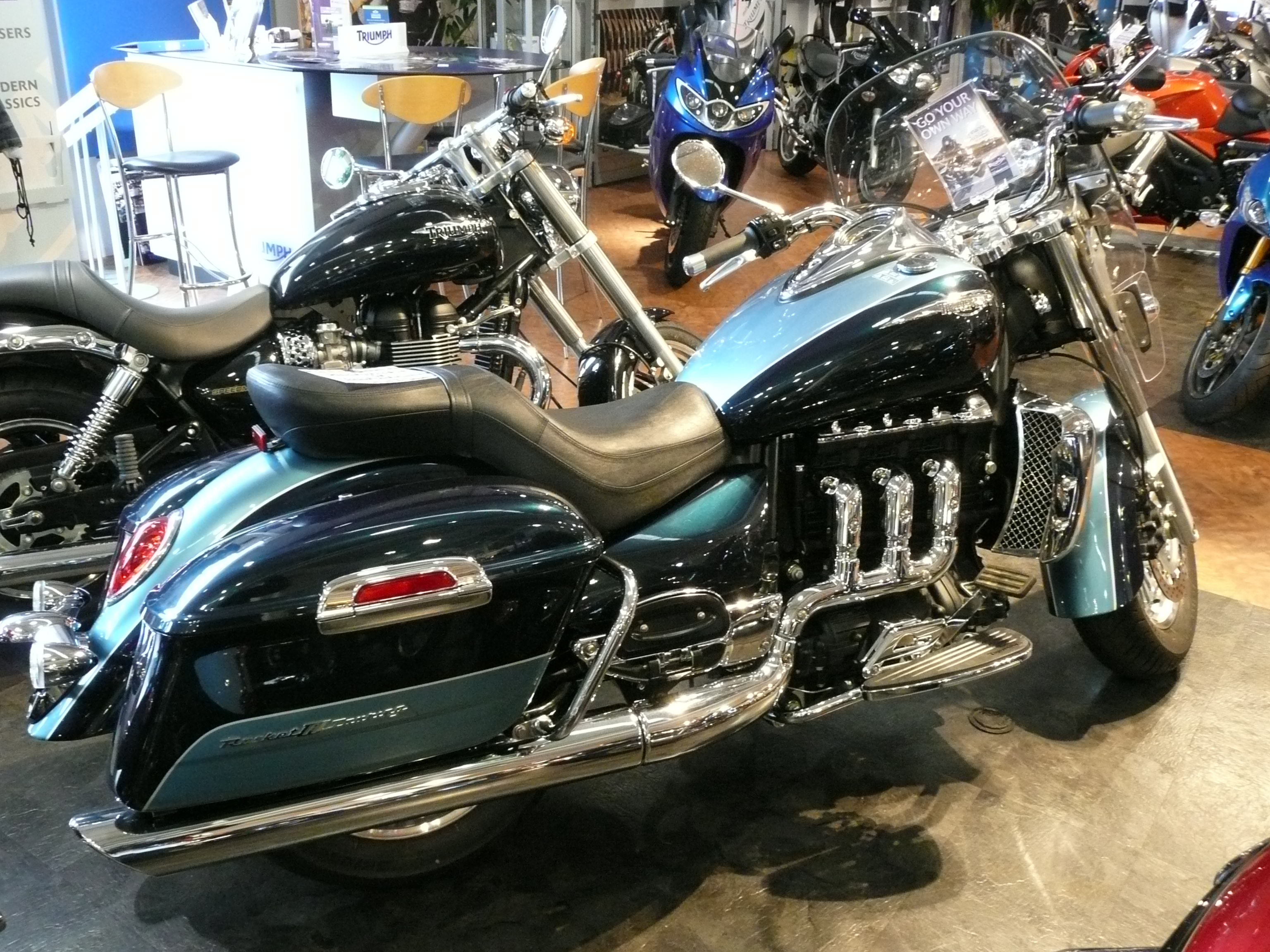
Rocket III Touring (2008).
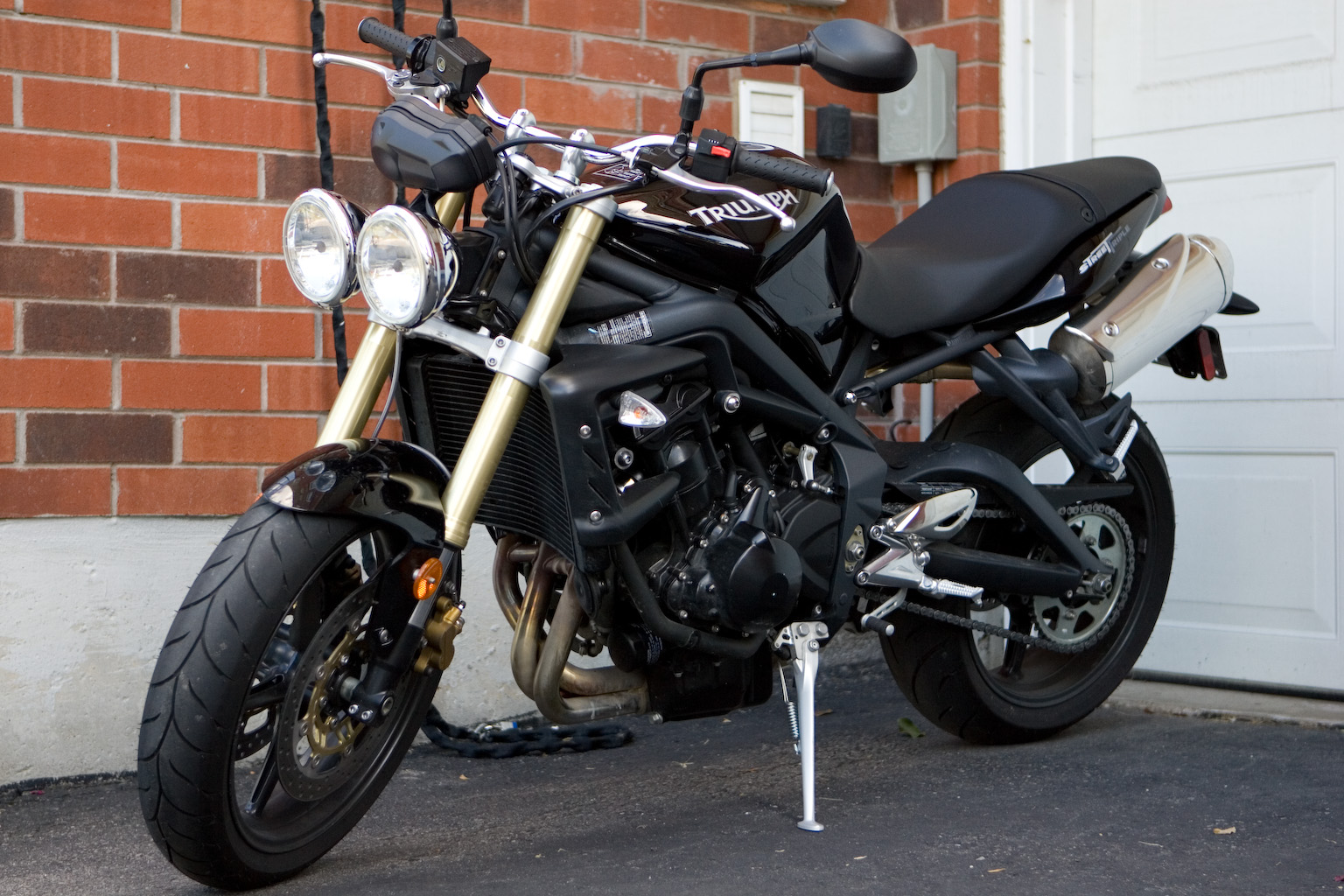
Street Triple 675 (2008).

#### Années 2010
Triumph commence la décennie avec le lancement d'une nouvelle Thunderbird, différente de tous les modèles précédents ayant porté ce nom : la Thunderbird 1600, dotée d'un bicylindre de 1 600 cm3 et, pour la première fois chez Triumph, d'une transmission finale par courroie crantée. C'est un custom visant à concurrencer les Harley-Davidson et Indian, qui sera décliné en plusieurs versions et deux cylindrées de moteur (1 600 cm3/86 ch et 1 700 cm3/97 ch). Une version grand tourisme LT 1700 est proposée à partir de 2014 avec pare-brise, valises, dosseret passager et porte bagage arrière.
En 2012, la gamme Tiger est complétée par le Tiger Explorer doté d'un moteur tricylindre de 1 200 cm3/137 ch et d'une transmission finale par cardan. Une version Explorer XC avec roues à rayons s'ajoute à la gamme en 2013, et en 2015 le Tiger Sport 1050 avec une suspension monobras et un moteur plus puissant remplace la version précédente de même cylindrée.
Pour 2013, Triumph revoit profondément la Daytona et la Street Triple. La nouvelle 675 Daytona est plus puissante et plus légère que la version précédente, et ses pots d'échappement sont désormais positionnés bas. La Street Triple connait des évolutions similaires.
2013 est également l'année du retour, après dix ans d'absence, de la Trophy 1200, désormais propulsée par un moteur tricylindre de 1 200 cm3/134 ch et avec une transmission finale par cardan. En 2014 elle devient Trophy SE à l'occasion d'un équipement encore plus complet, et sera commercialisée jusqu'en 2016.
Pour l'année modèle 2016, Triumph dévoile cinq nouveaux modèles dont un nouveau moteur bicylindre de 1 200 cm3 à refroidissement liquide et quatre soupapes par cylindre qui équipe une nouvelle version de la Bonneville, la T120, dotée d'un cadre double berceau, d'un double disque avant, de suspensions améliorées, de l'ABS et de poignées chauffantes. Le même moteur, dans une version High Power privilégiant la puissance par rapport au couple à bas régime, anime également la nouvelle Thruxton 1200. L'entrée de gamme est assurée par la Street Twin dotée d'un bicylindre de 900 cm3/55 ch, avec une boîte à cinq rapports. Cette année-là, la marque vend 63 400 motos et ses profits augmentent significativement ; la Tiger est alors sa meilleure vente dans son pays d'origine.
L'année 2017 voit un profond remaniement de la gamme : les Daytona, Thunderbird et Rocket disparaissent, ainsi que les Bonneville 865. La Speed Triple passe à 800 cm3 en trois versions (S/R/RS) et quatre nouveaux modèles « classic » apparaissent : Street Cup 900, Bonneville T100 et T100 Black de 900 cm3, ainsi que la Bobber 1200. Ce dernier modèle est équipé du bicylindre des Bonneville T120 dans une version High Torque privilégiant le couple à bas régime, d'une selle solo suspendue et d'un cadre d'apparence rigide dissimulant un amortisseur unique sous la selle. Sa sortie est suivie l'année suivante de celle d'un modèle biplace doté du même moteur, la Triumph Speedmaster. A noter également, qu'au mois de septembre de cette même année, Triumph Motorcycles annonce son partenariat industriel avec le constructeur indien Bajaj Auto en vue de produire, dans son usine de Pune, 6 nouveaux modèles de moyennes cylindrées (200 à 750cc),.
La gamme de l'année modèle 2019 compte plus de trente modèles, dont trois séries spéciales : la sportive Thruxton TFX 1200, et les Bonneville T120 ACE et Diamond. La famille Bonneville comprend en outre deux modèles T100 de 900 cm3, deux T120 de 1 200 cm3, la Speedmaster 1200 et deux versions de la Bobber 1200. Les autres bicylindres sont les 900 cm3 Street (Cup, Scrambler et Twin), et les 1 200 cm3 Thruxton (classique et R), Speed Twin et Scrambler (XC et XE). La Rocket III, disparue depuis 2015, est de retour en version TFC. La Tiger propose six variantes de trail : la Tiger Sport 1050 et cinq Tiger 800. Enfin, la ligne Street Triple est composée de six modèles : de 1 050 cm3 (S/RS) et 765 cm3 (S/R/RS), ainsi qu'une et une version de 660 cm3 compatible avec le permis A2.
Cette large offre ne suffit pas à assurer la profitabilité de Triumph : les ventes remontent peu à peu à partir de 2010 mais, après avoir atteint le chiffre de 60 600 machines vendues en 2017, la marque n'en vend plus que 56 600 sur l'exercice 2018-2019 et accumule plus de 34 M£ de pertes en deux ans.

Triumph, années 2010
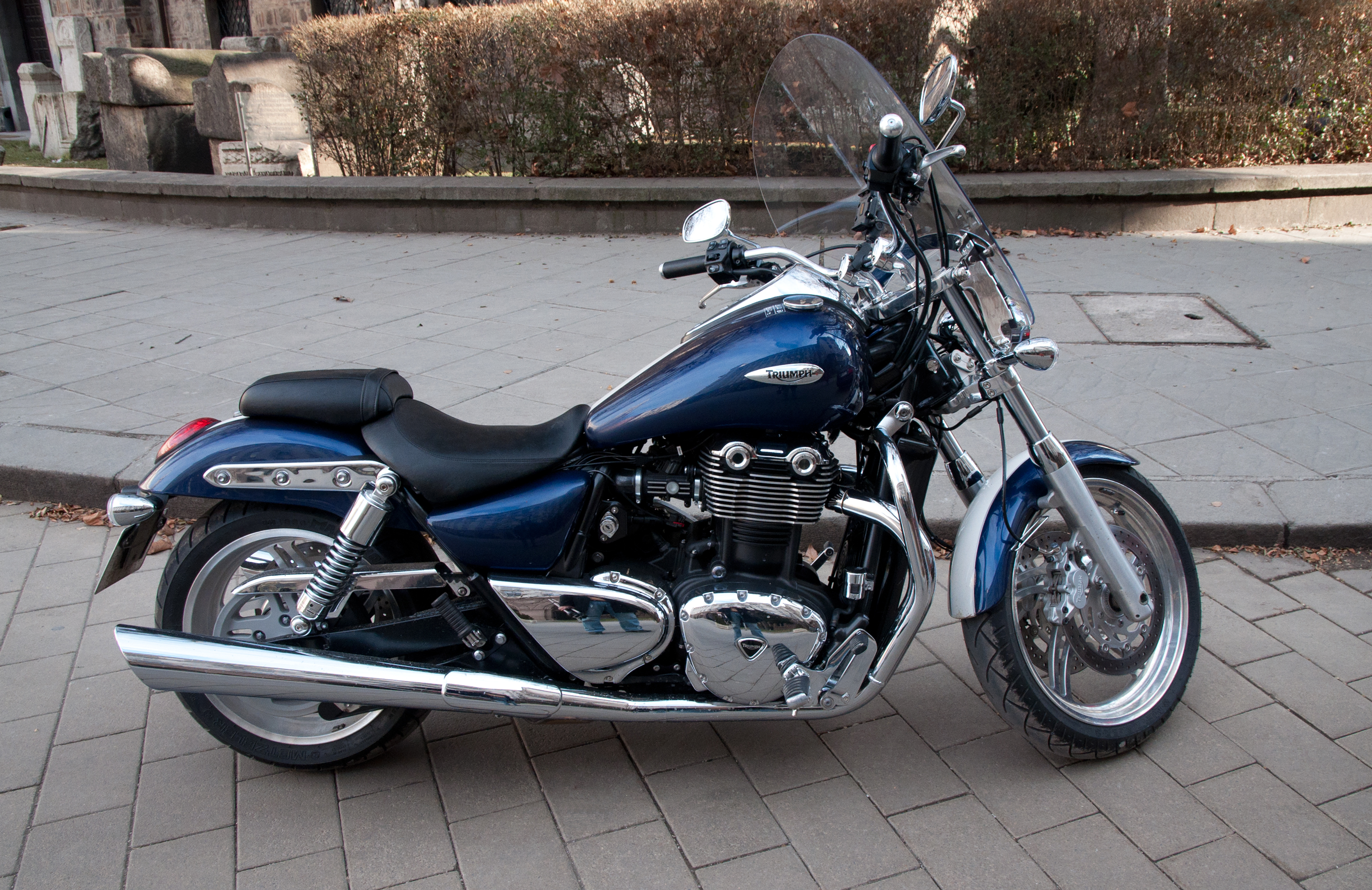
Thunderbird 1600 (2010).
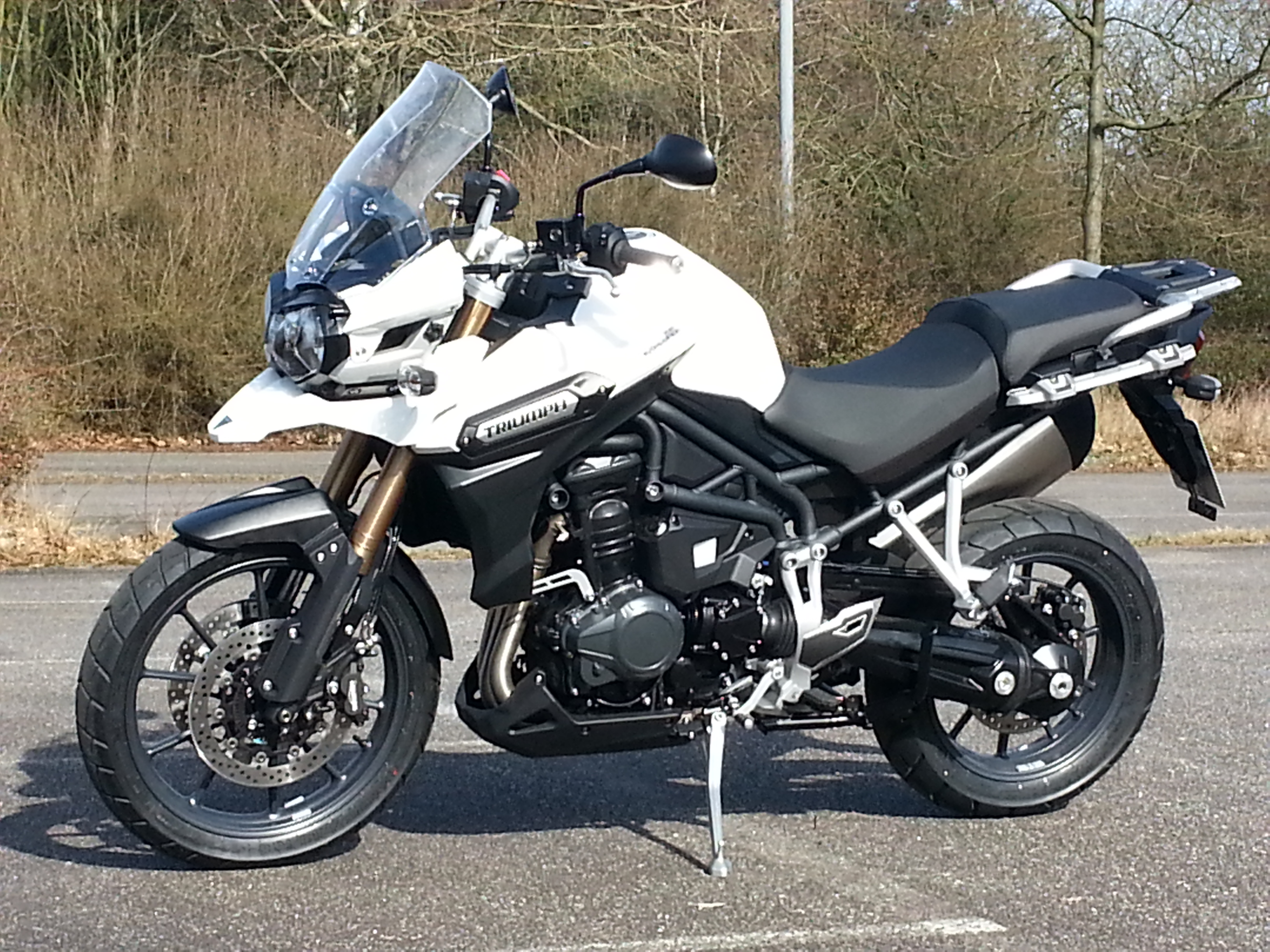
Tiger Explorer (2015).
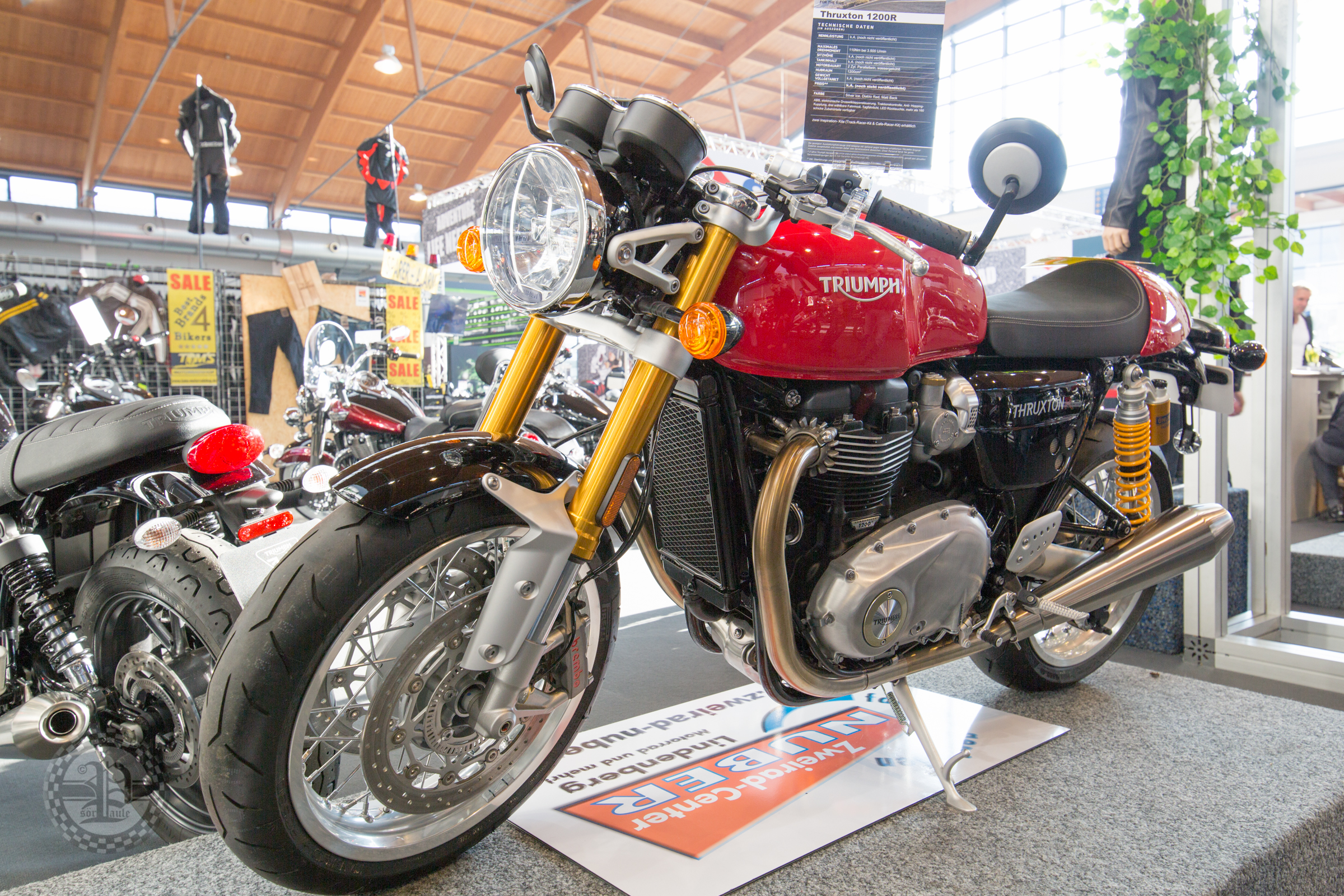
Thruxton 1200 R (2017).
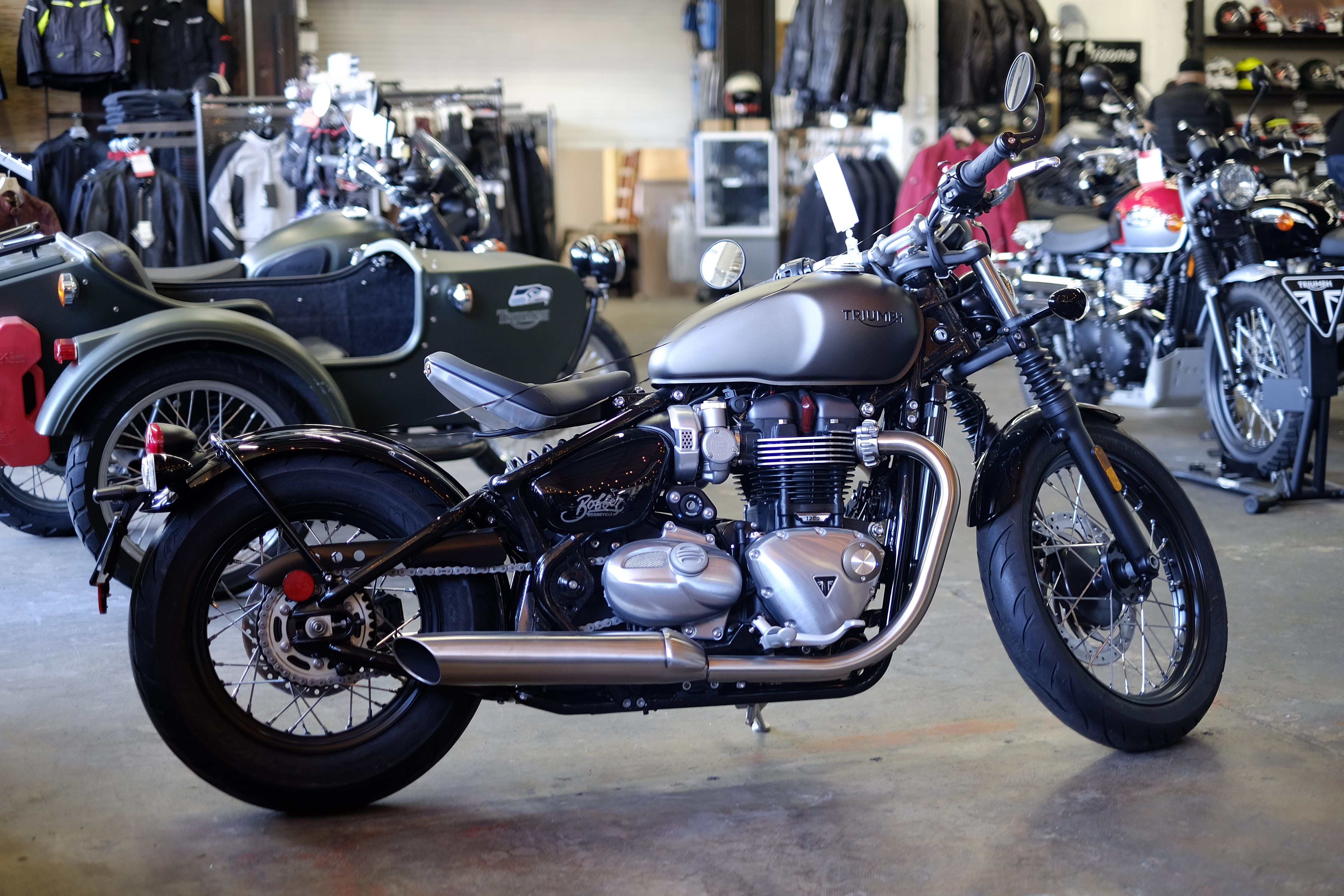
Bobber (2017).
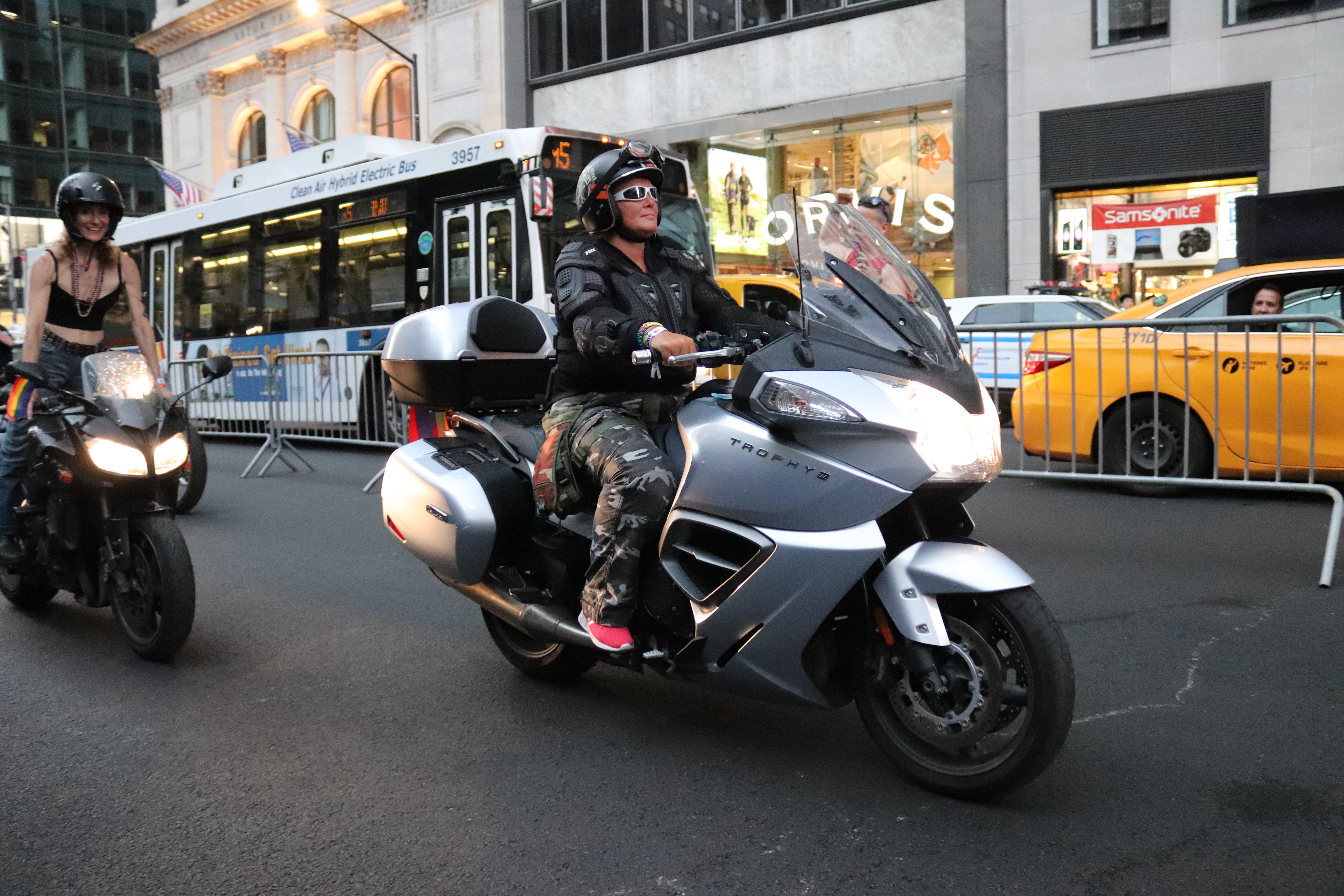
Trophy SE.
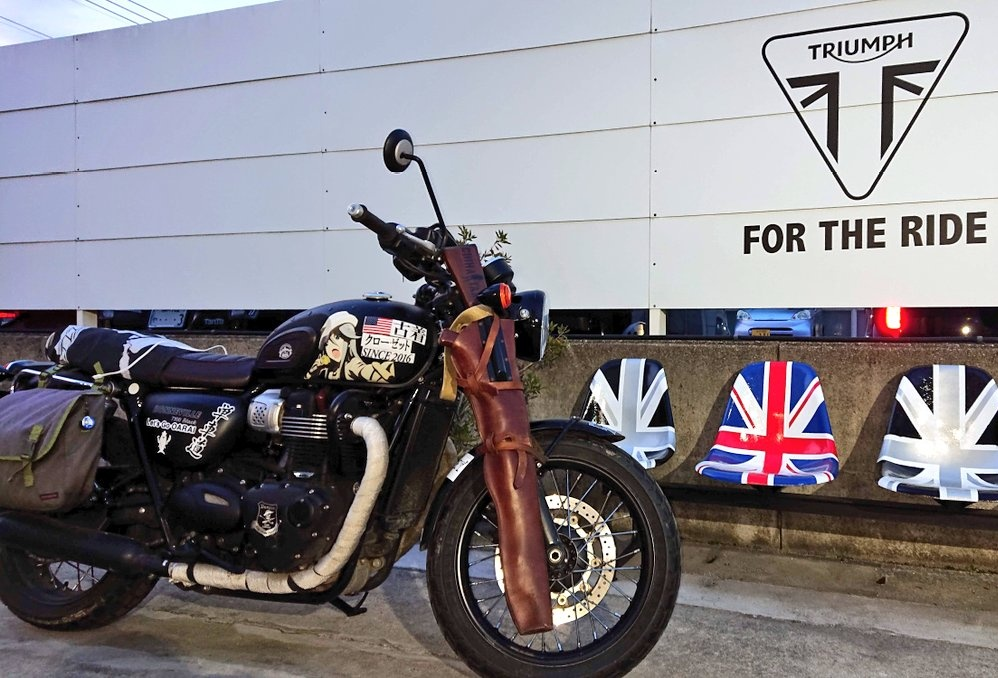
Triumph Bonneville T100 (2017).

#### Années 2020
L'année 2019-2020 est difficile pour Triumph : déjà fragilisée par deux exercices lourdement déficitaires, la société subit directement les conséquences des mesures prises en Europe, son principal marché, pour lutter contre la Pandémie de Covid-19 au premier semestre 2020. Les ventes tombent à moins de 49 000 motos, et les pertes de l'exercice dépassent 40 M£. La société est contrainte de procéder à une augmentation de capital de 50 M£, et prend la décision de transférer la totalité de ses fabrications en Asie et au Brésil, l'activité en Angleterre se concentrant sur la conception, la mise au point et la réalisation de certaines séries spéciales. Dès l'année suivante, la production remonte à 75 000 exemplaires.
Mi-2020, Triumph annonce son retour sur le marché des vélos, avec le Trekker GT, un vélo électrique développé avec le groupe japonais Shimano, proposé en France à 3 250 €.
Après avoir symboliquement produit sa millionième moto en 2021, une Tiger 900, Triumph poursuit sa stratégie d'offrir une large gamme et en 2022, pour le 120e anniversaire de la première Triumph, propose 46 modèles, dont quatorze séries spéciales.
La gamme Tiger comprend treize trails : le 660 Sport, introduit en 2022 et utilisant un moteur de 81 ch/65 N m dérivé de celui de la Trident, le 850 Sport, remplaçant depuis 2021 le 900 et bridable pour le permis A2, les 900 GT/GT Pro/Rally/Rally Pro et deux séries spéciales dont une dénommée « Bond », et enfin les 1200 GT/GT Pro/GT Explorer/Rally Pro/Rally Explorer. Les 1200 sont tous nouveaux, plus puissants et plus légers que les modèles précédents et dotés d'un moteur de 150 ch/130 N m.
La ligne Custom compte deux Bobber 1200, dont une série spéciale Gold Line, deux Speedmaster 1200, avec une série spéciale Gold également, et quatre Rocket III 2500 : la R et la GT, inscrites au catalogue depuis 2020, chacune avec en outre une édition spéciale pour 2022.
La gamme comporte aussi sept Bonneville, dont quatre éditions spéciales, deux Thruxton, deux Speed Twin 1200, dont une en édition limitée Breitling, deux Street Twin 900, dont une édition spéciale EC1, trois Sreet Triple, les Speed Triple 1200 RR et RS, quatre Scrambler 1200, dont deux éditions spéciales Gold, deux Street Scrambler 900 et la Trident 660, qui est depuis 2021 le modèle d'entrée de gamme de la marque.

Triumph, années 2020
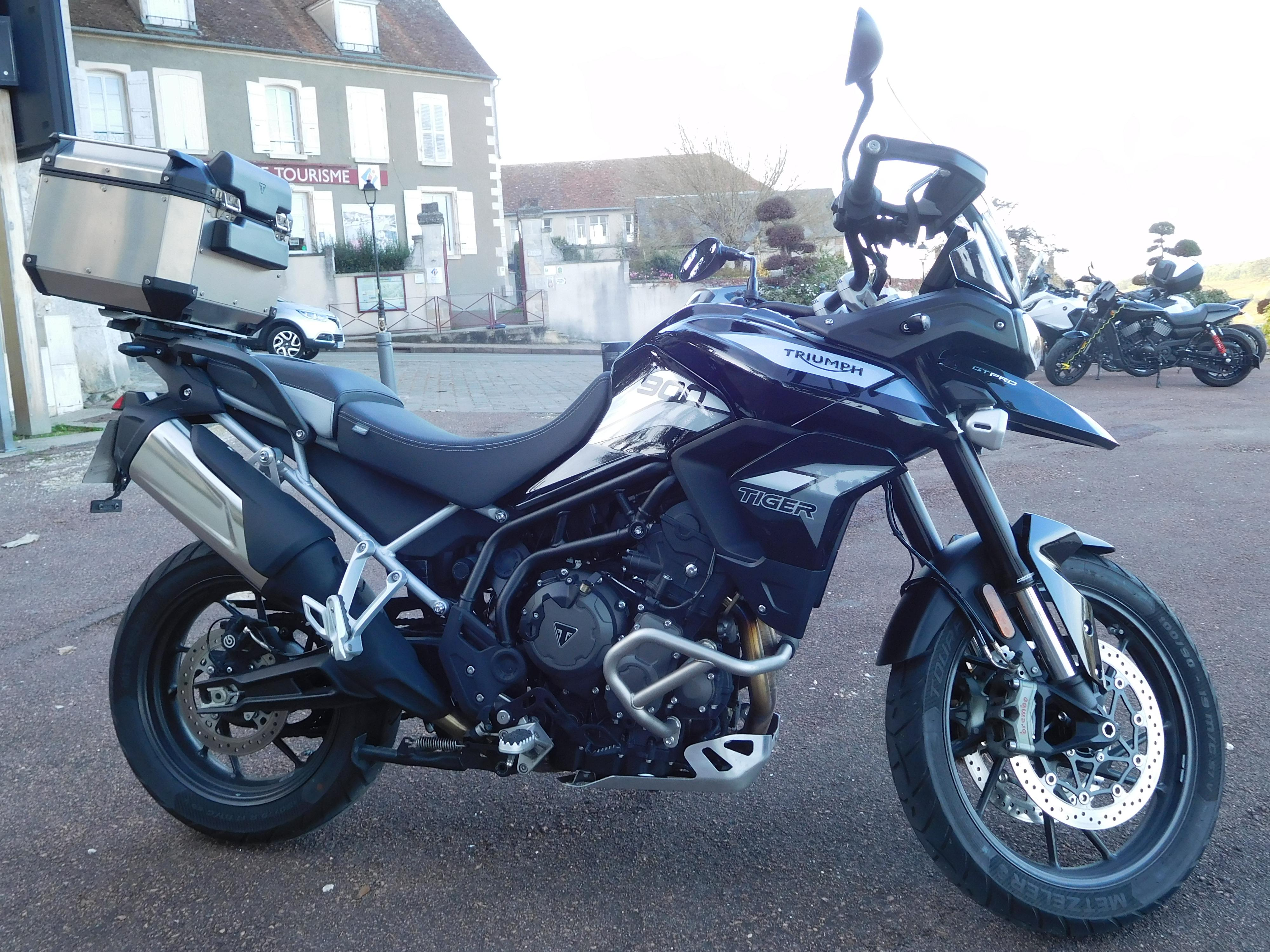
Tiger GT pro 900 (2020).
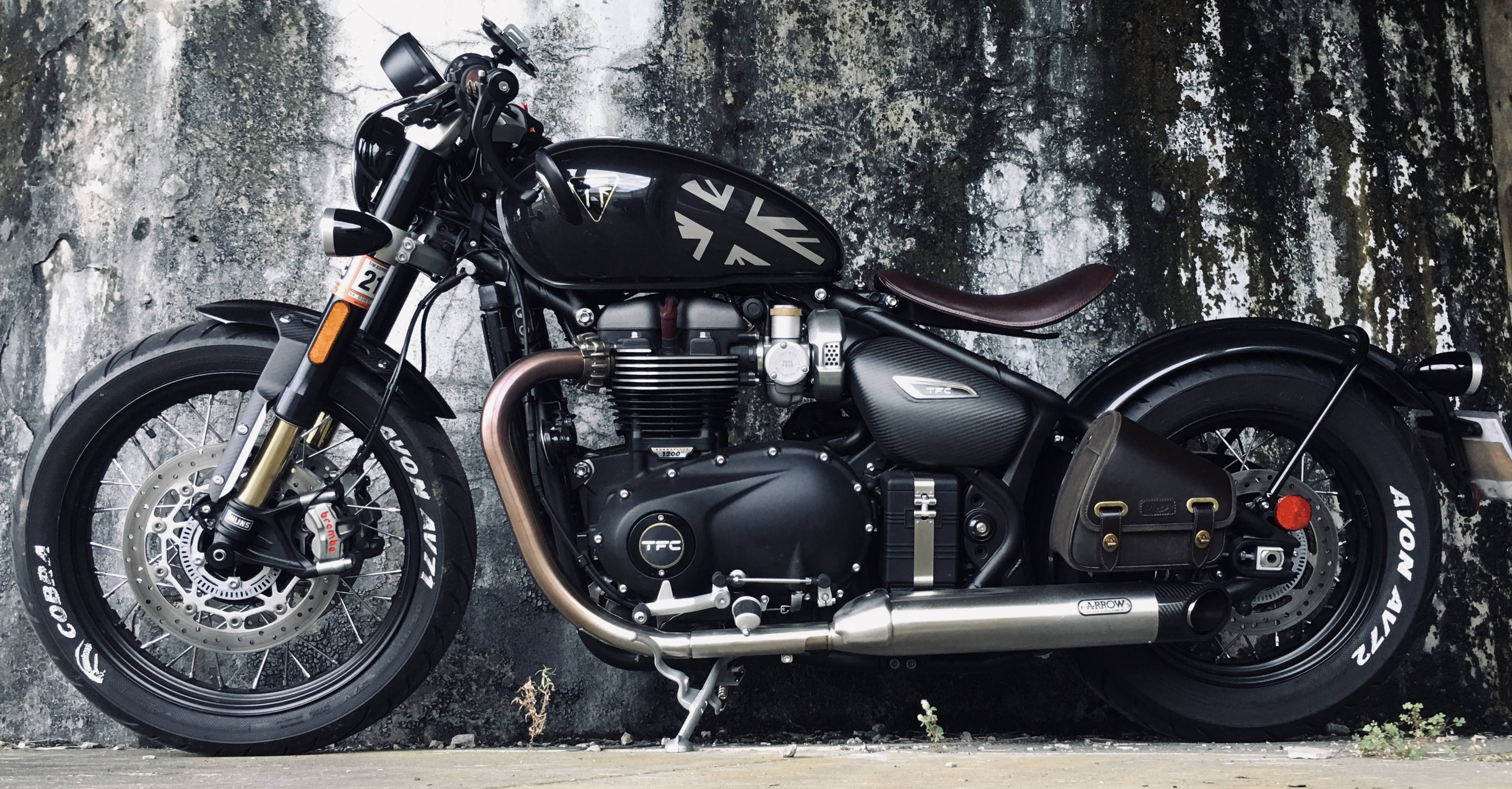
Bobber série spéciale TFC (2020).
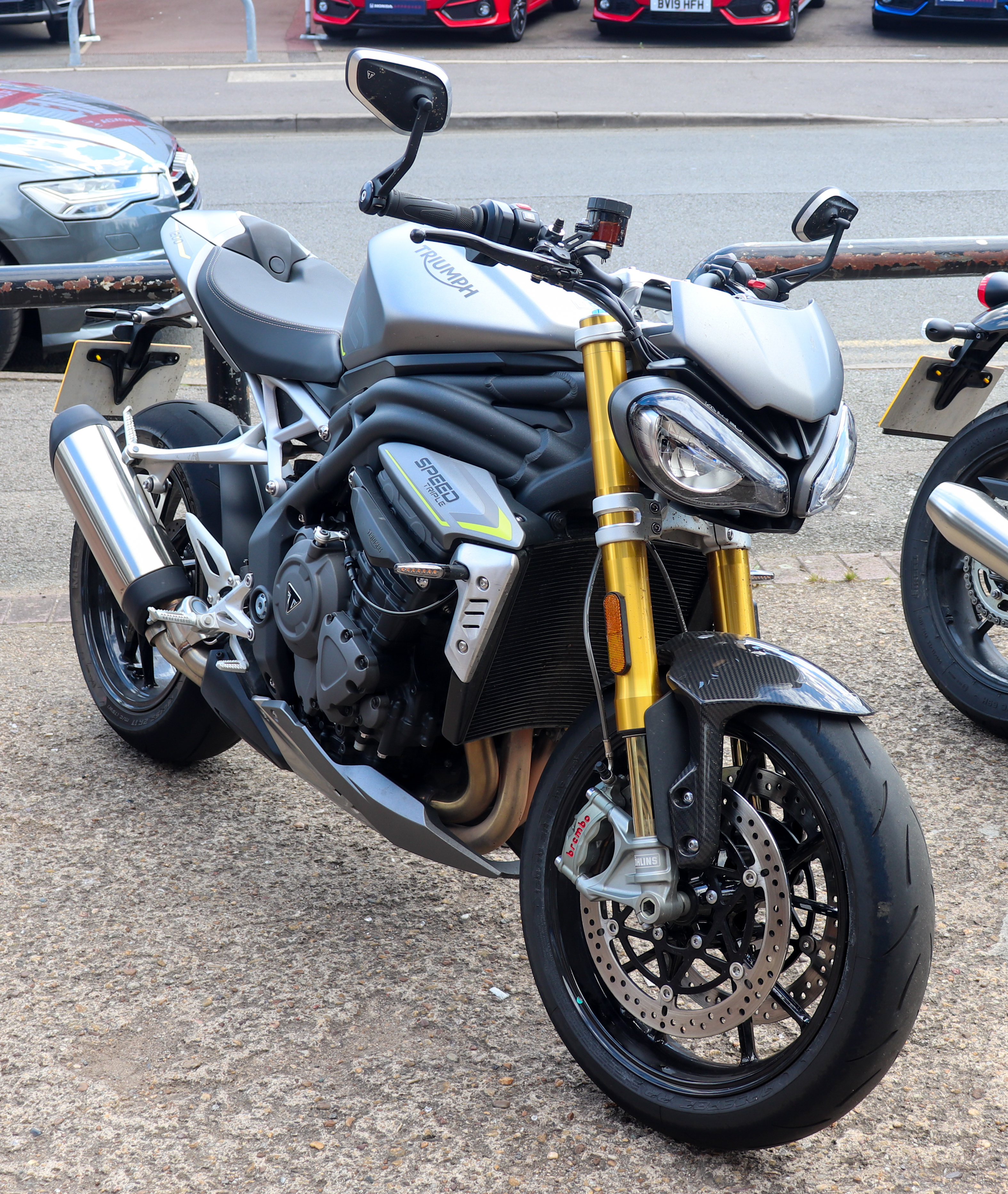
Speed Triple RS (2021).
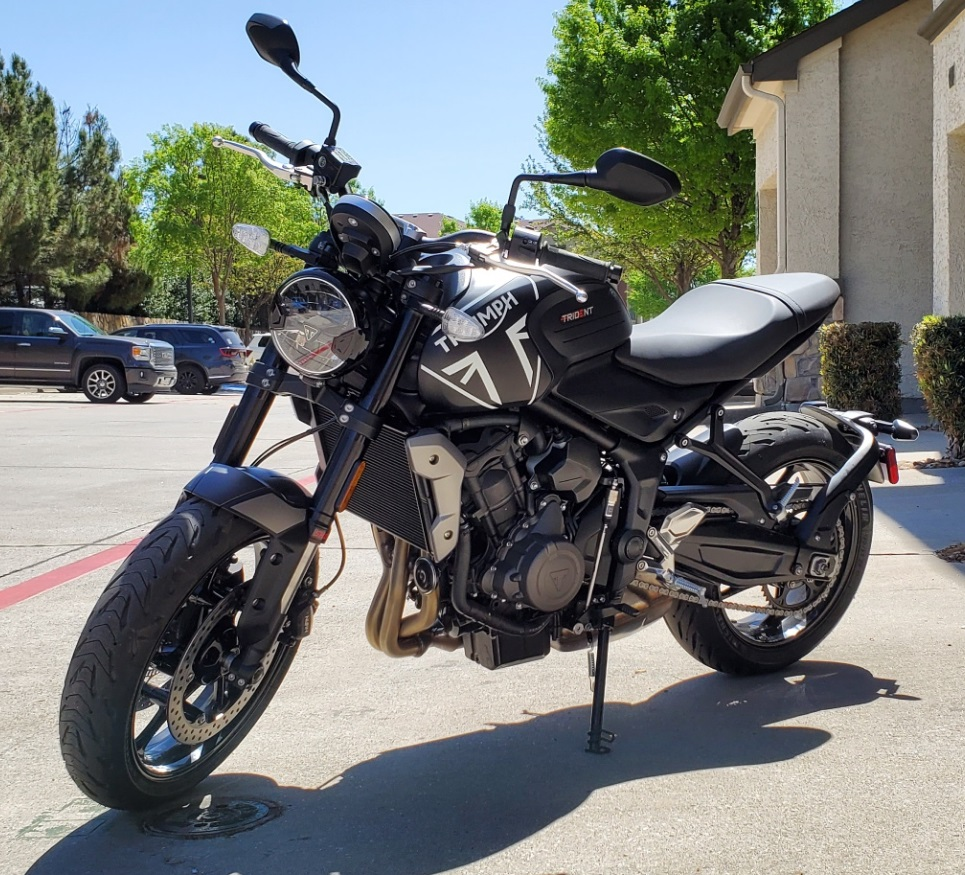
Trident 660 (2022).

#### Triumph en 2022

Signature visuelle et slogan publicitaire (2022).

L'exercice se terminant le 30 juin 2022 a enregistré un fort rebond après celui déjà enregistré durant l'exercice précédent. À 722 M£, les ventes sont en augmentation de 41 % et l'entreprise est redevenue profitable. Plus de 89 000 machines ont été vendues, au travers de plus de 700 distributeurs. L'Europe, Royaume-Uni inclus, génère un peu plus de la moitié des ventes et l'Amérique du Nord un cinquième. Triumph emploie environ deux mille personnes dans le monde et dispose de capacités techniques au Royaume-Uni, en Thaïlande, en Inde et au Brésil.
Dans son rapport annuel pour 2021-2022, la marque décrit son offre comme répartie en trois segments (Classic Icon, Adventure et Urban), et annonce de nouveaux modèles cross et enduro pour l'exercice 2023.
En juin 2022, Triumph a acquis la société anglaise OSET Bikes, spécialisée dans les vélos et motos électriques tout-terrain pour enfants et adultes,.

#### Triumph en 2024
En janvier 2024, la marque anglaise étoffe son entrée de gamme avec 2 nouveaux modèles de moyenne cylindrée (400cc) : la Speed 400 et la Scrambler 400 X (modèles issus du partenariat de 2017 avec le constructeur indien Bajaj Auto). Le 17 septembre Triumph Inde annonce 2 nouvelles déclinaisons pour la Speed 400 : Speed 400 MY25 et Speed T4. Ce même jour, Triumph annonce la nouvelle mise à jour de la Speed Twin 1200 ainsi qu'une toute nouvelle version : la Speed Twin 1200 RS

## Compétitions et records
Triumph est impliquée en compétition dès les années 1900 : ses monocylindres remportent de  nombreux succès  au Royaume-Uni, notamment avec une victoire au Tourist Trophy de l'île de Man et sur le circuit de Brooklands en 1908, au Scottish 6 Days Trials en 1909, et un record de l'heure en 1911 à Brooklands. La marque brille aussi à l'étranger, avec des victoires en Italie (Targa Florio, 1912) et au Japon (12 miles de Kobe, 1913).
Les Type R, dotées du moteur Ricardo OHV, récoltent de nombreuses places d'honneur dans les années 1920.
Durant la longue ère Turner (1936-1963), la participation de Triumph en compétition est plus variable : Ed Turner ne s'y intéresse pas, voire considère que cette activité distrait des ressources qui seraient plus utiles ailleurs.
Mais, dans les années 1940, des Tiger, souvent largement modifiées par rapport aux modèles de série, portent haut les couleurs de Triumph : ainsi Bruce Pearson remporte 32 des 36 courses half-mile de dirt-track aux États-Unis en 1940 et, en 1946, Ernie Lyons remporte le Manx Grand Prix sur un prototype à base de Tiger 100, prototype qui sera développé pour devenir la Triumph Grand Prix, produite à environ 200 exemplaires.
Les années 1960-1970 sont particulièrement riches en succès pour la marque avec trois victoires au championnat américain de dirt-track (1967, 1968, 1970), trois victoires au Daytona 200 (1962, 1966, 1967), trois également au Bol d'or (1958, 1970, 1971), et cinq d'affilée au Tourist Trophy de l'île de Man (1971 à 1975).

### De nombreuses victoires
En 1970, Triumph engage plusieurs motos au Bol d'or. L'une d'entre elles va d'ailleurs remporter la course. Mais c'est une autre qui, arrivée seulement cinquième, va commencer par recevoir un surnom moqueur avant de briller en compétition : une Trident spécialement préparée par l'usine pour l'occasion. Pilotée par Percy Tait et Steve Jolly, elle se met, durant la course, à perdre énormément d'huile, au point d'en asperger ses pilotes et la piste, ce qui lui vaut le sobriquet de « Slippery Sam (en) ». Ces débuts difficiles n'empêcheront pas Slippery Sam de remporter le Tourist Trophy de l'île de Man cinq fois de suite. La machine originale était équipée d'un moteur tricylindre de 750 cm3 à double arbre à cames en tête délivrant 84 ch à 8 250 tr/min, d'une boîte à cinq rapports et de freins à disques. Détruite en 2003 lors de l'incendie qui a ravagé une partie du National Motorcycle Museum où elle était conservée, elle a depuis été reconstruite à l'identique.

Triumph, modèles de compétition
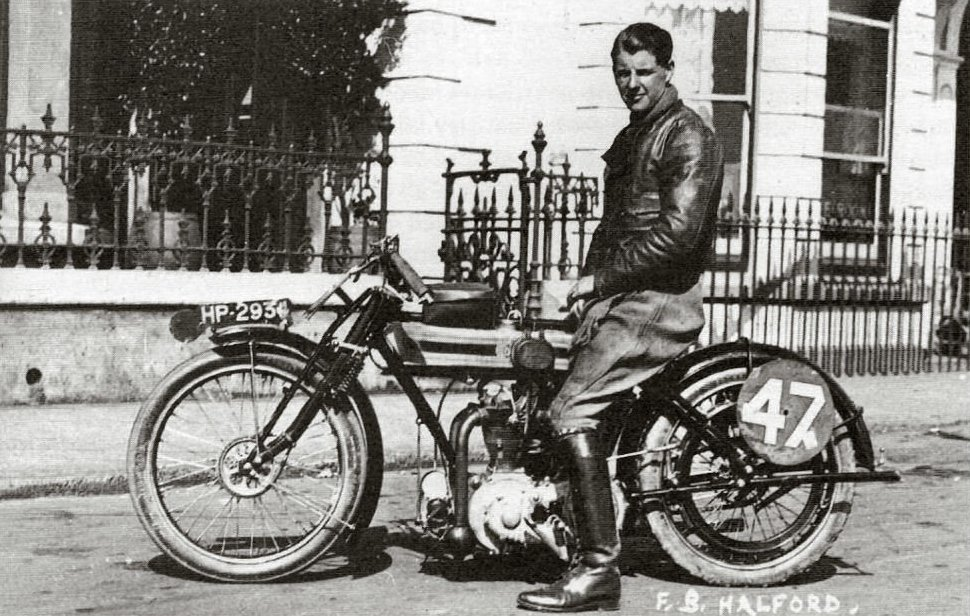
Triumph Ricardo 1922, pilote Frank Halford.
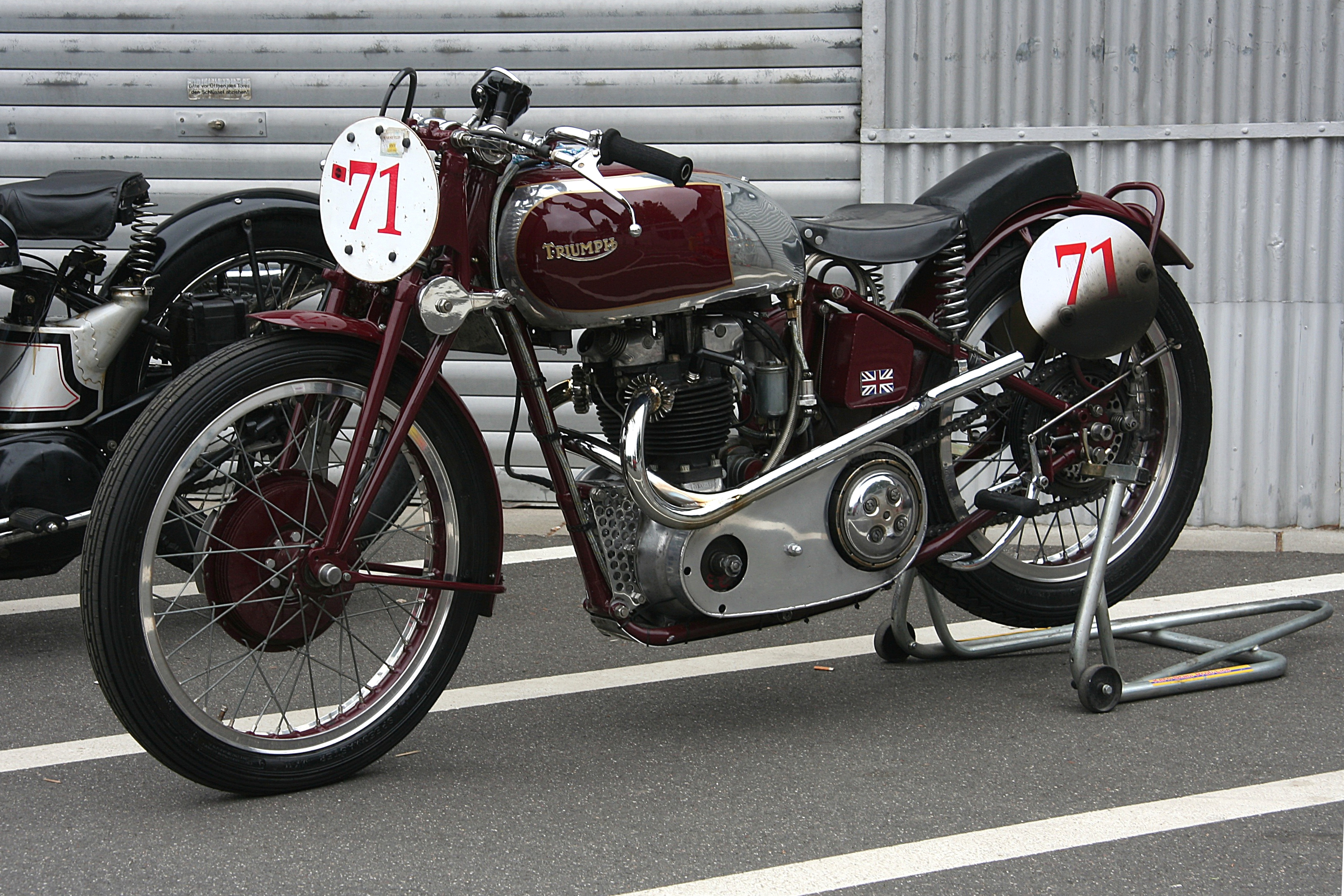
Speed Twin racing (1939).
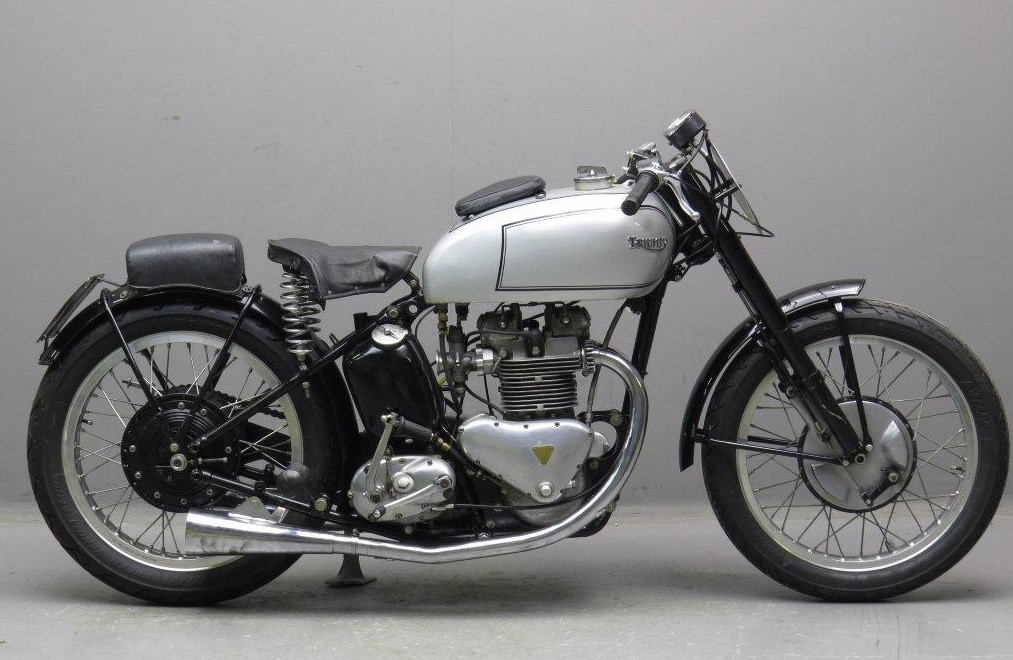
T100 racing (1946).
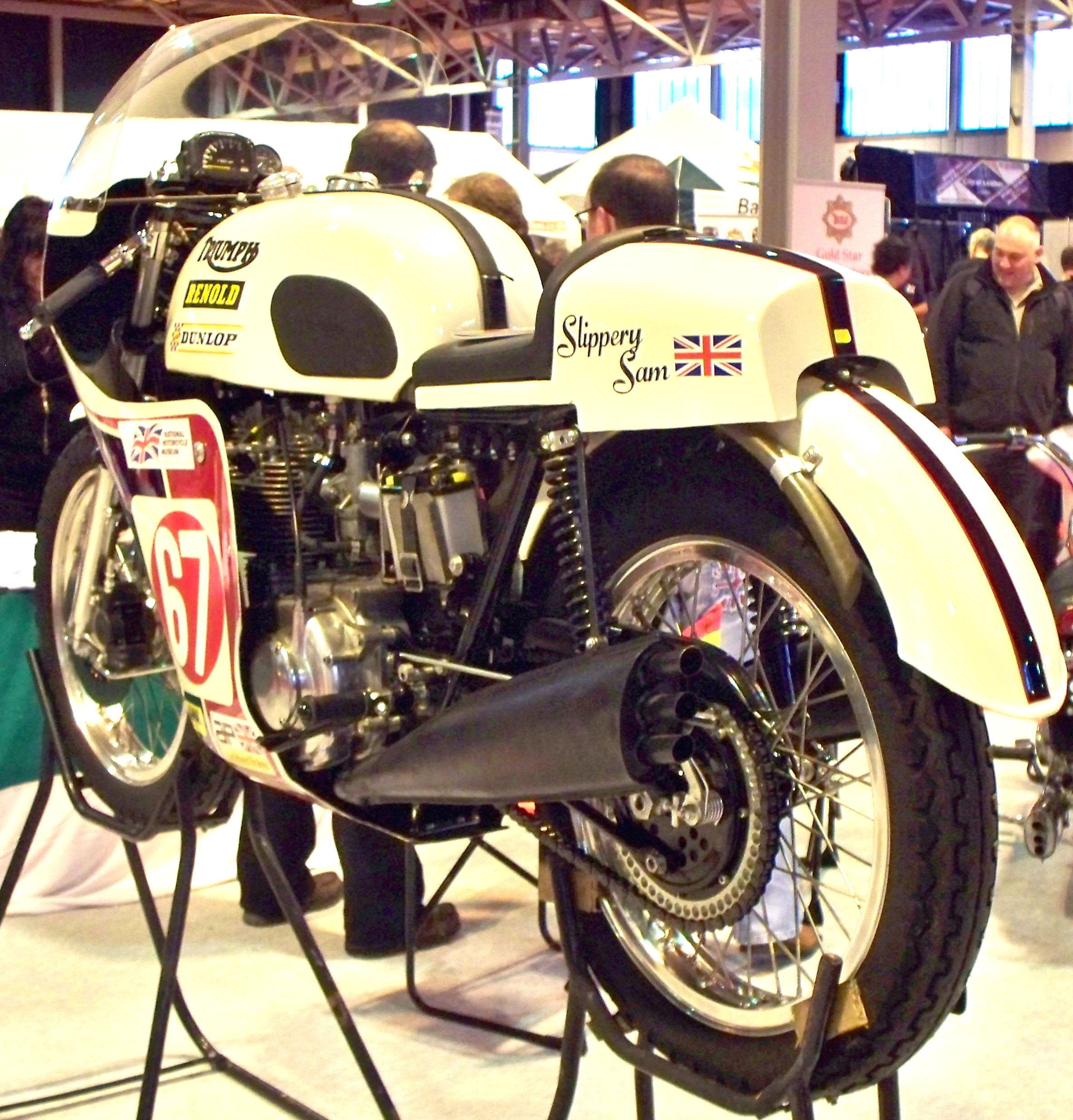
Trident Slippery Sam.

## Technique et esthétique

### Moteurs
La qualité de ses moteurs est la caractéristique qui fonde la réputation historique de la marque. L'évolution de Triumph dans ce domaine entre les années 1900 et le début des années 1980 peut s'analyser en trois périodes, qui se chevauchent partiellement :

#### L'ère des monocylindres (1902-1945)
C'est avec ses robustes monocylindres que Triumph devient l'un des plus grands constructeurs mondiaux et remporte des succès en compétition. C'est avec eux aussi que la marque réussit à bénéficier des deux guerres mondiales du XXe siècle. Plus de 30 000 monocylindres Model H sont produits durant la Première Guerre mondiale, valant à Triumph le surnom, positif commercialement, de « Trusty Triumph ». Cette réputation se renforce durant la Seconde Guerre mondiale, avec plus 40 000 monocylindres 3HW livrés. Ce sont ces monocylindres légers, fiables et maniables que découvrent les jeunes soldats américains déployés en Europe : ils ouvrent la voie à Triumph pour réussir ensuite son entrée, avec des mono et des bicylindres, sur le marché américain, qui représentera jusqu'à 75 % des ventes de la marque. Sur plus de quarante années, les monocylindres Triumph évoluent beaucoup : leur cylindrée passe de 240 cm3 (1902) à 600 cm3 (1939) et leur puissance de 2 à 23 ch. Ils connaissent aussi des évolutions techniques majeures, notamment l'arrivée de boîtes de vitesses à embrayage (à partir de 1915), le passage des soupapes latérales aux soupapes en tête OHV (à partir de 1922), ou encore l'introduction de la lubrification à recirculation (fin des années 1920). Dans les années 1950, Triumph relance même des modèles monocylindres, la Terrier (150 cm3) et surtout la Cub (200 cm3), qui sera commercialisée plus d'une décennie. Mais la course à la puissance va amener le règne des bicylindres.

#### L'ère des bicylindres (1936-1983)
Si le bicylindre en V est intimement lié à l'histoire des constructeurs américains Harley-Davidson et Indian, le bicylindre en ligne est, lui, le symbole le plus évident de l'innovation et des succès de Triumph à partir de la deuxième moitié des années 1930.
Le tout premier moteur de ce type, celui de la 6-1, rencontre un succès limité, mais dès 1938 le bicylindre de 500 cm3 conçu par Ed Turner, compact et performant, équipe la Speed Twin puis la Tiger 100 qui inaugurent la longue et complète famille de modèles bicylindres qui assureront l'essentiel des résultats commerciaux et sportifs de Triumph jusqu'au début des années 1980. Interrompu par la Seconde Guerre mondiale, le développement des bicylindres reprend ensuite. En 1946, quatre bicylindres de 350 ou 500 cm3 sont au catalogue, et les trois décennies suivantes verront l'apparition de modèles, comme les Thunderbird, TR Trophy, Twenty One et la mythique Bonneville, déclinés en de multiples variantes avec des cylindrées allant de 350 à 750 cm3, des puissances atteignant  60 ch et équipées d'un seul ou de deux carburateurs. Ces moteurs sont implantés verticalement et calés à 360° : les deux cylindres montent et descendent en même temps. Ils bénéficient de nombreuses améliorations au cours des années : têtes de cylindres en aluminium (1956), boîte de vitesses intégrée (1957), augmentation du taux de compression, etc. Ils réalisent les meilleurs volumes de ventes de la marque jusqu'en 1983 et inspirent fortement les autres marques européennes de l'époque.

#### La première époque des tricylindres (1968-1977)
L'arrivée de la compétition japonaise relance la course à la puissance. La Honda CB 750, par exemple, propose un moderne moteur à quatre cylindres de 750 cm3 délivrant 67 ch. La réponse de Triumph est un moteur tricylindre, lancé fin 1968 sur une nouvelle famille de modèles : les Trident. Le développement et la mise au point de ce moteur arrivent à une période agitée pour Triumph qui a beaucoup perdu d'autonomie par rapport aux équipes centrales de BSA. Si le moteur de 750 cm3 et 58 ch affiche de belles performances, notamment en compétition, il est fragile et n'offre pas les dernières avancées techniques de l'époque, comme l'arbre à cames en tête. La Trident T160 souffre en outre d'autres déficits d'équipement par rapport à la Honda: elle remportera de nombreux succès en compétition mais un  succès commercial limité par rapport à celui de la Honda. Cette première lignée Trident disparaît en 1977 avec la faillite de NVT.
Au moment de la relance de la marque, en 1990, Triumph reprend beaucoup des noms de modèles historiques et même l'esthétique de certains d'entre eux, mais les technologies sont entièrement nouvelles, notamment la gamme de moteurs avec un tricylindre, ainsi que le tout premier quatre cylindres de la marque, mais aucun bicylindre. Ce n'est qu'en l'an 2000 qu'un bicylindre sera de nouveau au catalogue avec le retour de la Bonneville.

Moteurs
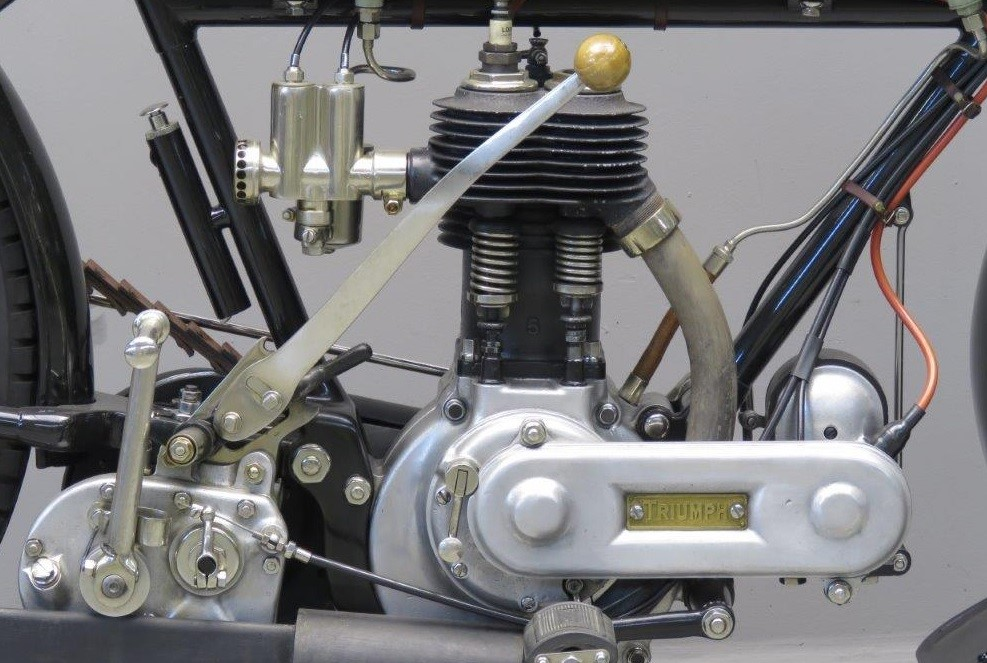
Monocylindre à soupapes latérales 550 cm3 (1916).
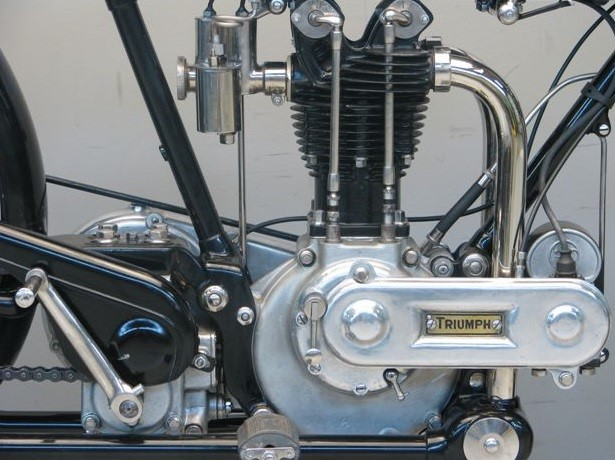
Monocylindre Ricardo 500 cm3, premier moteur OHV de Triumph (1922).
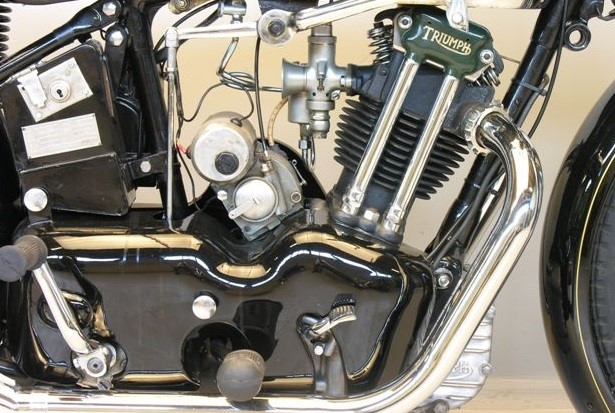
Monocylindre OHV 500 cm3 avec moteur en position inclinée (1933).
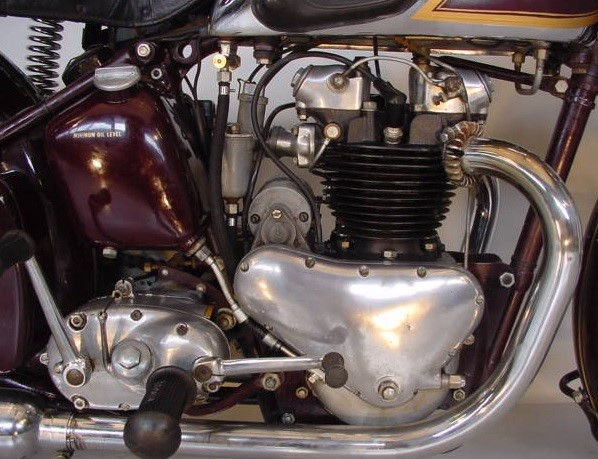
Moteur de Speed Twin à boîte séparée (1938).
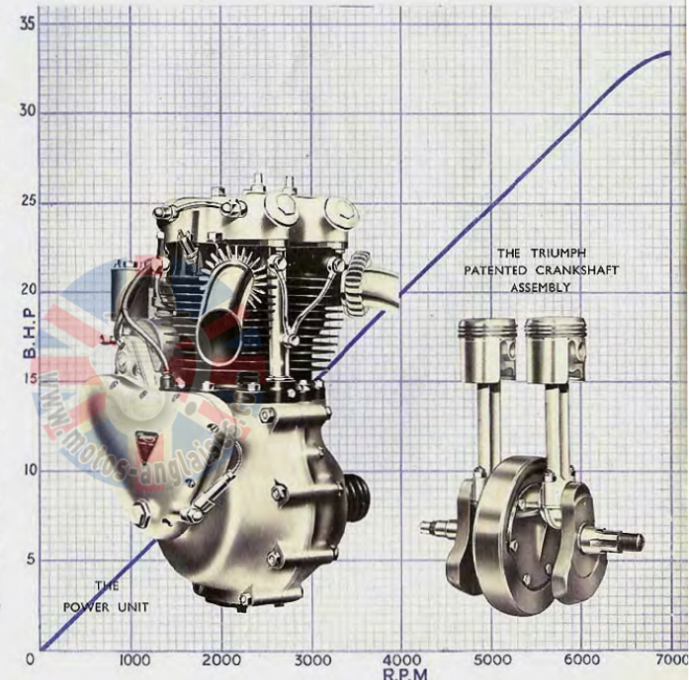
Moteur Twin Tiger 100 (1939)  avec le calage à 360° des cylindres sur le vilebrequin.
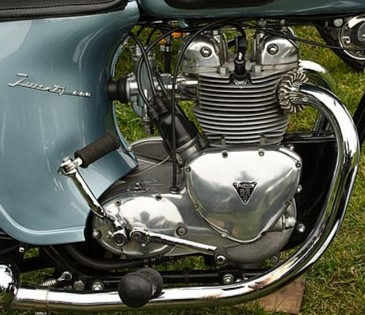
Triumph Twenty One (1960). Premier moteur Triumph à boîte de vitesses intégrée.
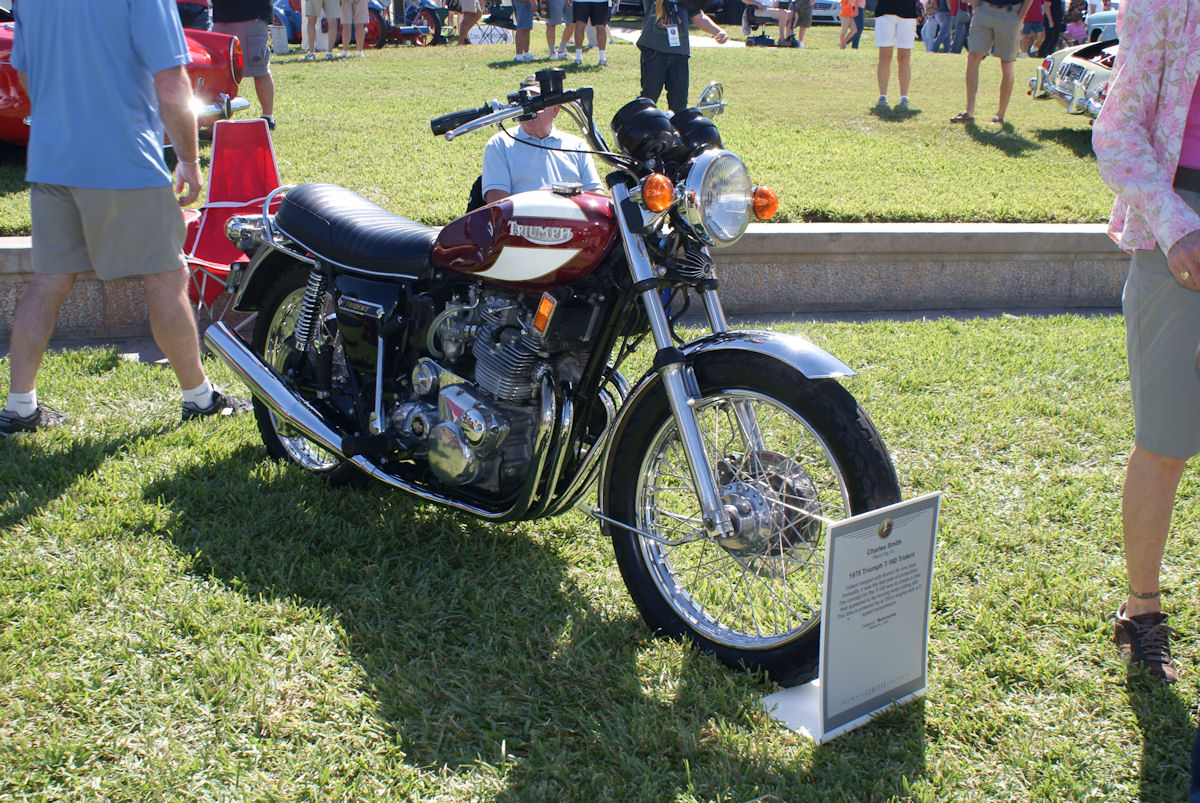
Trident T 160 (1975). Une des dernières versions de Trident, avec frein avant à disque et échappement 3 en 2.

### Commandes et instrumentation

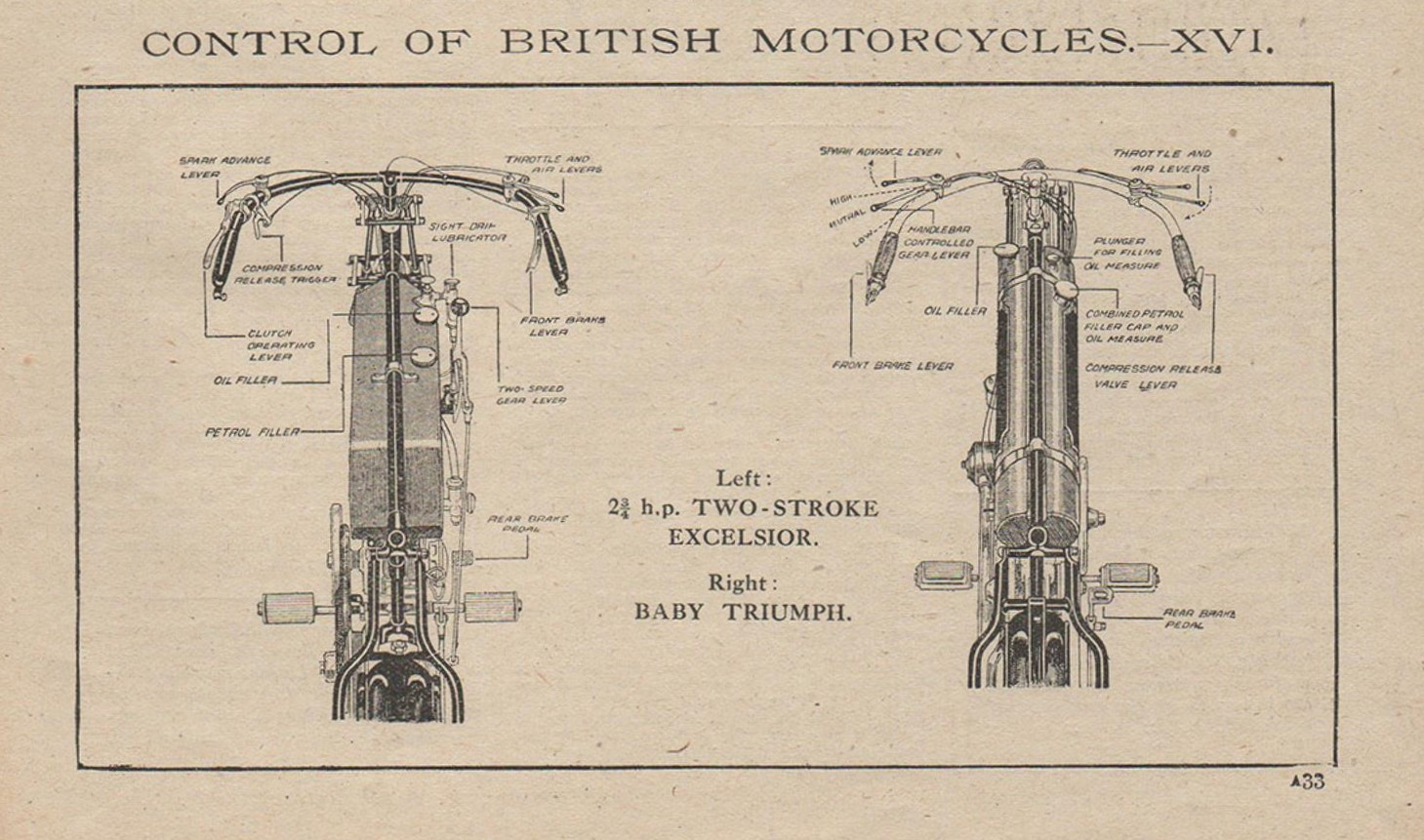
Commandes d'une Excelsior (à gauche) et d'une Triumph (à droite) en 1916.

Dans les années 1910, le pilotage d'une Triumph, comme celui d'une de ses concurrentes, est un exercice bien plus complexe qu'aujourd'hui. Sur une Junior/Baby, par exemple, il y a six commandes au guidon : relevage des soupapes, changement de vitesses, frein avant, avance à l'allumage, admission d'essence et admission d'air au carburateur. Les modèles avec embrayage sont en outre dotés d'une ou deux commandes pour l'activer. Le pilote doit aussi penser à activer régulièrement la pompe à huile manuelle.
La simplification de ces commandes se fait de manière progressive avec les avancées techniques : pompe à huile automatique (première moitié des années 1930), fin du besoin de relever les soupapes, commande unique d'embrayage au guidon, poignée tournante d'accélérateur côté droit.

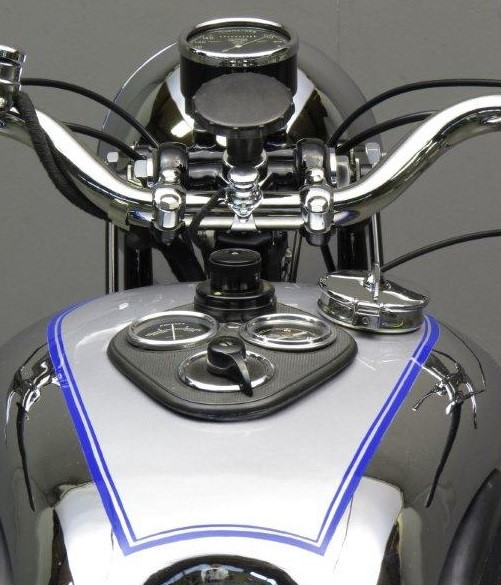
Instrumentation d'une Tiger 100 de 1939. Le compteur de vitesse et le réglage de dureté de la fourche sont visibles entre le phare et le guidon.

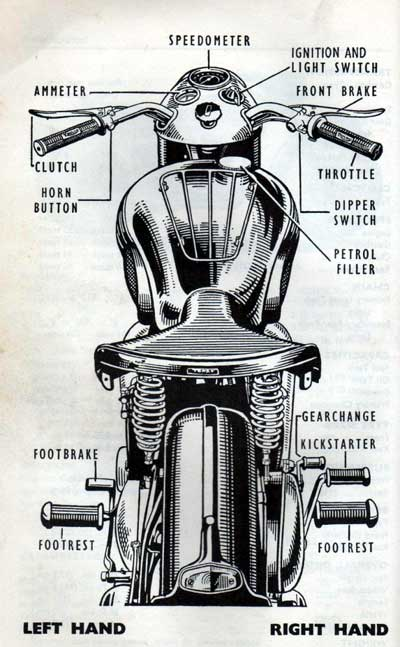
Instrumentation et commandes sur une Triumph des années 1950.

Durant la deuxième moitié des années 1930, l'instrumentation des Triumph s'enrichit et une partie est installée sur le réservoir : ampèremètre, indicateur de pression d'huile, contacteur d'éclairage et d'allumage. À partir du début des années 1950, l'instrumentation des Triumph quitte le réservoir pour être fixée au guidon, à la fourche ou à la nacelle de l'optique avant. La disposition des commandes au guidon est semblable à celle des motos du XXIe siècle : boutons d'avertisseur et de coupure du moteur, levier d'embrayage à gauche, levier de frein avant à droite, poignée tournante d'accélération à droite. Les commandes au pied sont celles d'une moto moderne, mais le levier de changement de vitesses est à droite et celui de frein arrière à gauche : ce n'est qu'à partir du milieu des années 1970 que Triumph les inversera, s'alignant sur ce qui est alors devenu la norme internationale. C'est à la même époque que les Triumph commencent à être équipées d'un démarreur électrique.

### Esthétique
Les Triumph ont, au fil des années, adopté une esthétique souvent caractéristique de la marque à l'époque : pots d'échappement « saucisson », apparus au début des années 1930 et repris jusqu'au XXIe siècle ; pots d'échappement « 3 en 1 » ou « 3 en 2 » sur un seul côté, inaugurés sur la Hurricane X-75, puis repris régulièrement par la marque jusqu'à la Rocket III incluse ; pare-boue arrière enveloppant, dit « bathtub » ; nacelle d'optique intégrée, etc.
Les réservoirs ont également un impact sur la signature visuelle de la marque, évoluant depuis une forme historique anguleuse jusqu'à celle, plus ronde avec des « grips » pour les genoux, devenue récurrente chez la marque. À partir du milieu des années 1930, les réservoirs de certains modèles portent une partie de l'instrumentation. Dans les années 1950, ils sont surmontés d'un porte paquet. Ils arborent toujours la signature de la marque, dans ses variantes successives. L'essentiel de l'esthétique des roadsters Triumph des années 1960 va perdurer jusqu'en 1983, puis être repris dès le début de la période Hinckley, avec la Trident (1991) puis la Thunderbird (1995), l'Adventurer (1995), la Legend (1996), la Bonneville (2000), etc.

Quelques exemples
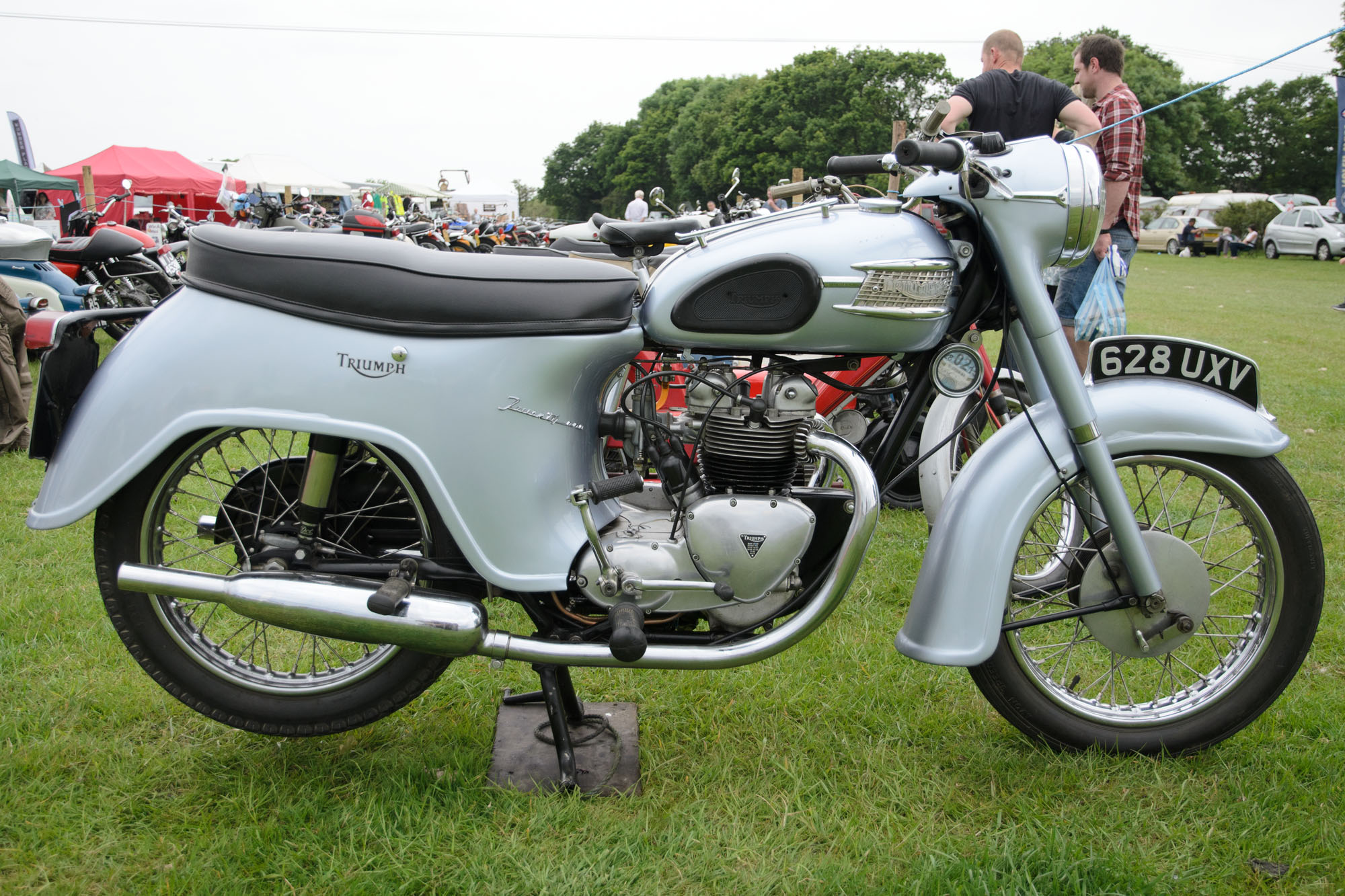
Triumph Twenty One avec pare-boue arrière « bathtub », nacelle d'optique intégrée, pots « saucisson », grips pour les genoux et porte-paquet sur le réservoir (1961).
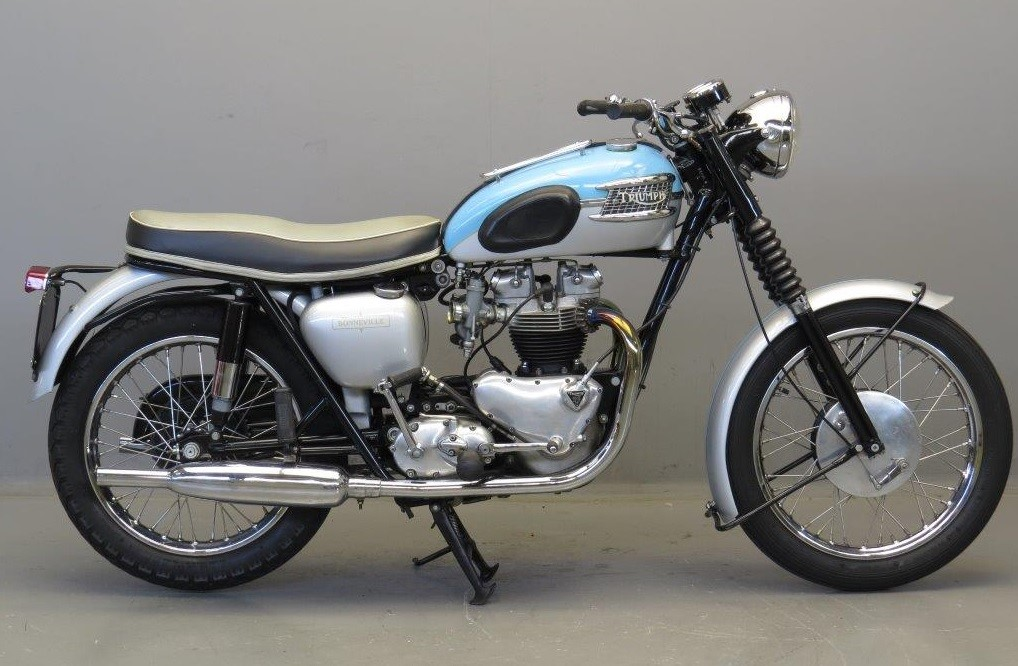
Bonneville T120 de 1961, avec le réservoir bicolore typique de la marque.
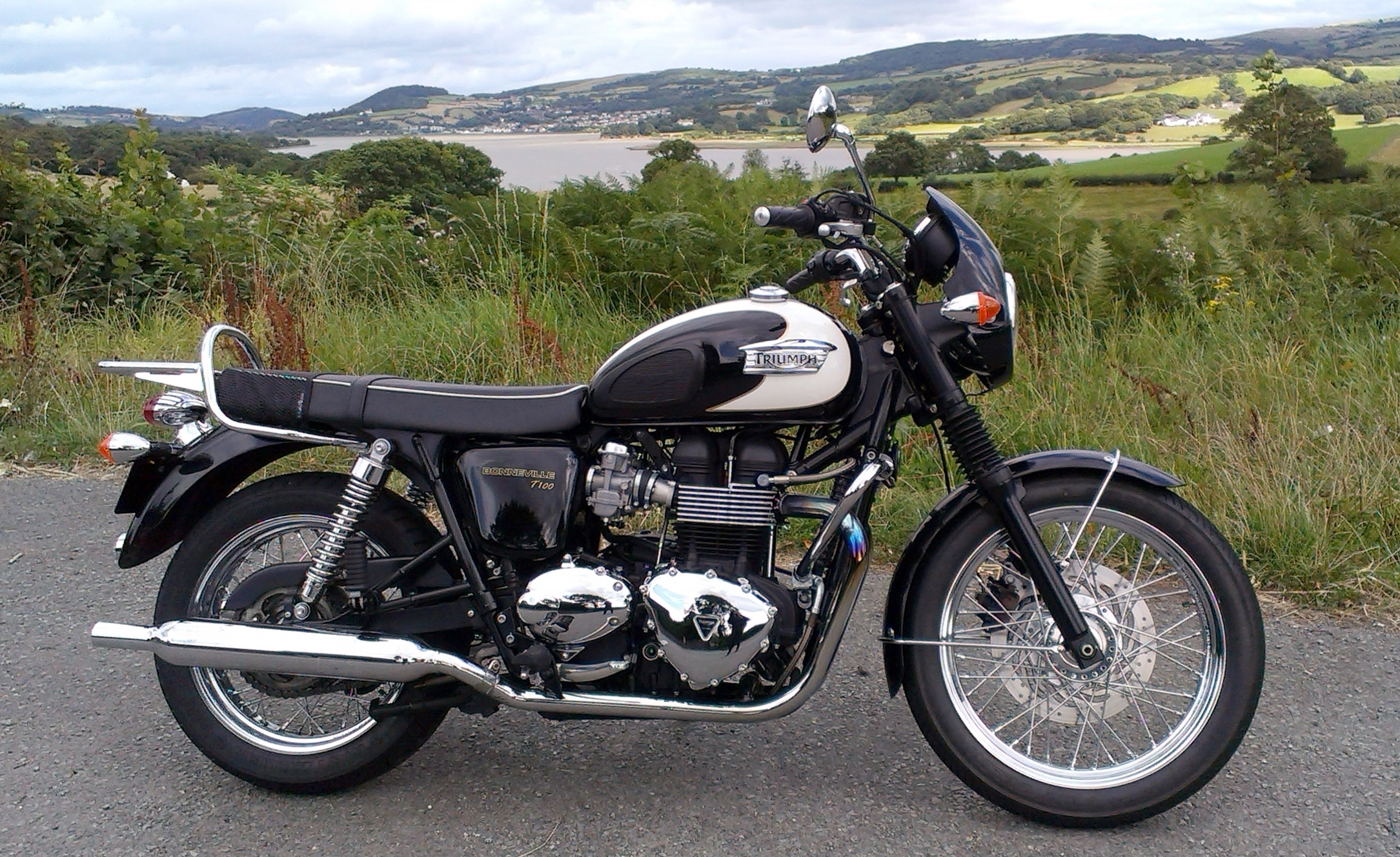
Bonneville T100 (2011).
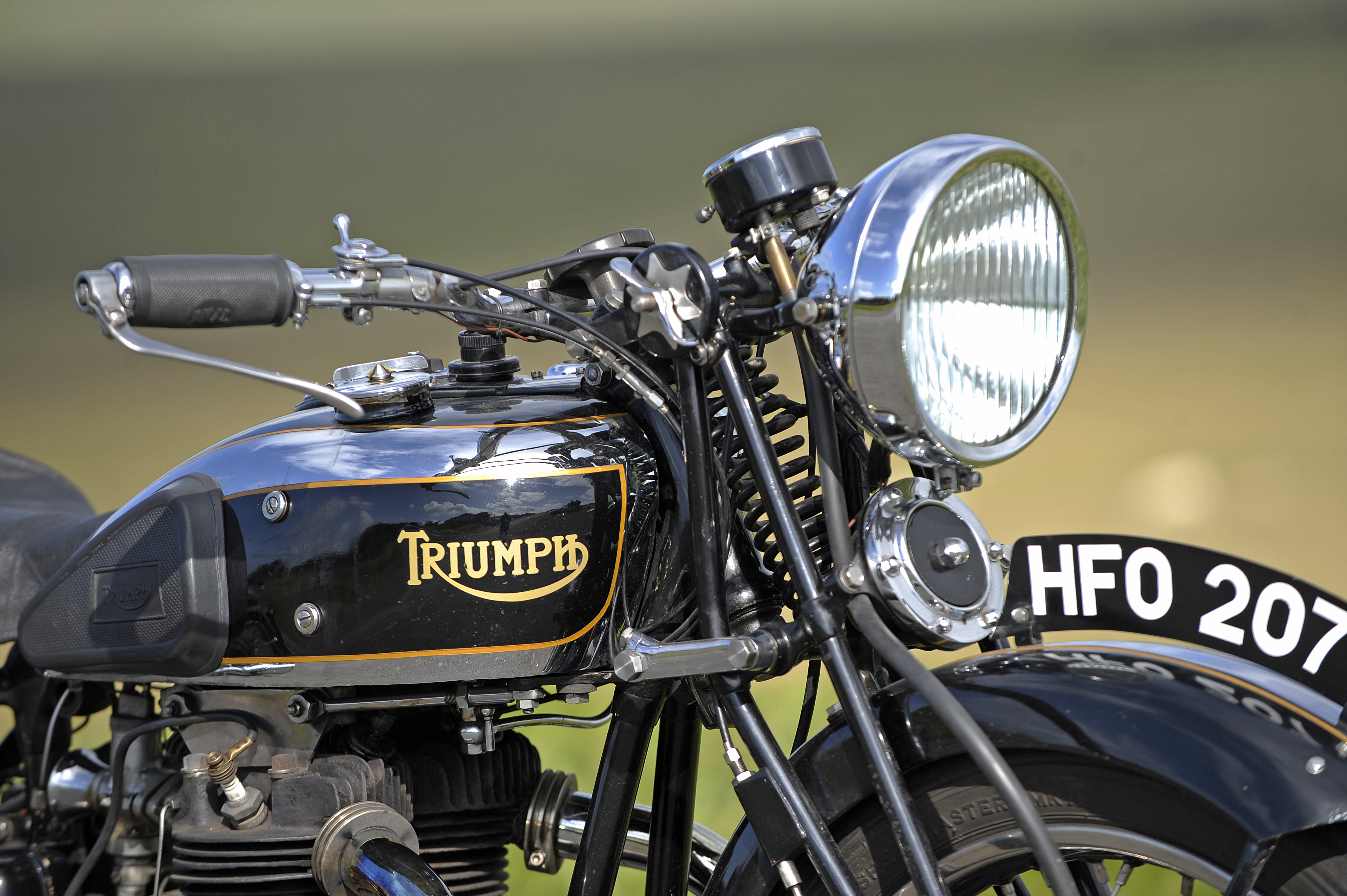
Réservoir d'une 6-1 avec la signature Triumph utilisée depuis le milieu des années 1930.

## Triumph spéciales

### Fournisseur des services de police
Triumph adresse le marché des services de police au moins depuis les années 1930 en leur proposant des versions spécialement équipées. Ces motos ont eu leur moment de gloire en défilant à Londres le 8 juin 1946 devant le roi George VI, lors des commémorations de la victoire de 1945 (en).
Dans les années 1960, Triumph fournit Speed Twin, TR, 3TA ou encore Thunderbird à plus de 250 services de Police dans différents pays. Au Royaume-Uni ces modèles sont surnommés « Saint », pour « Stop Anything in No Time ». Les versions Saint sont généralement blanches et dotées de divers équipements spécifiques tels que selle solo, porte-bagage supportant une radio et un extincteur, valises latérales, radiotéléphone sur le réservoir, feu bleu clignotant, carénage et pare-brise, etc.

Police
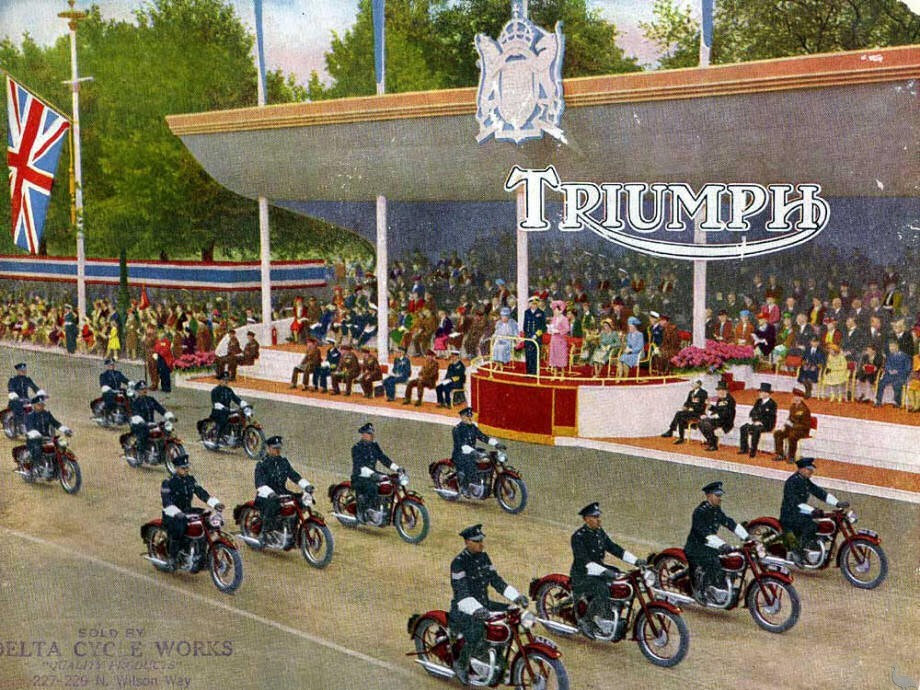
Défilé de la police sur Triumph à Londres (juin 1946).
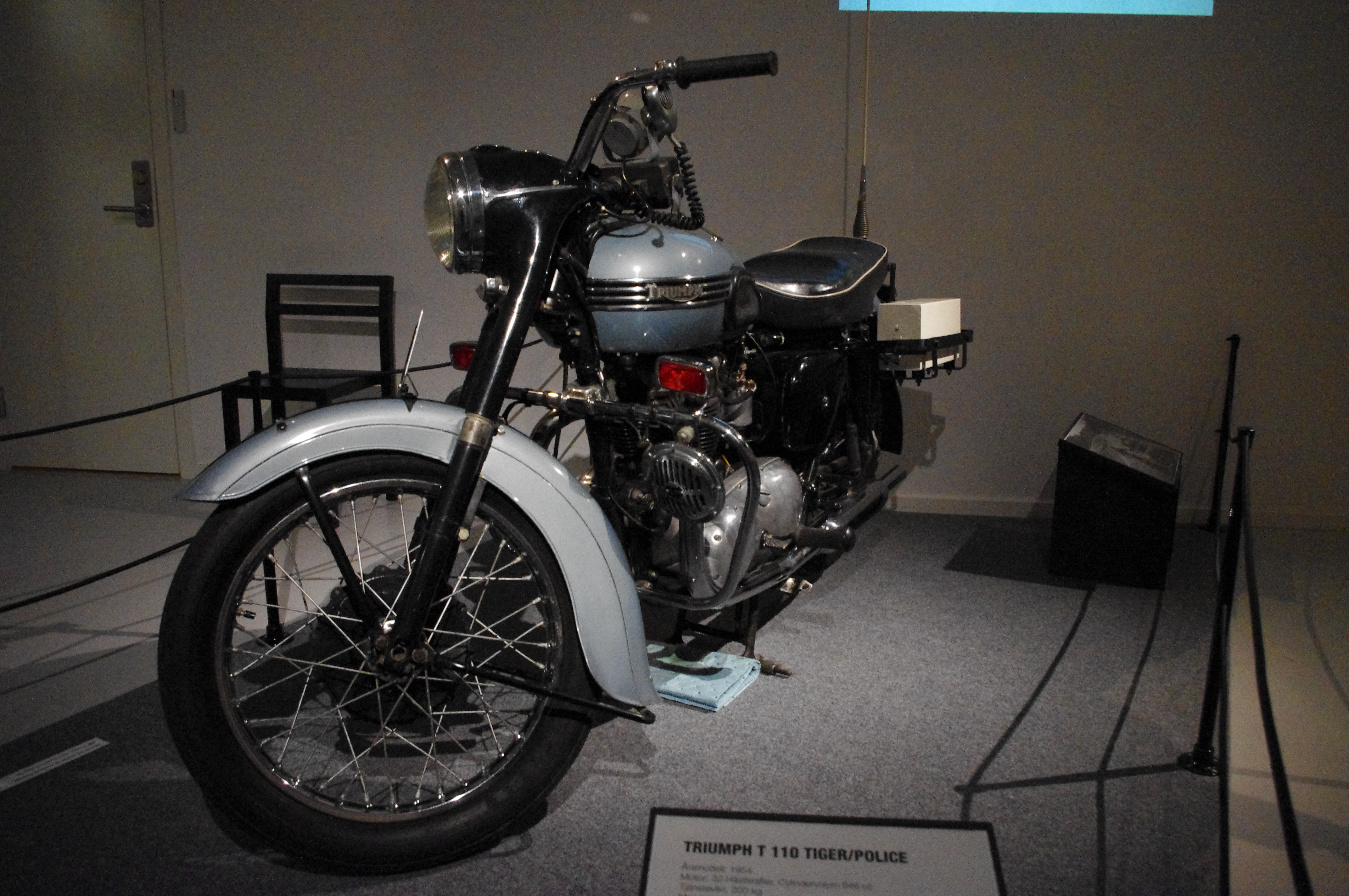
Tiger 110, police suédoise (1954).
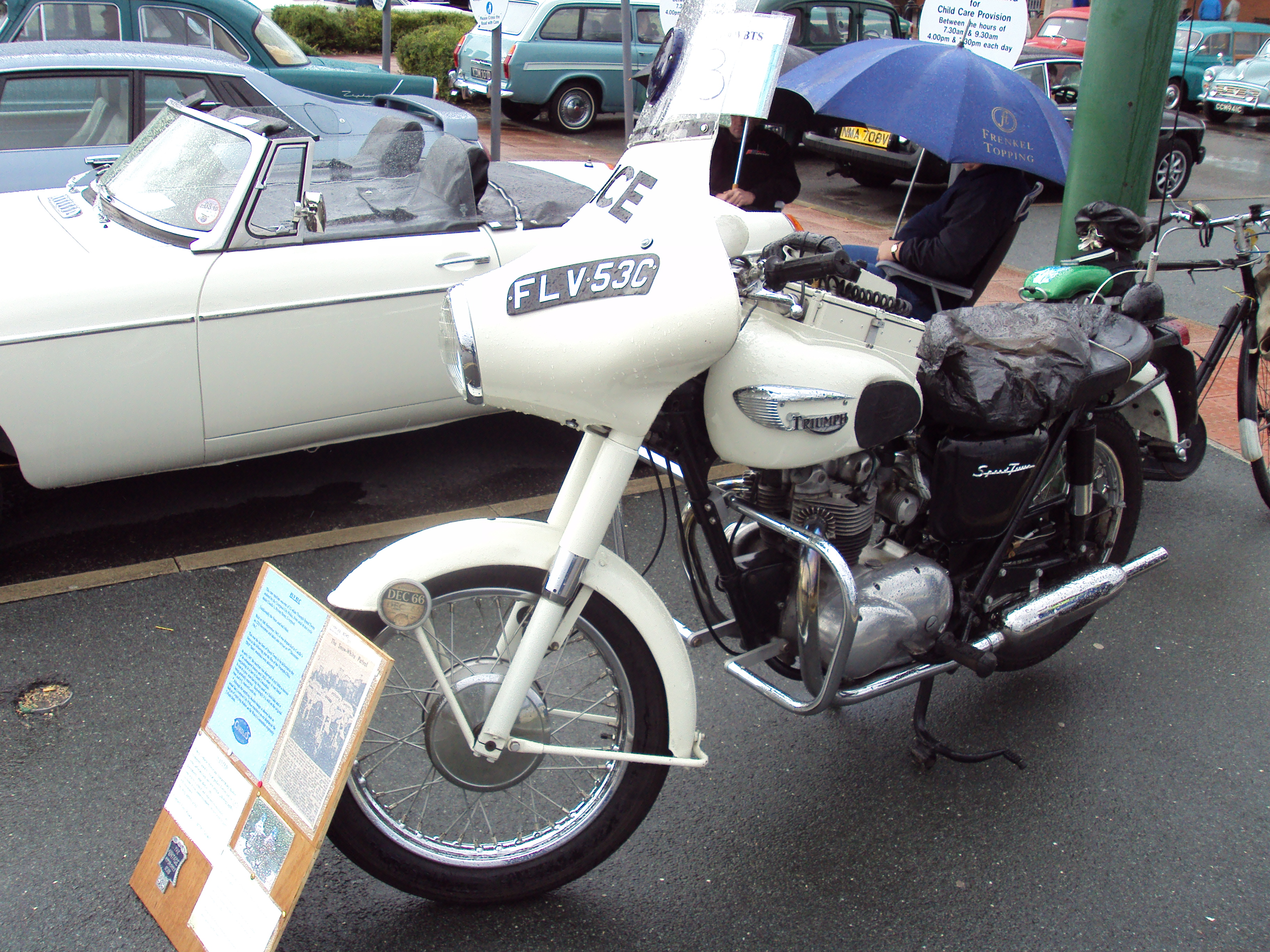
Speed Twin Saint (1966).

### Triumph allemandes: TWN (1903-1956)

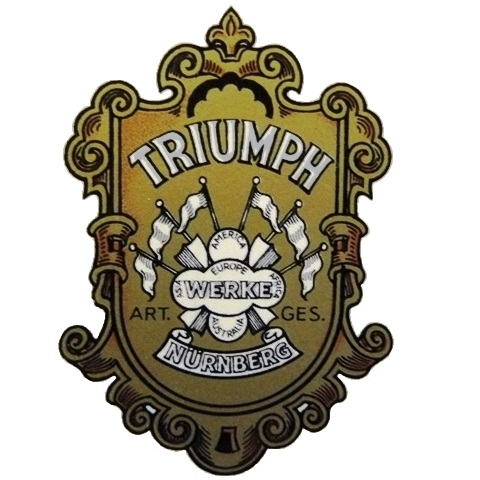
Logo de TWN.

La Triumph Werke Nürnberg (TWN) est créée en 1896 comme une filiale de Triumph. Elle a un double objectif : d'une part importer et distribuer les produits de la maison mère anglaise, et d'autre part fabriquer localement certains modèles. Initialement concentrée sur les bicyclettes, son activité s'élargit à partir de 1903 aux motos et, en 1909, aux machines à écrire. Jusqu'en 1913, les modèles de motos anglais et allemands sont semblables. La gamme diverge ensuite mais TWN conserve des liens forts avec Triumph. La coopération avec Coventry cesse à la fin des années 1920 : TWN devient autonome, développe ses propres produits et crée des partenariats, notamment avec le constructeur suisse Motosacoche.
La gamme commercialisée par TWN utilise, selon les modèles, les marchés et les époques, les marques Triumph, Orial ou TWN avec une cinquantaine de modèles entre 1919 et 1956,.
La grande majorité des modèles propres à TWN sont des deux temps de cylindrée allant de 50 à 350 cm3. Sur certains de ces modèles,  comme les BDG 250 (1946), Boss (1953) ou encore Cornet (1954), TWN utilise un Split-single engine (en).
Les quelques modèles quatre temps de TWN commercialisés entre 1930 et 1937 sont dotés de moteurs MAG de 350 à 500 cm3. On y trouve notamment les SSK 350 (1930), TM et STM 500 (1932) ou encore la S 500 (1937).
TWN est acquise en 1956 par l'industriel allemand Max Grundig, déjà propriétaire de la marque Adler. Les activités de TWN sont fusionnées dans la société Triumph-Adler. C'est la fin des Triumph allemandes.

Triumph TWN allemandes
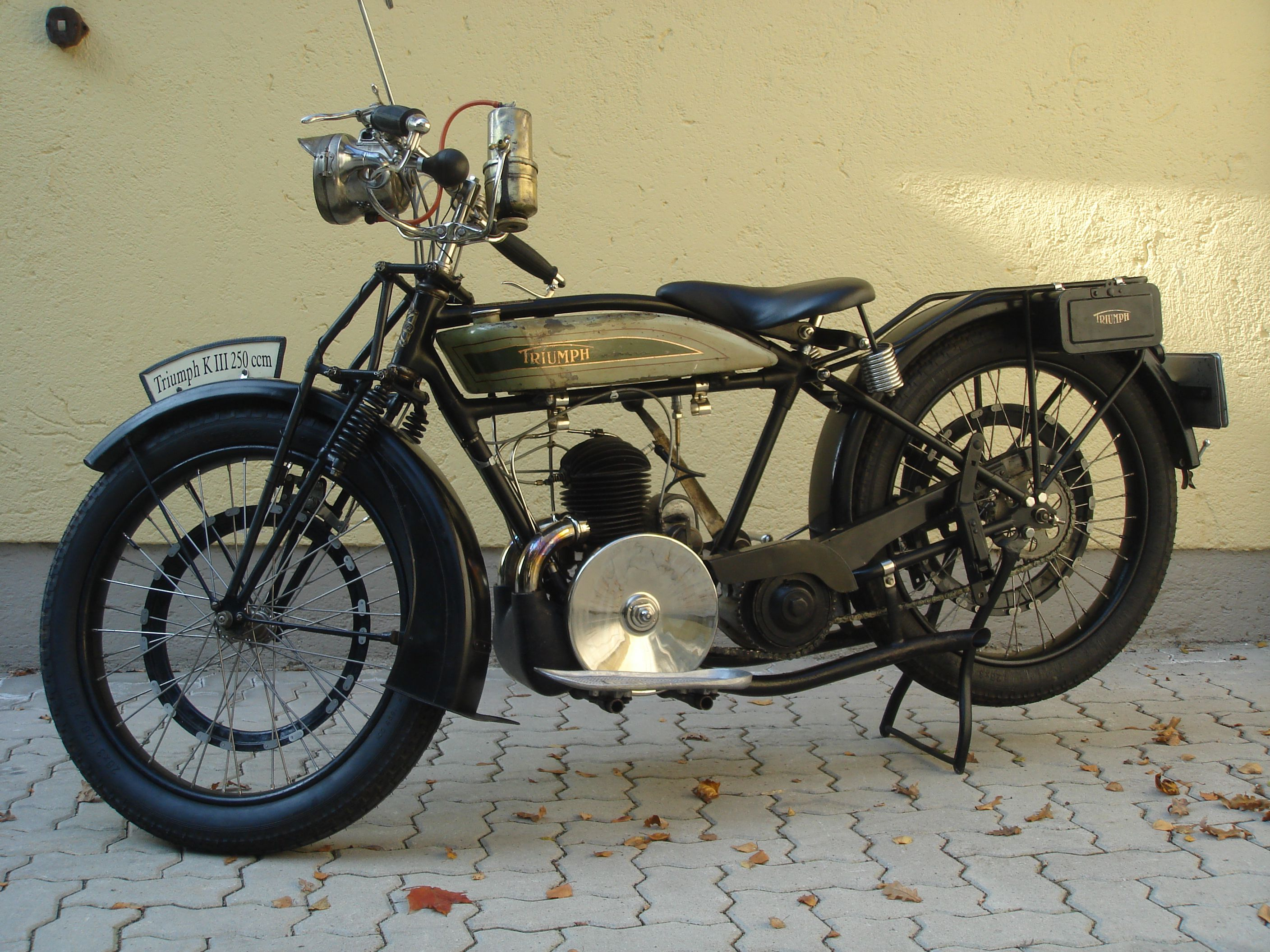
Triumph TWN K III 250 cm3 deux temps (1926).
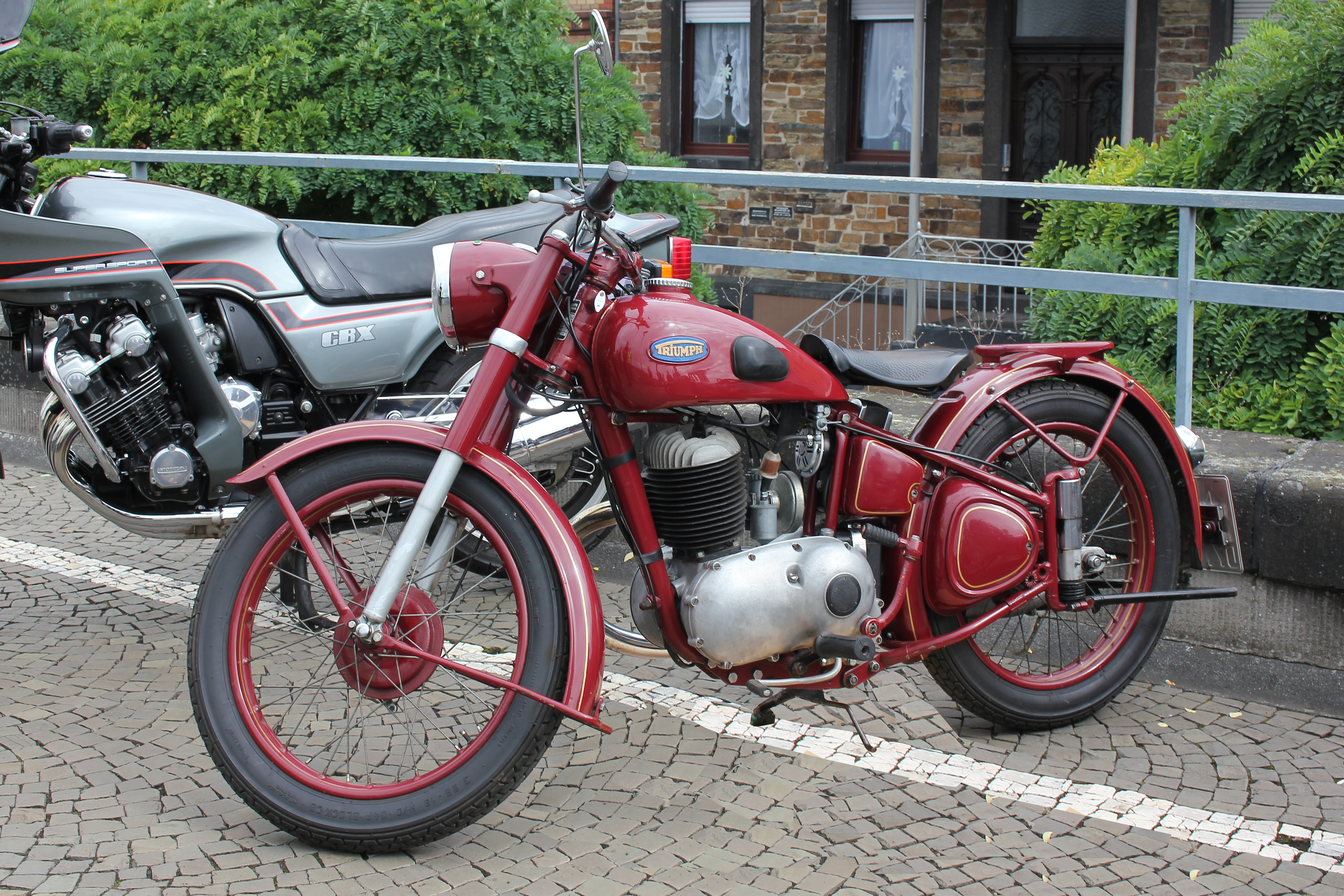
TWN Triumph BDG 250 H.
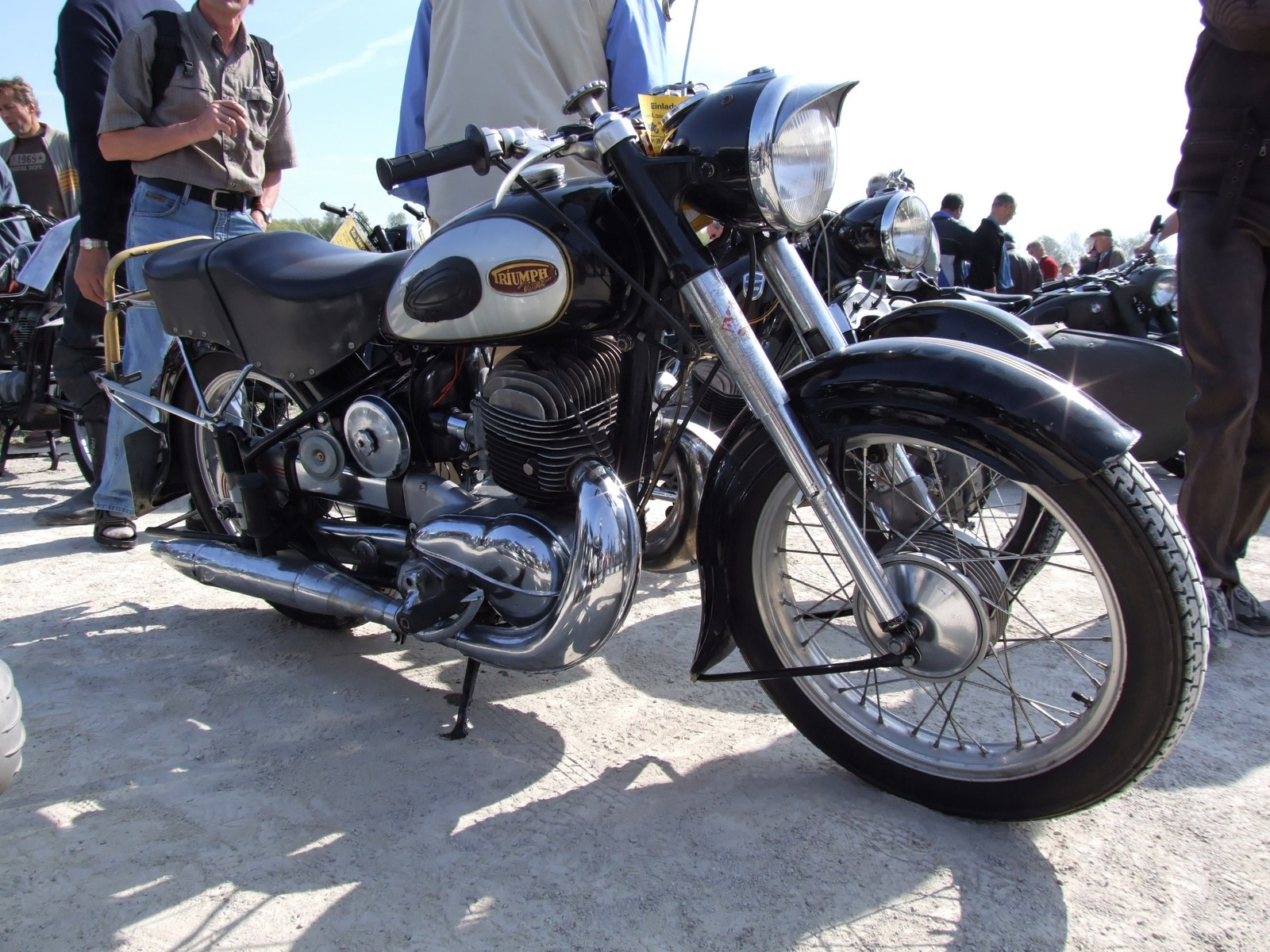
TWN Triumph Boss bicylindre deux temps 350 cm3.

### Side-cars et trikes
Même si les catalogues de Triumph ne mentionnent pas l'existence de trikes fournis par le constructeur, des adaptations de Triumph en trikes ont été réalisées au moins depuis 1919 et jusqu'au XXIe siècle,.
Des side-cars sont en revanche proposés officiellement par la marque depuis au moins les années 1920, ainsi que par des constructeurs spécialisés. Ainsi, par exemple, le catalogue Triumph de 1939 propose cinq modèles de side-cars à partir de 20 £.
Au cours des années, les side-cars attelés à des Triumph ont connu une grande variété de configurations, depuis des nacelles en osier tressé jusqu'à des modèles fermés volumineux ayant fonction de corbillard, en passant par des modèles monoplaces voire biplaces, fermés ou non.

Triumph avec side-car et trike
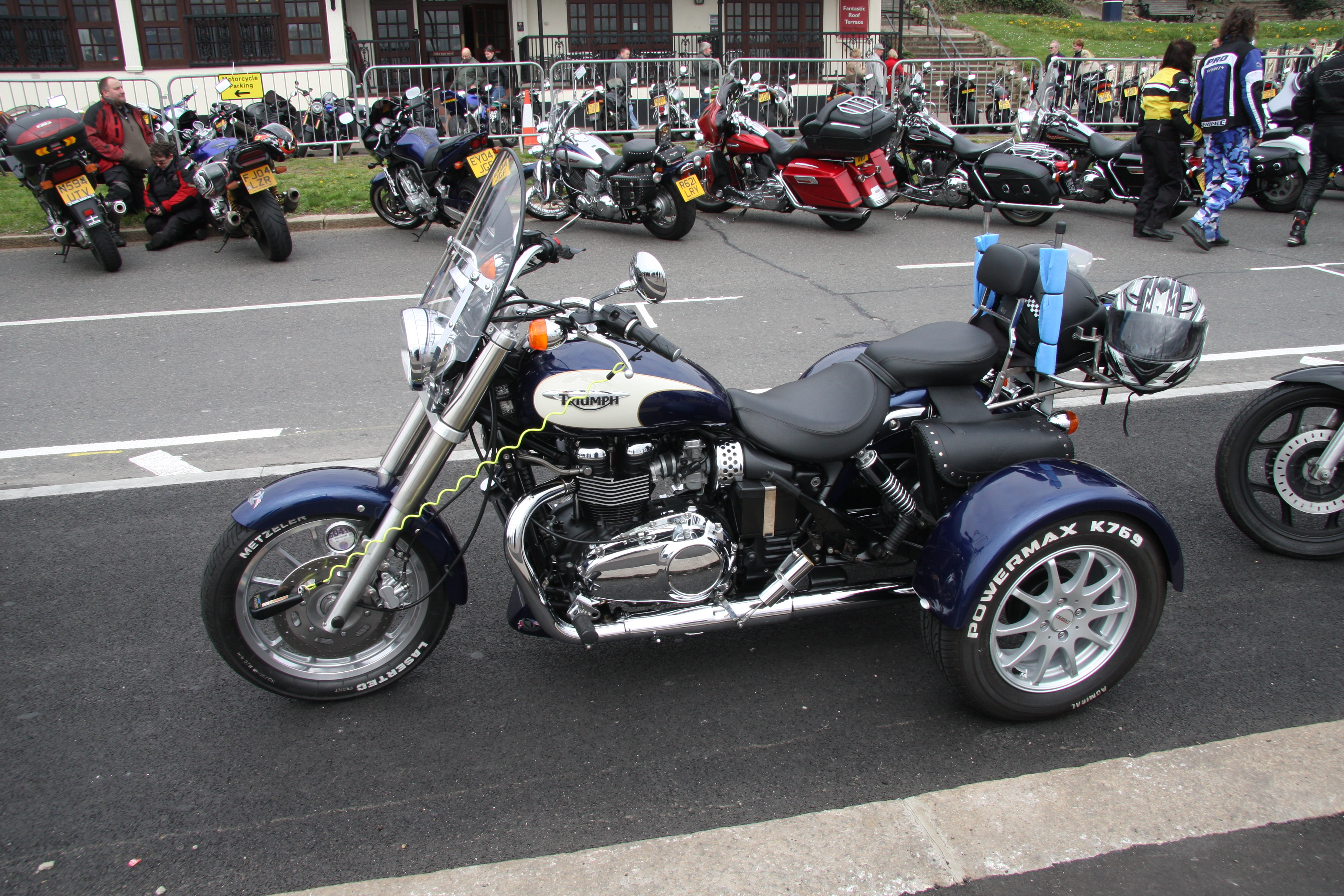
Trike Triumph (2016).
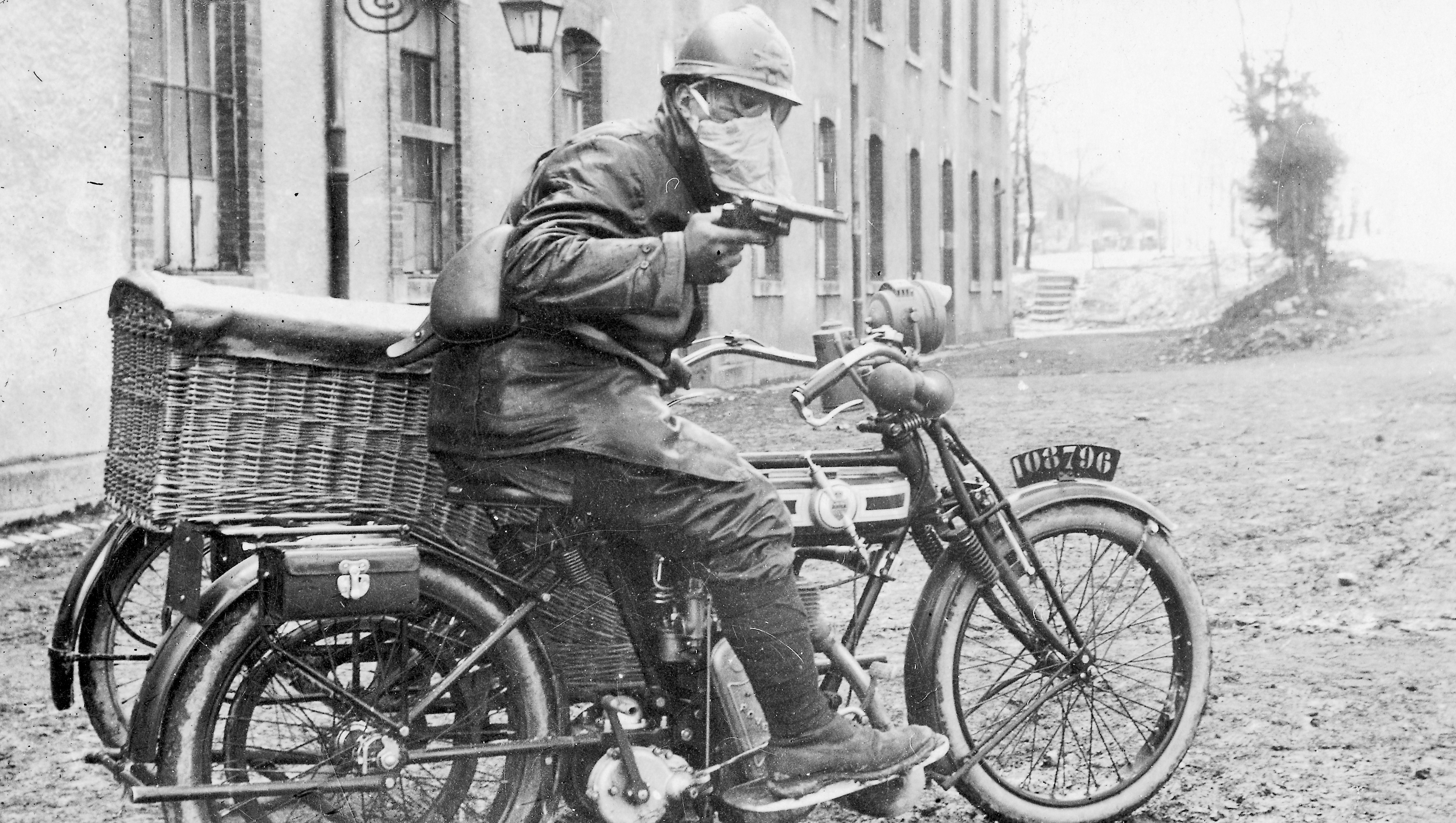
Trike Triumph (1919).
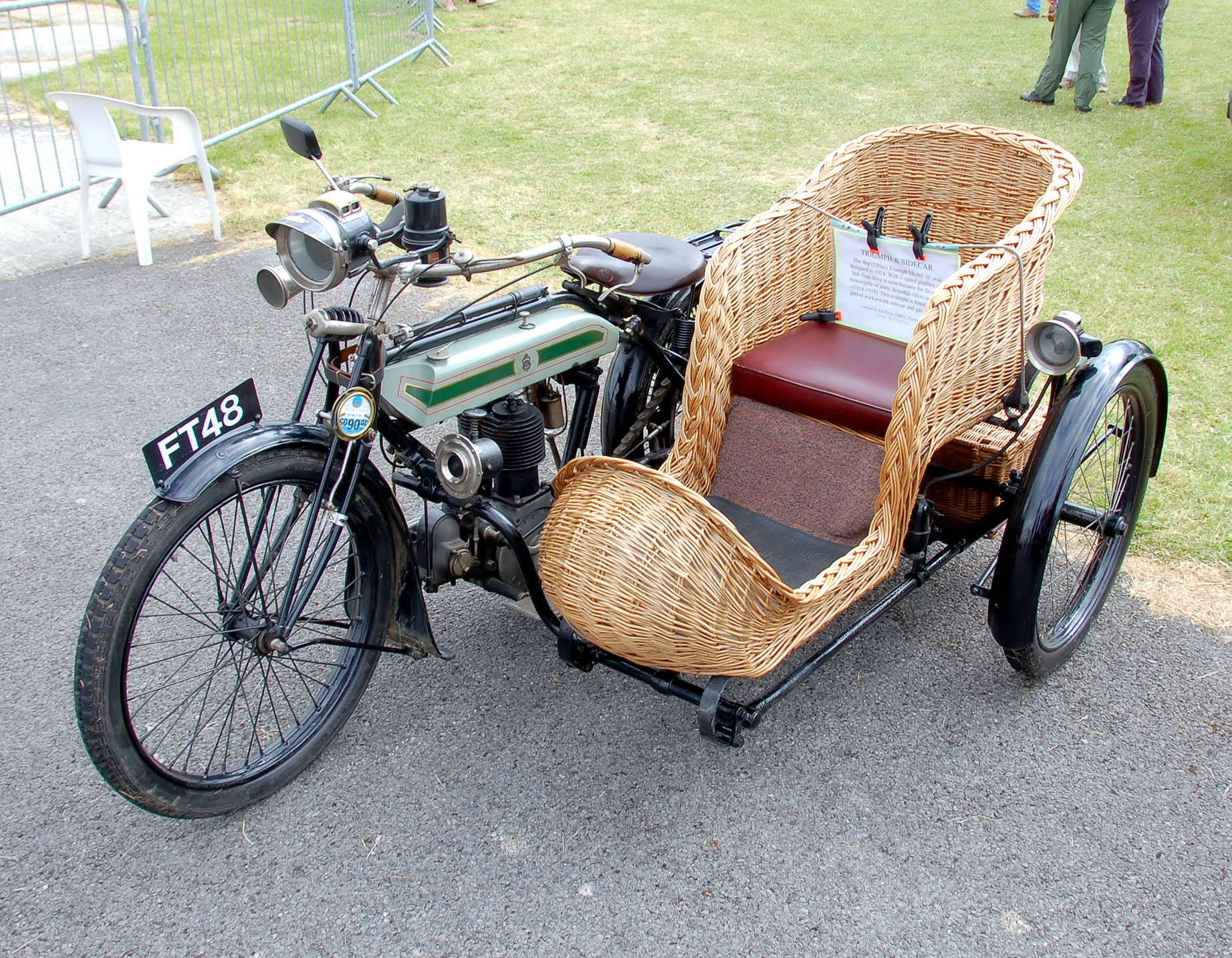
Model H avec side car (deuxième moitié des années 1910).
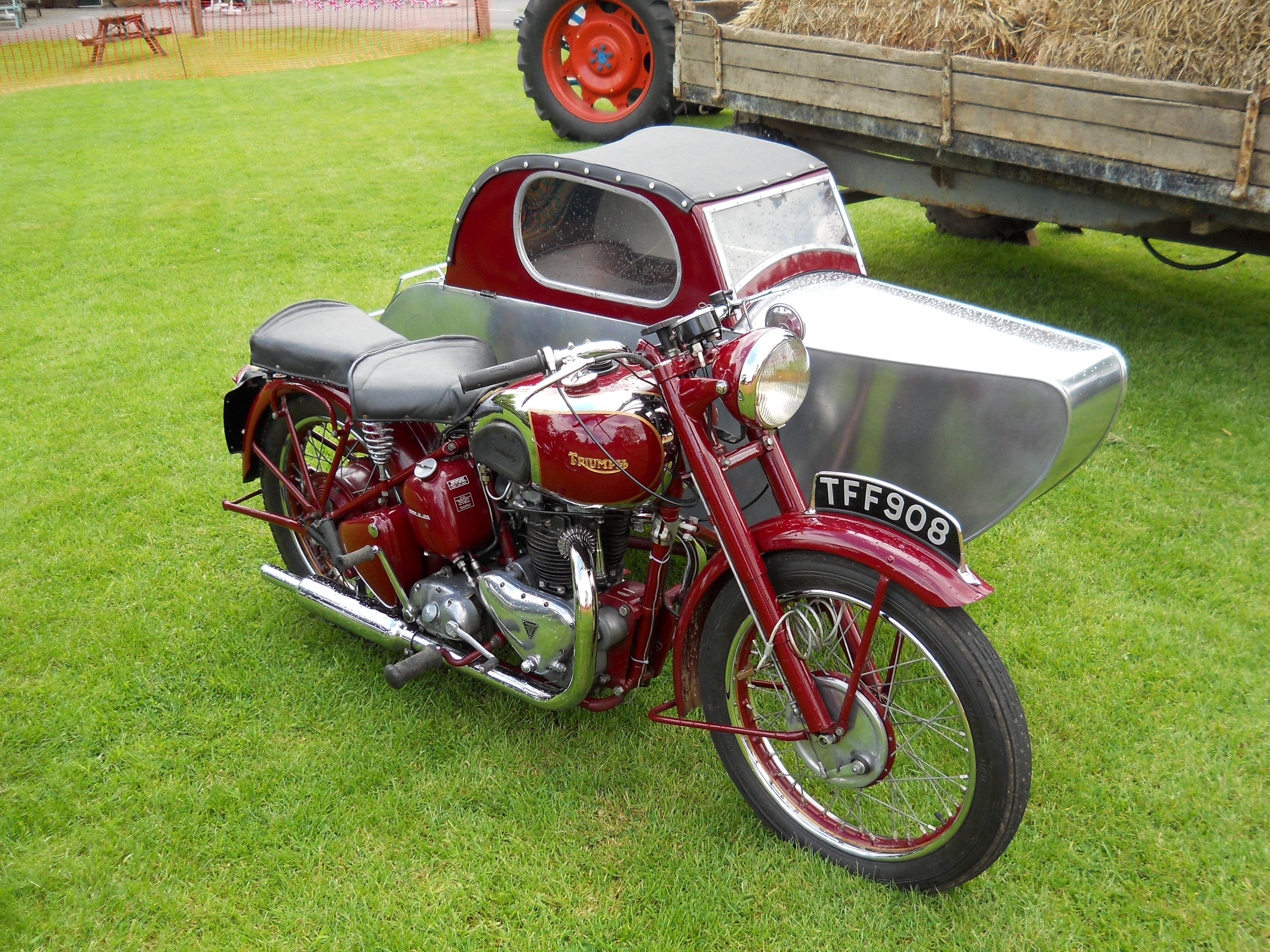
Side-car vers la fin des années 1940.
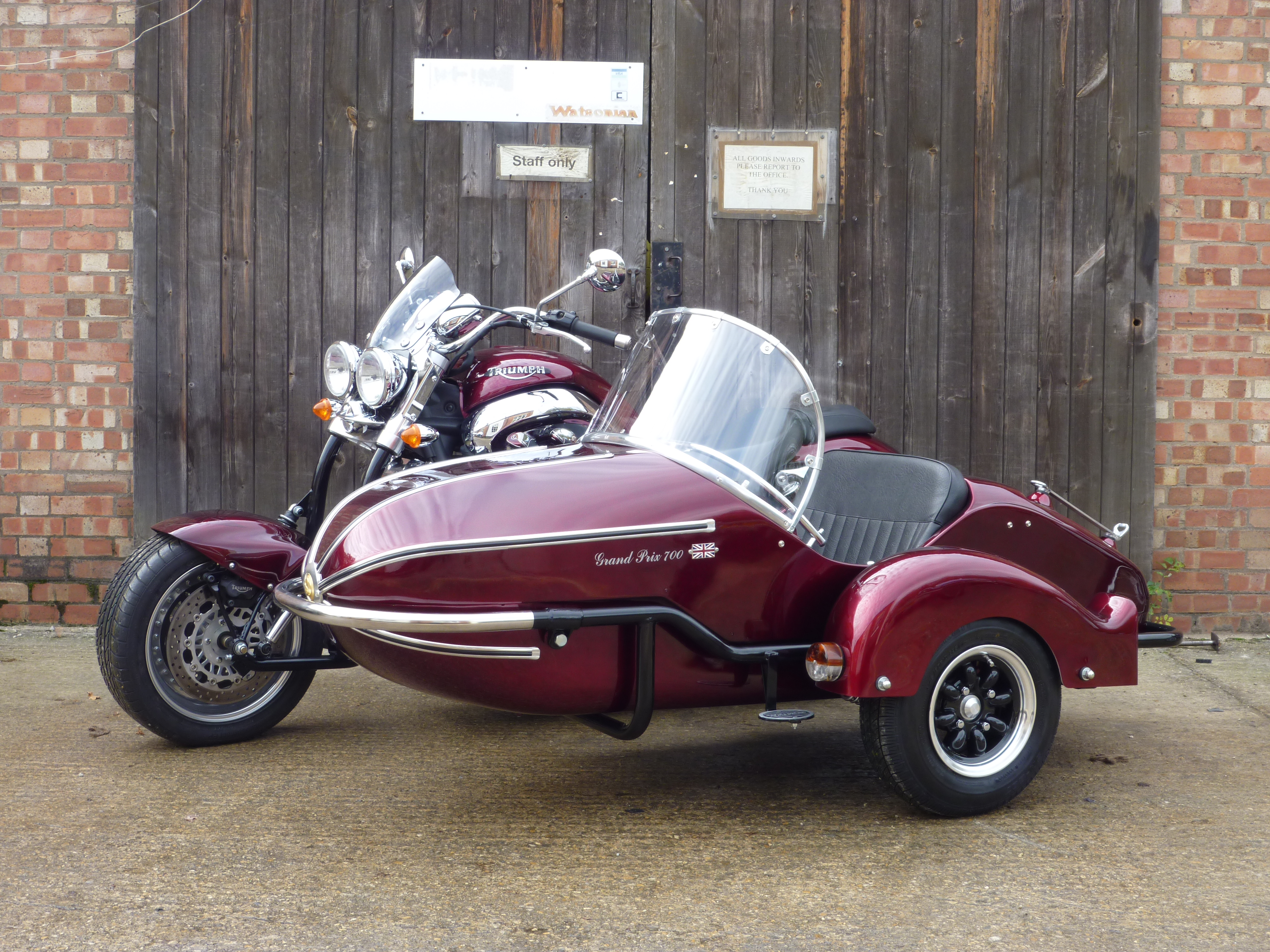
Side-car deux places sur Rocket 3 (années 2000).
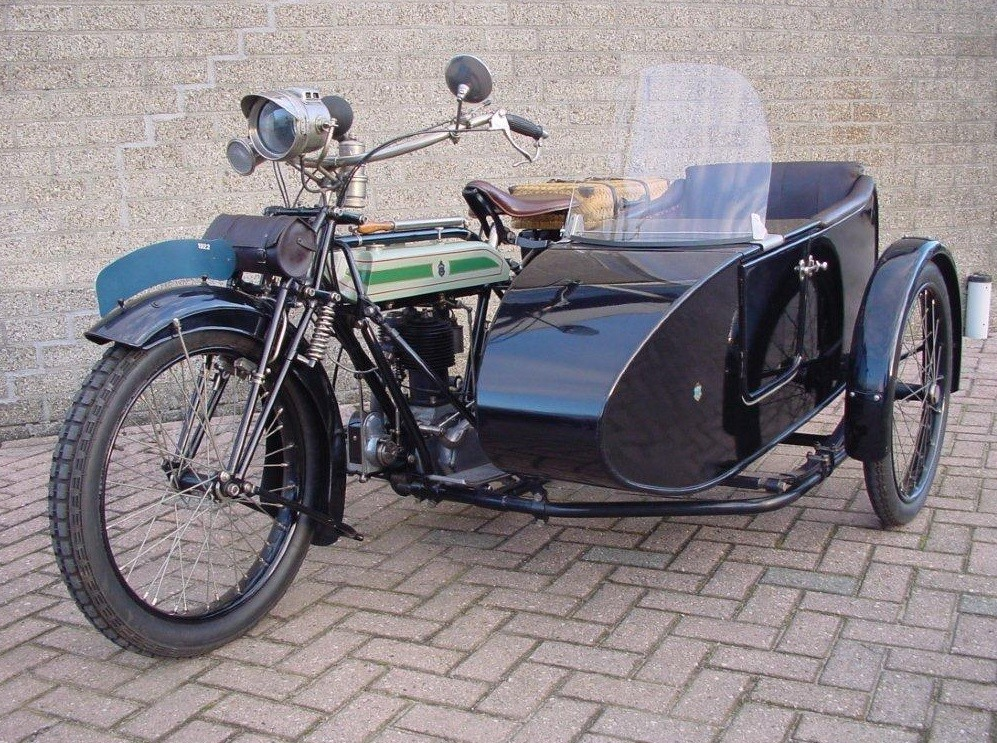
SD avec side-car (1922).
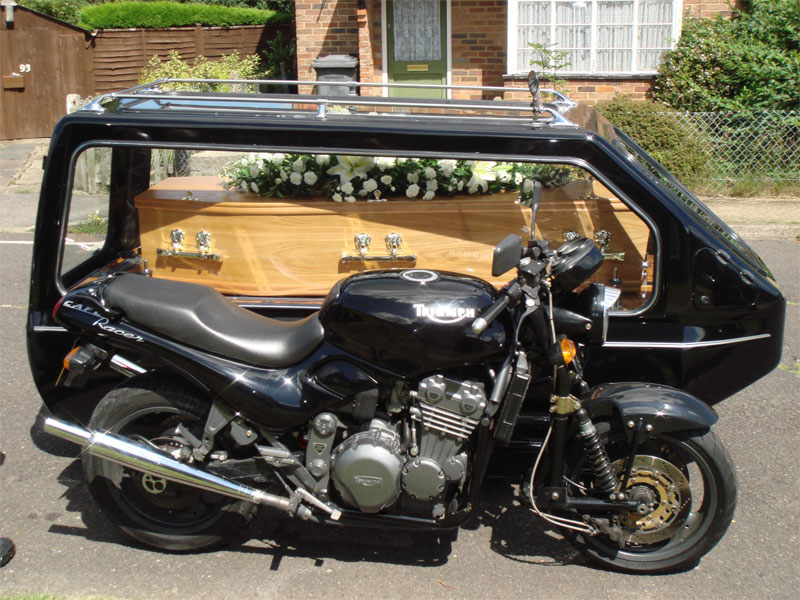
Triumph avec side-car corbillard (2007).

### Prototypes et modèles rares

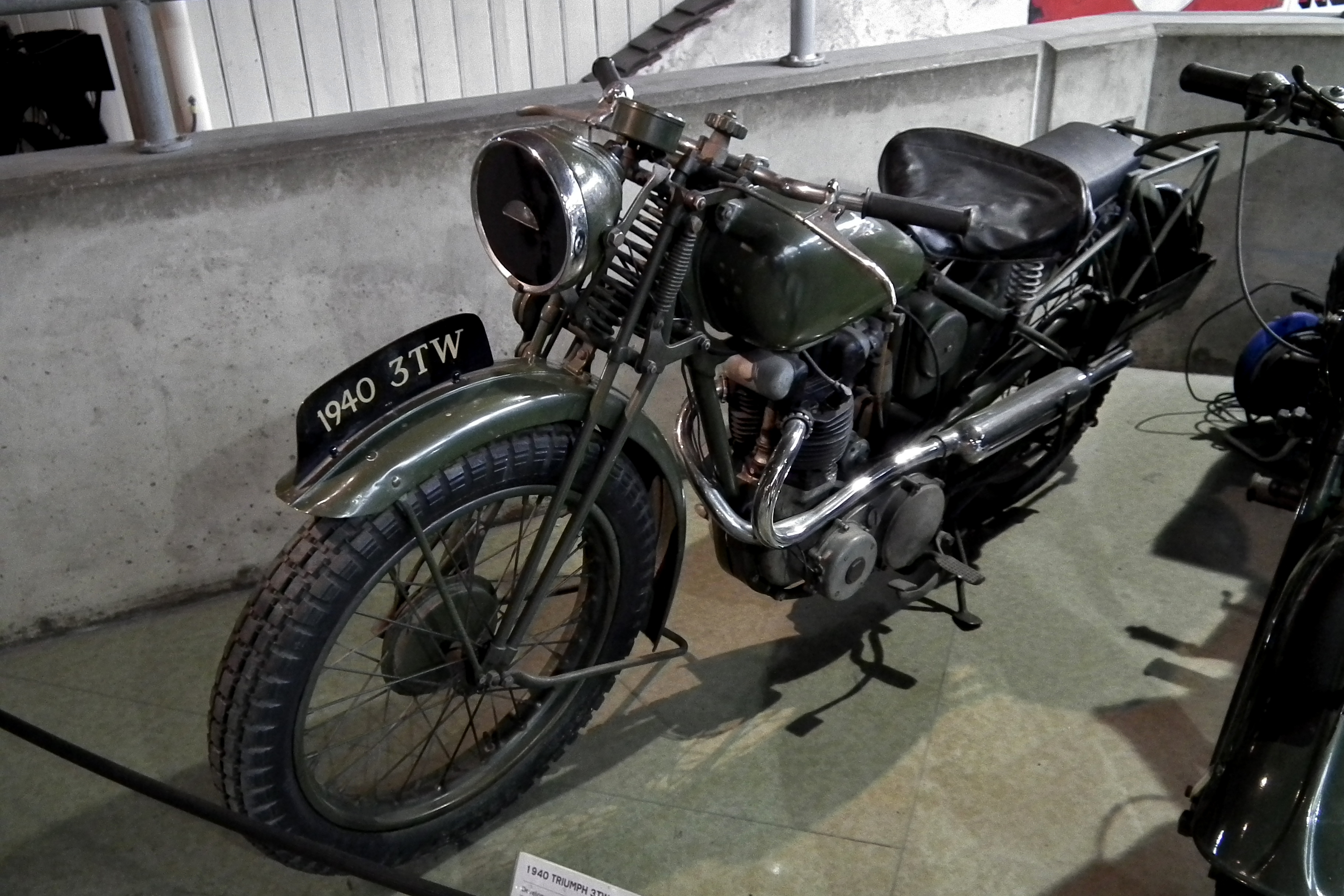
3TW (1940).

#### Le premier bicylindre Triumph aurait pu apparaître dès le milieu des années 1910
Inspiré par un modèle de la marque belge Bercley, Moritz Schulte conçoit un moteur bicylindre à soupapes latérales qui commence ses essais techniques en usine au printemps 1913. Avec une cylindrée de 600 cm3, il délivre une puissance de 4,25 ch, soit 20 % de plus que les monocylindres alors en production. Il est prévu de l'apparier à une boîte de vitesses à trois rapports. L'entrée en guerre du Royaume-Uni et la demande militaire massive de monocylindres éprouvés empêchent ce projet d'atteindre le stade de la production. Il faudra attendre 1933 pour voir une Triumph bicylindre : la 6-1.

#### Le 3TW, victime de la guerre
En 1940, à la veille du bombardement de Coventry par la Luftwaffe, Triumph avait mis au point et produit cinquante exemplaires de la 3TW, un moderne bicylindre de 350 cm3 doté d'une boite intégrée et d'un alternateur, et destiné aux forces militaires britanniques. Ils furent détruits par le bombardement, et, lorsque la production reprit, ce sont d'autres modèles que l'armée commanda.

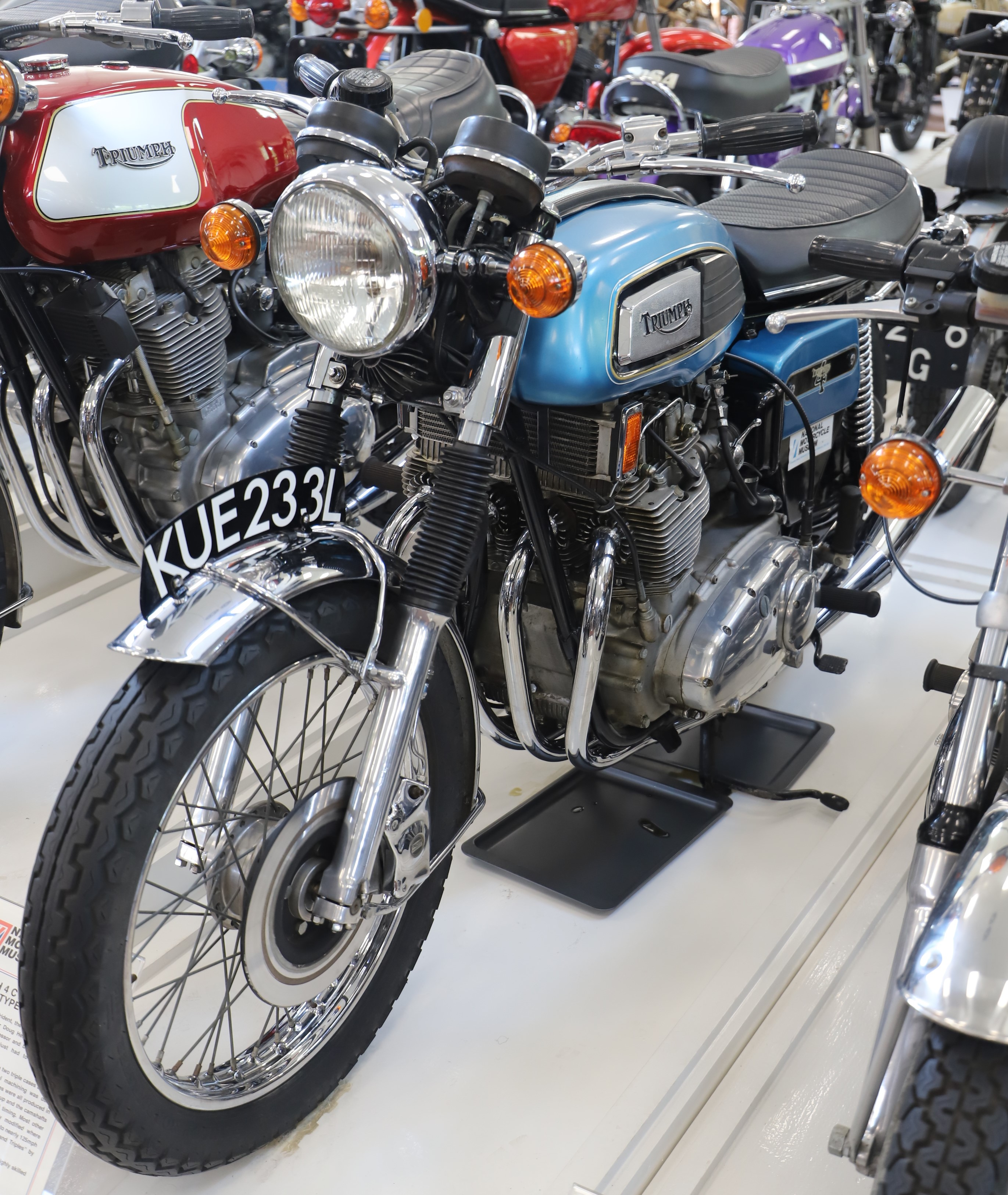
Quadrant (1973).

#### Le premier moteur Triumph à quatre cylindres
En 1973, les services techniques de Triumph mettent au point le tout premier quatre cylindres de la marque, baptisé « Quadrant ». Les ingénieurs ont réutilisé un maximum de pièces provenant des bi- et tricylindres de production, accouplé un cylindre supplémentaire à un moteur de Trident. Le résultat est une machine de 1 000 cm3 capable de dépasser les 200 km/h. Compte tenu des difficultés de la marque, le Quadrant resta au stade de prototype unique.

#### L'esthétique du Hurricane

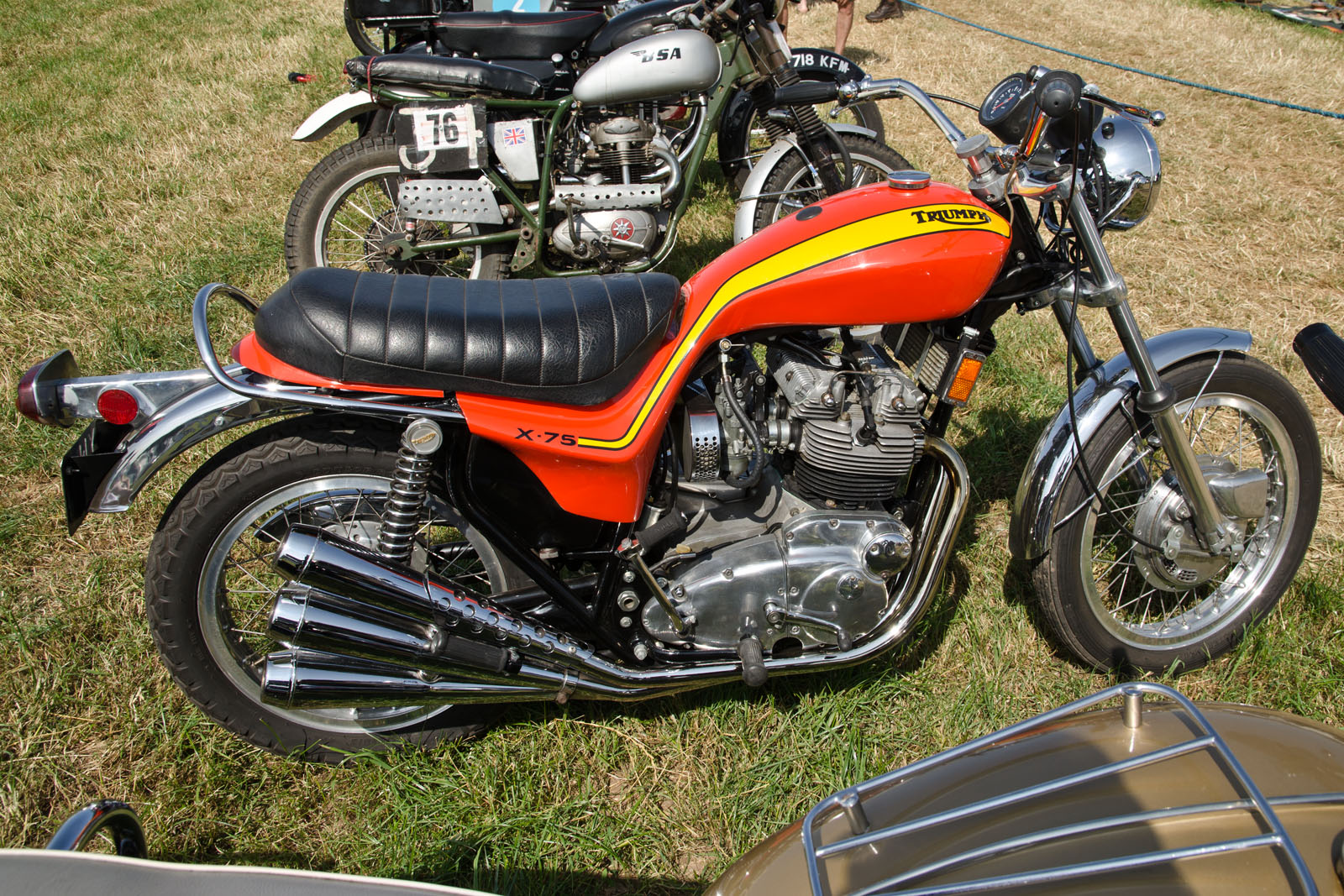
X-75 Hurricane (1972).

Le Hurricane X-75 a initialement été développé à la demande des distributeurs américains de BSA sur une base de Rocket 3 pour en faire une version plus attractive. Son esthétique est différente de celle des autres modèles de la marque. C'est une moto basse, avec une ligne fluide, un habillage en fibre de verre et un visible échappement côté droit. Il sera commercialisé sous marque Triumph en 1972 et 1973 et produit à 1 200 exemplaires environ. Son esthétique influencera celle de modèles ultérieurs.

### Scooters et cyclomoteurs
À partir de la fin des années 1950, Triumph fait quelques incursions dans le marché des scooters. Les deux premiers modèles sont les Tigress, fabriqués à partir de fin 1959 : le TS1, un monocylindre deux temps de 175 cm3/7,5 ch, commercialisé jusqu'en 1965 et le TS2, un bicylindre quatre temps de 250 cm3/10 ch pouvant dépasser les 100 km/h, proposé jusqu'en 1964. Un autre modèle est introduit en 1962 : le Tina (en), rebaptisé T10 en 1965. C'est un deux temps moins puissant qui sera proposé jusqu'à la fin des années 1960.
TWN produit également des scooters portant la marque Triumph : le Contessa à partir de 1955, puis les Tessy à partir de 1956. Le Contessa est animé par un moteur bicylindre deux temps single split de 200 cm3/10,4 ch, d'un démarreur électrique et d'une boîte de vitesses à quatre rapports commandée au pied.
Les Tessy sont des monocylindres deux temps déclinés en deux versions : Tessy Luxus avec moteur de 125 cm3/6 ch et deux selles, et Tessy Super avec moteur de 145 cm3/8 ch, démarreur électrique et selle double.
Dans la deuxième moitié des années 1950, TWN produit aussi deux modèles de cyclomoteurs sous marque Triumph : le Knirps et le Fips,. Tous deux sont des monocylindres deux temps, le moteur du Fips étant fourni par l'entreprise allemande Sachs.

Scooters
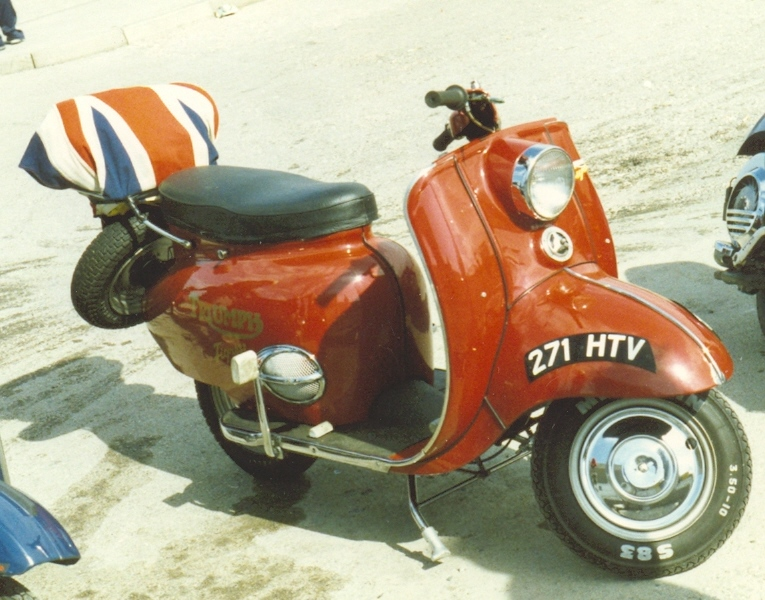
Triumph Tigress.
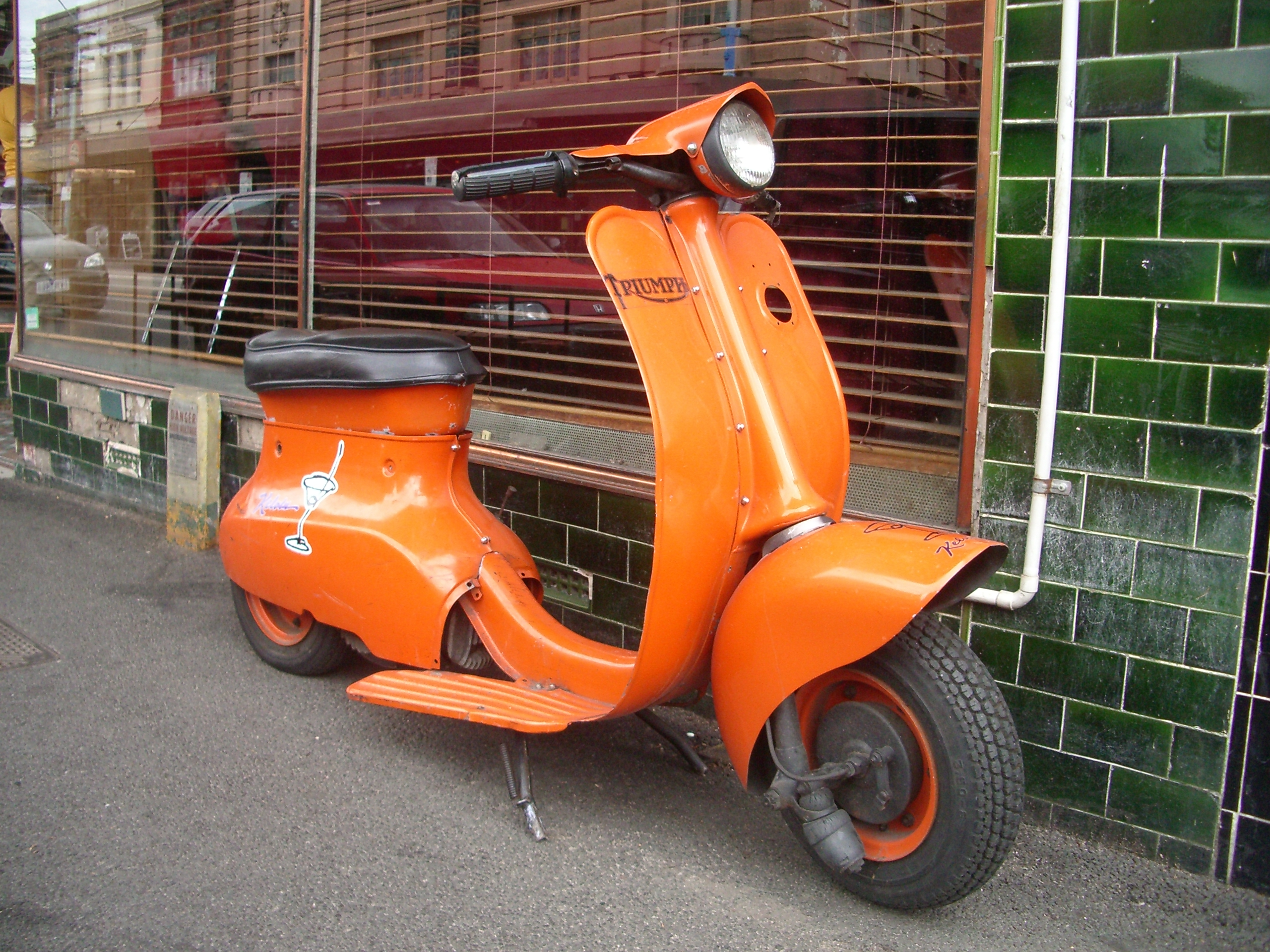
Triumph Tina.
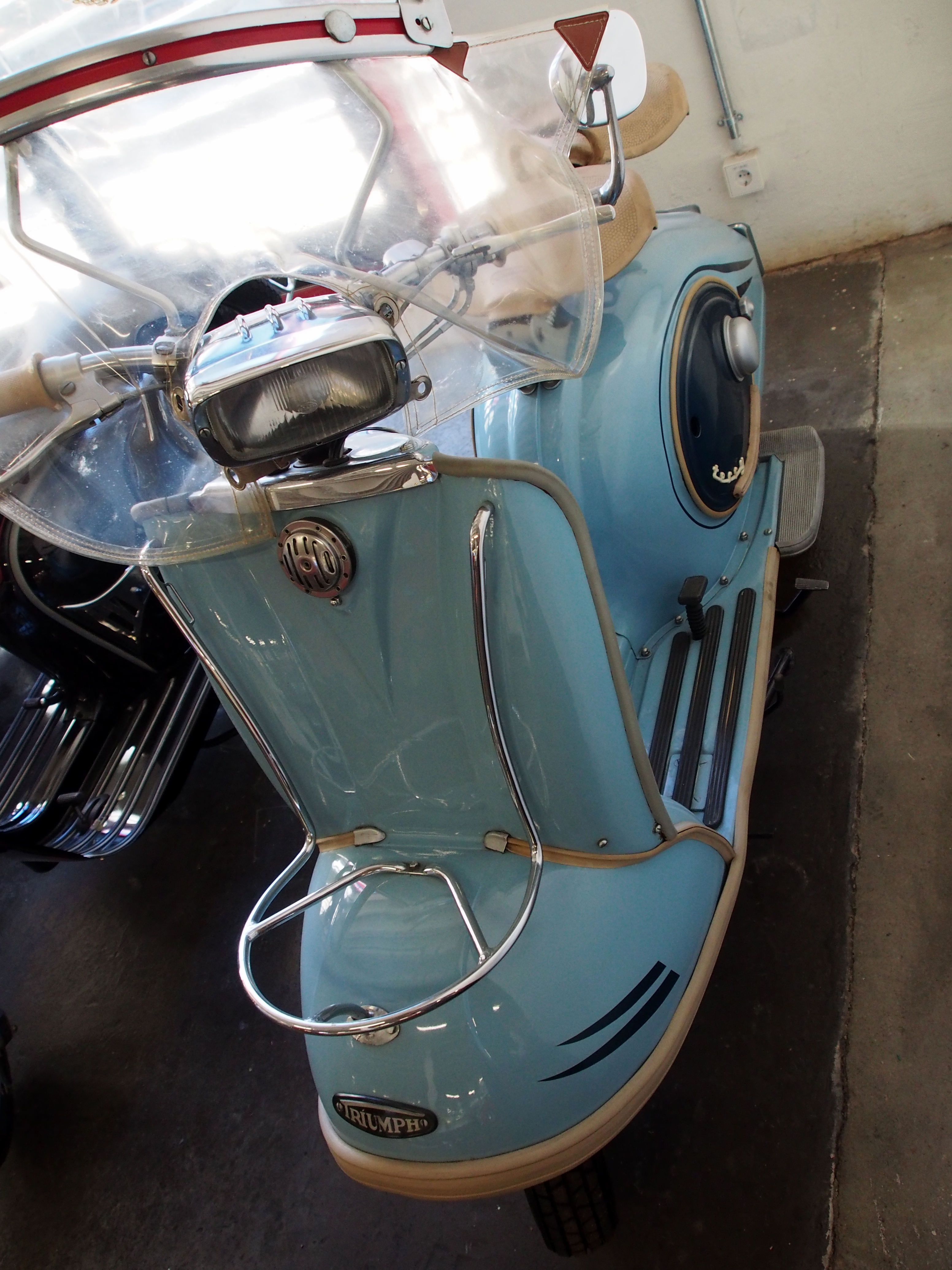
Triumph TWN Tessy  Luxus (1956).
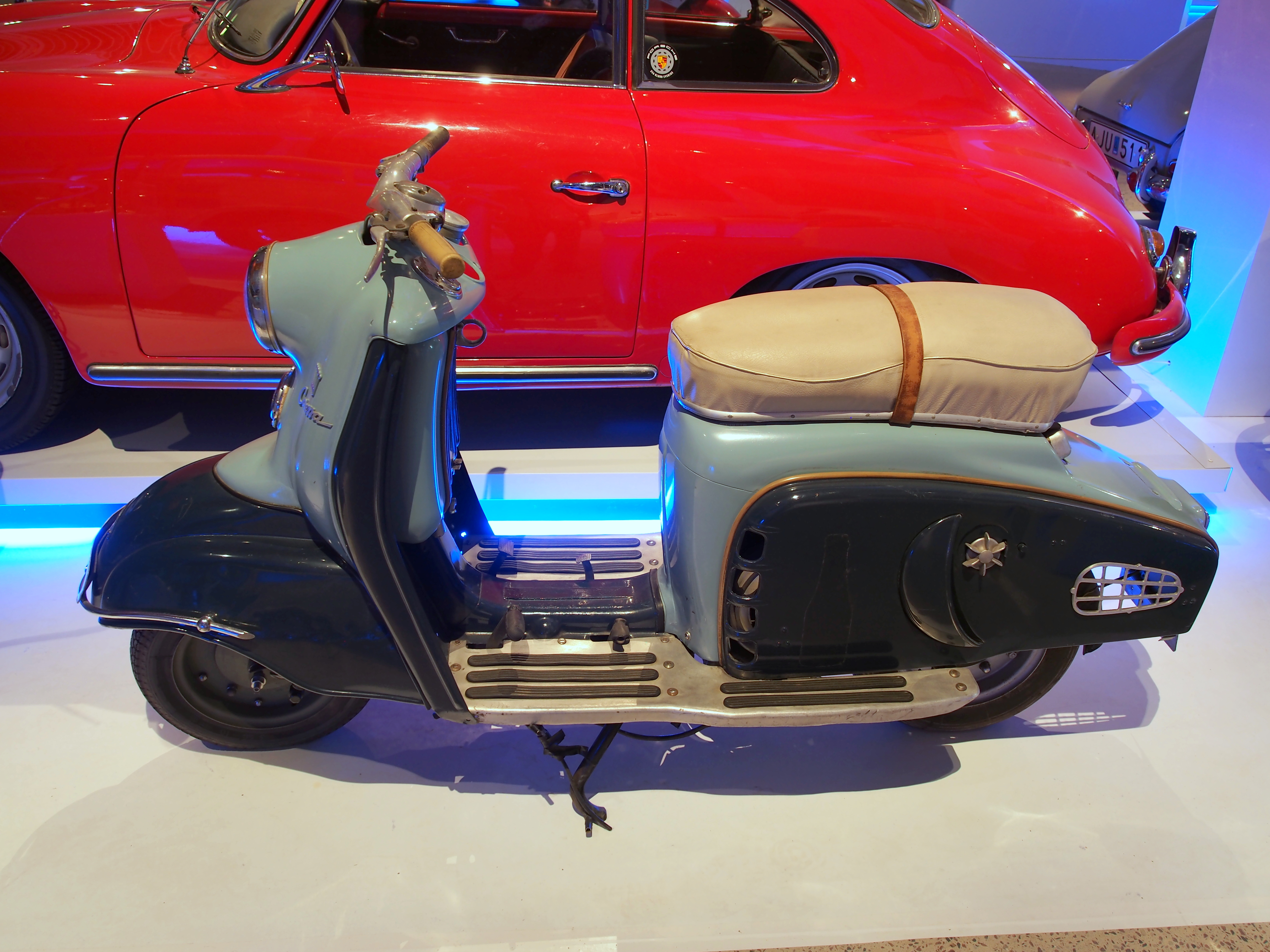
Triumph TWN Contessa (1955).

## Culture populaire

### Cinéma

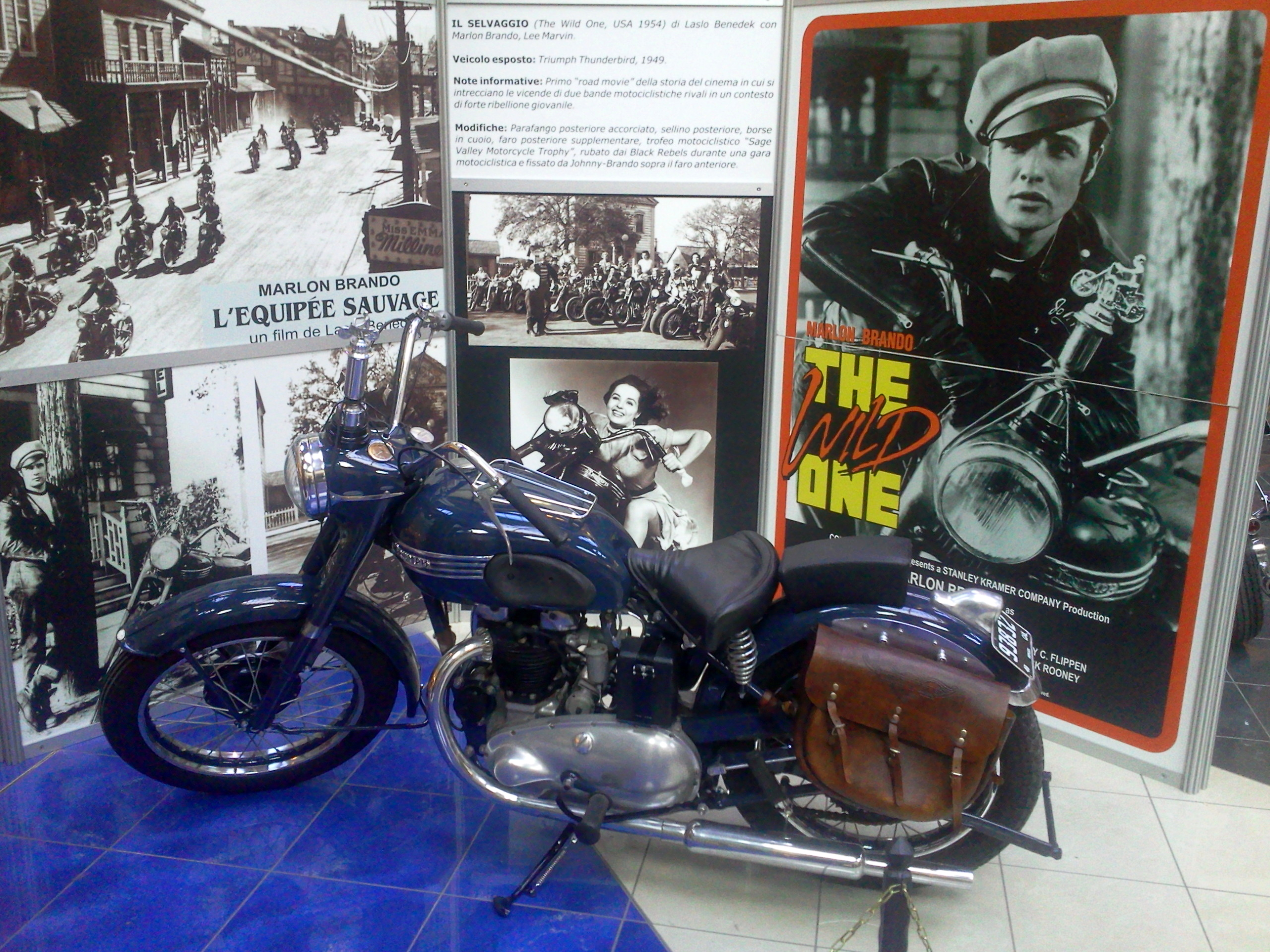
Triumph Thunderbird dans L'Équipée sauvage.

- L'Équipée sauvage (The Wild One), film de 1953 (Thunderbird).
- La Grande Évasion (The Great Escape), film de 1963[108] (Triumph TR6 Trophy)[109].
- Cavale sans issue (Nowhere to Run), film de 1993 (Bonneville T120 1969).
- Matrix, film de 1999 (955i Speed Triple).
- Mission impossible 2, film de 2000 (955i Speed Triple)[109].
- Johnny English, film de 2003 (955i Speed Triple).

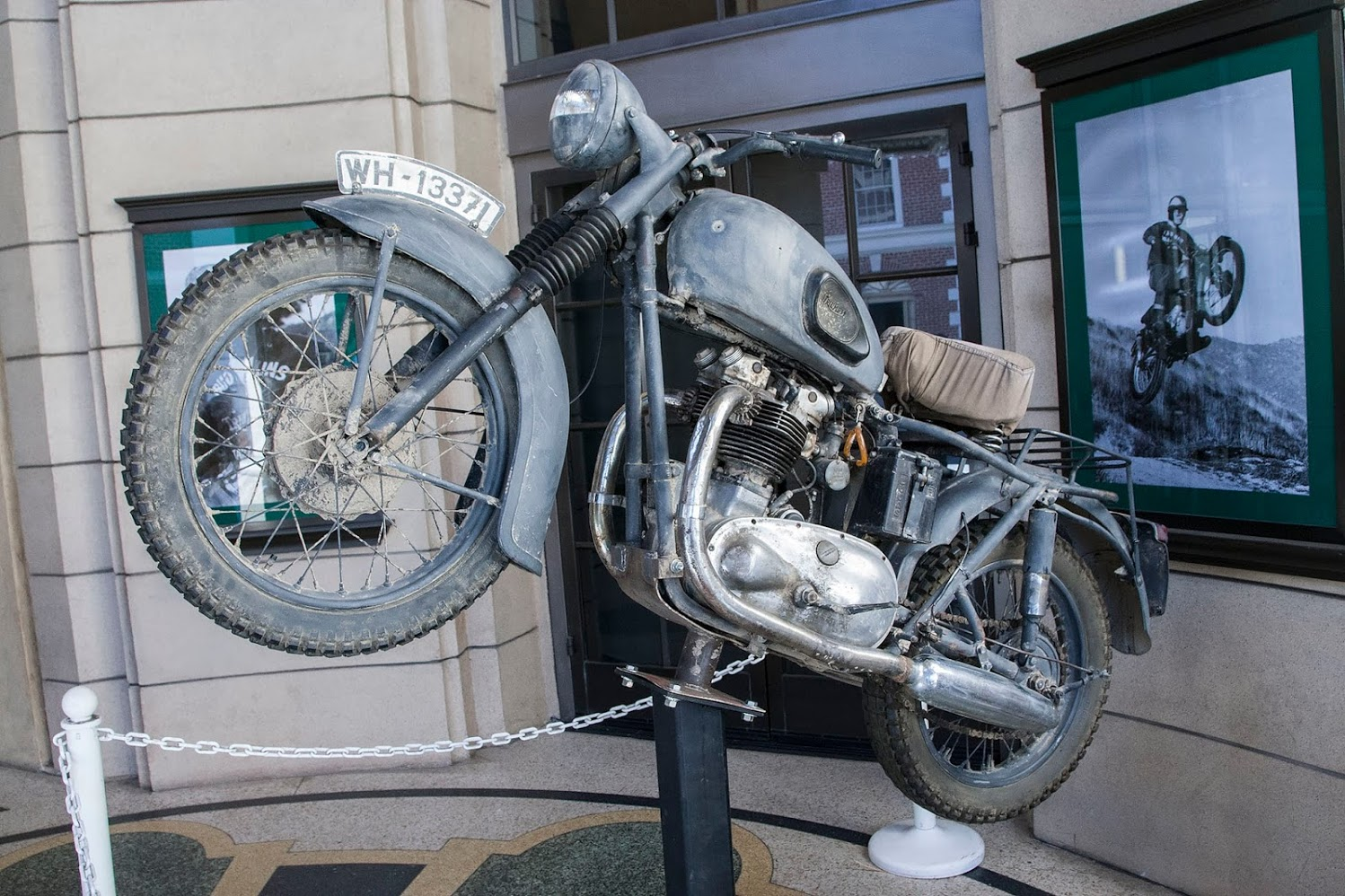
Triumph TR6 dans La Grande Évasion.

- Mission impossible 3, film de 2006 (Bonneville Scrambler)[110].
- Salt, film de 2010 (Street Triple R).
- Edge of Tomorrow, film de 2014 (Thruxton 900)[111].
- Ocean's 8, film de 2018 (Bonneville, Thruxton 1200).
- Jurassic World, film de 2015 (Scrambler)[109]
- Birds of Prey, film de 2020 (Street triple RS 765).
- Mourir peut attendre (No Time to Die), film de 2021 (Scrambler 1200, Tiger 900).

### Télévision
Happy Days, série américaine créée par Gary Marshall, diffusée de 1974 à 1984 sur la chaîne ABC (Trophy TR5 1949, moto de Fonzie).